# 5000
5000是介於4999與5001間的自然數。

## 5001至5999的整數
- 5041 = 712
- 5050
- 5184 = 722
- 5329 = 732
- 5456 = 第31個三角錐数
- 5476 = 742
- 5566 = 第22個五角錐数
- 5625 = 752
- 5776 = 762
- 5830 = 第4個奇異數
- 5832 = 183
- 5929 = 772
- 5984 = 第32個三角錐数

5000
- 合数，正因數有1、2、4、5、8、10、20、25、40、50、100、125、200、250、500、625、1000、1250、2500和5000。
質因數分解，{\displaystyle 2^{3}\times 5^{4}}。
- 过剩数，真因數和為6715，盈度為1715
- 十进制的等數位數。

5001
- 合数，正因數有1、3、1667和5001。
質因數分解，{\displaystyle 3\times 1667}。
- 亏数，真因數和為1671，虧度為3330
- 不尋常數，大於平方根的質因數為1667。
- 半素数。
- 无平方数因数的数。
- 十进制的奢侈數。

5002
- 合数，正因數有1、2、41、61、82、122、2501和5002。
質因數分解，{\displaystyle 2\times 41\times 61}。
- 亏数，真因數和為2810，虧度為2192
- 无平方数因数的数。
  - 楔形数。
- 十进制的奢侈數。

5003
- 第670個質數。

5004
- 合数，正因數有1、2、3、4、6、9、12、18、36、139、278、417、556、834、1251、1668、2502和5004。
質因數分解，{\displaystyle 2^{2}\times 3^{2}\times 139}。
- 过剩数，真因數和為7736，盈度為2732
- 不尋常數，大於平方根的質因數為139。
- 十进制的奢侈數。

5005
- 合数，正因數有1、5、7、11、13、35、55、65、77、91、143、385、455、715、1001和5005。
質因數分解，{\displaystyle 5\times 7\times 11\times 13}。
- 亏数，真因數和為3059，虧度為1946
- 无平方数因数的数。
- 十进制的奢侈數。

5006
- 合数，正因數有1、2、2503和5006。
質因數分解，{\displaystyle 2\times 2503}。
- 亏数，真因數和為2506，虧度為2500
- 不尋常數，大於平方根的質因數為2503。
- 半素数。
- 无平方数因数的数。
- 十进制的奢侈數。

5007
- 合数，正因數有1、3、1669和5007。
質因數分解，{\displaystyle 3\times 1669}。
- 亏数，真因數和為1673，虧度為3334
- 不尋常數，大於平方根的質因數為1669。
- 半素数。
- 无平方数因数的数。
- 十进制的奢侈數。

5008
- 合数，正因數有1、2、4、8、16、313、626、1252、2504和5008。
質因數分解，{\displaystyle 2^{4}\times 313}。
- 亏数，真因數和為4726，虧度為282
- 不尋常數，大於平方根的質因數為313。
- 十进制的奢侈數。

5009
- 第671個質數。
  - 孪生素数，為（5009、 5011）

5010
- 合数，正因數有1、2、3、5、6、10、15、30、167、334、501、835、1002、1670、2505和5010。
質因數分解，{\displaystyle 2\times 3\times 5\times 167}。
- 过剩数，真因數和為7086，盈度為2076
- 不尋常數，大於平方根的質因數為167。
- 无平方数因数的数。
- 十进制的奢侈數。

5011
- 第672個質數。
  - 孪生素数，為（5009、 5011）

5012
- 合数，正因數有1、2、4、7、14、28、179、358、716、1253、2506和5012。
質因數分解，{\displaystyle 2^{2}\times 7\times 179}。
- 过剩数，真因數和為5068，盈度為56
  - 半完全数，和為本身的其中一組因數為179、 358、 716、 1253、 2506。
- 不尋常數，大於平方根的質因數為179。
- 佩服數，佩服因數為28。
- 十进制的奢侈數。

5013
- 合数，正因數有1、3、9、557、1671和5013。
質因數分解，{\displaystyle 3^{2}\times 557}。
- 亏数，真因數和為2241，虧度為2772
- 不尋常數，大於平方根的質因數為557。
- 十进制的奢侈數。

5014
- 合数，正因數有1、2、23、46、109、218、2507和5014。
質因數分解，{\displaystyle 2\times 23\times 109}。
- 亏数，真因數和為2906，虧度為2108
- 不尋常數，大於平方根的質因數為109。
- 无平方数因数的数。
  - 楔形数。
- 十进制的奢侈數。

5015
- 合数，正因數有1、5、17、59、85、295、1003和5015。
質因數分解，{\displaystyle 5\times 17\times 59}。
- 亏数，真因數和為1465，虧度為3550
- 无平方数因数的数。
  - 楔形数。
- 十进制的奢侈數。

5016
- 合数，正因數有1、2、3、4、6、8、11、12、19、22、24、33、38、44、57、66、76、88、114、132、152、209、228、264、418、456、627、836、1254、1672、2508和5016。
質因數分解，{\displaystyle 2^{3}\times 3\times 11\times 19}。
- 过剩数，真因數和為9384，盈度為4368
- 十进制的奢侈數。

5017
- 合数，正因數有1、29、173和5017。
質因數分解，{\displaystyle 29\times 173}。
- 亏数，真因數和為203，虧度為4814
- 不尋常數，大於平方根的質因數為173。
- 半素数。
- 无平方数因数的数。
- 十进制的奢侈數。

5018
- 合数，正因數有1、2、13、26、193、386、2509和5018。
質因數分解，{\displaystyle 2\times 13\times 193}。
- 亏数，真因數和為3130，虧度為1888
- 不尋常數，大於平方根的質因數為193。
- 无平方数因数的数。
  - 楔形数。
- 十进制的奢侈數。

5019
- 合数，正因數有1、3、7、21、239、717、1673和5019。
質因數分解，{\displaystyle 3\times 7\times 239}。
- 亏数，真因數和為2661，虧度為2358
- 不尋常數，大於平方根的質因數為239。
- 无平方数因数的数。
  - 楔形数。
- 十进制的奢侈數。

5020
- 合数，正因數有1、2、4、5、10、20、251、502、1004、1255、2510和5020。
質因數分解，{\displaystyle 2^{2}\times 5\times 251}。
- 过剩数，真因數和為5564，盈度為544
  - 半完全数，和為本身的其中一組因數為251、 1004、 1255、 2510。
- 不尋常數，大於平方根的質因數為251。
- 十进制的奢侈數。

5021
- 第673個質數。
  - 孪生素数，為（5021、 5023）

5022
- 合数，正因數有1、2、3、6、9、18、27、31、54、62、81、93、162、186、279、558、837、1674、2511和5022。
質因數分解，{\displaystyle 2\times 3^{4}\times 31}。
- 过剩数，真因數和為6594，盈度為1572
- 十进制的奢侈數。

5023
- 第674個質數。
  - 孪生素数，為（5021、 5023）

5024
- 合数，正因數有1、2、4、8、16、32、157、314、628、1256、2512和5024。
質因數分解，{\displaystyle 2^{5}\times 157}。
- 亏数，真因數和為4930，虧度為94
- 不尋常數，大於平方根的質因數為157。
- 十进制的奢侈數。

5025
- 合数，正因數有1、3、5、15、25、67、75、201、335、1005、1675和5025。
質因數分解，{\displaystyle 3\times 5^{2}\times 67}。
- 亏数，真因數和為3407，虧度為1618
- 十进制的奢侈數。

5026
- 合数，正因數有1、2、7、14、359、718、2513和5026。
質因數分解，{\displaystyle 2\times 7\times 359}。
- 亏数，真因數和為3614，虧度為1412
- 不尋常數，大於平方根的質因數為359。
- 无平方数因数的数。
  - 楔形数。
- 十进制的奢侈數。

5027
- 合数，正因數有1、11、457和5027。
質因數分解，{\displaystyle 11\times 457}。
- 亏数，真因數和為469，虧度為4558
- 不尋常數，大於平方根的質因數為457。
- 半素数。
- 无平方数因数的数。
- 十进制的奢侈數。

5028
- 合数，正因數有1、2、3、4、6、12、419、838、1257、1676、2514和5028。
質因數分解，{\displaystyle 2^{2}\times 3\times 419}。
- 过剩数，真因數和為6732，盈度為1704
  - 半完全数，和為本身的其中一組因數為419、 838、 1257、 2514。
- 不尋常數，大於平方根的質因數為419。
- 十进制的奢侈數。

5029
- 合数，正因數有1、47、107和5029。
質因數分解，{\displaystyle 47\times 107}。
- 亏数，真因數和為155，虧度為4874
- 不尋常數，大於平方根的質因數為107。
- 半素数。
- 无平方数因数的数。
- 十进制的奢侈數。

5030
- 合数，正因數有1、2、5、10、503、1006、2515和5030。
質因數分解，{\displaystyle 2\times 5\times 503}。
- 亏数，真因數和為4042，虧度為988
- 不尋常數，大於平方根的質因數為503。
- 无平方数因数的数。
  - 楔形数。
- 十进制的奢侈數。

5031
- 合数，正因數有1、3、9、13、39、43、117、129、387、559、1677和5031。
質因數分解，{\displaystyle 3^{2}\times 13\times 43}。
- 亏数，真因數和為2977，虧度為2054
- 十进制的奢侈數。

5032
- 合数，正因數有1、2、4、8、17、34、37、68、74、136、148、296、629、1258、2516和5032。
質因數分解，{\displaystyle 2^{3}\times 17\times 37}。
- 过剩数，真因數和為5228，盈度為196
- 十进制的奢侈數。

5033
- 合数，正因數有1、7、719和5033。
質因數分解，{\displaystyle 7\times 719}。
- 亏数，真因數和為727，虧度為4306
- 不尋常數，大於平方根的質因數為719。
- 半素数。
- 无平方数因数的数。
- 十进制的等數位數。

5034
- 合数，正因數有1、2、3、6、839、1678、2517和5034。
質因數分解，{\displaystyle 2\times 3\times 839}。
- 过剩数，真因數和為5046，盈度為12
  - 半完全数，和為本身的其中一組因數為839、 1678、 2517。
- 不尋常數，大於平方根的質因數為839。
- 佩服數，佩服因數為6。
- 无平方数因数的数。
  - 楔形数。
- 十进制的奢侈數。

5035
- 合数，正因數有1、5、19、53、95、265、1007和5035。
質因數分解，{\displaystyle 5\times 19\times 53}。
- 亏数，真因數和為1445，虧度為3590
- 无平方数因数的数。
  - 楔形数。
- 十进制的奢侈數。

5036
- 合数，正因數有1、2、4、1259、2518和5036。
質因數分解，{\displaystyle 2^{2}\times 1259}。
- 亏数，真因數和為3784，虧度為1252
- 不尋常數，大於平方根的質因數為1259。
- 十进制的奢侈數。

5037
- 合数，正因數有1、3、23、69、73、219、1679和5037。
質因數分解，{\displaystyle 3\times 23\times 73}。
- 亏数，真因數和為2067，虧度為2970
- 不尋常數，大於平方根的質因數為73。
- 无平方数因数的数。
  - 楔形数。
- 十进制的奢侈數。

5038
- 合数，正因數有1、2、11、22、229、458、2519和5038。
質因數分解，{\displaystyle 2\times 11\times 229}。
- 亏数，真因數和為3242，虧度為1796
- 不尋常數，大於平方根的質因數為229。
- 无平方数因数的数。
  - 楔形数。
- 十进制的奢侈數。

5039
- 第675個質數。

5040
- 合数，正因數有1、2、3、4、5、6、7、8、9、10、12、14、15、16、18、20、21、24、28、30、35、36、40、42、45、48、56、60、63、70、72、80、84、90、105、112、120、126、140、144、168、180、210、240、252、280、315、336、360、420、504、560、630、720、840、1008、1260、1680、2520和5040。
質因數分解，{\displaystyle 2^{4}\times 3^{2}\times 5\times 7}。
- 过剩数，真因數和為14304，盈度為9264
- 十进制的奢侈數。

5041
- 合数，正因數有1、71和5041。
質因數分解，{\displaystyle 71^{2}}。
- 亏数，真因數和為72，虧度為4969
- 半素数。
- 平方数，為71的平方。
- 十进制的節儉數。

5042
- 合数，正因數有1、2、2521和5042。
質因數分解，{\displaystyle 2\times 2521}。
- 亏数，真因數和為2524，虧度為2518
- 不尋常數，大於平方根的質因數為2521。
- 半素数。
- 无平方数因数的数。
- 十进制的奢侈數。

5043
- 合数，正因數有1、3、41、123、1681和5043。
質因數分解，{\displaystyle 3\times 41^{2}}。
- 亏数，真因數和為1849，虧度為3194
- 十进制的等數位數。

5044
- 合数，正因數有1、2、4、13、26、52、97、194、388、1261、2522和5044。
質因數分解，{\displaystyle 2^{2}\times 13\times 97}。
- 亏数，真因數和為4560，虧度為484
- 不尋常數，大於平方根的質因數為97。
- 十进制的奢侈數。

5045
- 合数，正因數有1、5、1009和5045。
質因數分解，{\displaystyle 5\times 1009}。
- 亏数，真因數和為1015，虧度為4030
- 不尋常數，大於平方根的質因數為1009。
- 半素数。
- 无平方数因数的数。
- 十进制的奢侈數。

5046
- 合数，正因數有1、2、3、6、29、58、87、174、841、1682、2523和5046。
質因數分解，{\displaystyle 2\times 3\times 29^{2}}。
- 过剩数，真因數和為5406，盈度為360
  - 半完全数，和為本身的其中一組因數為841、 1682、 2523。
- 十进制的奢侈數。

5047
- 合数，正因數有1、7、49、103、721和5047。
質因數分解，{\displaystyle 7^{2}\times 103}。
- 亏数，真因數和為881，虧度為4166
- 不尋常數，大於平方根的質因數為103。
- 十进制的奢侈數。

5048
- 合数，正因數有1、2、4、8、631、1262、2524和5048。
質因數分解，{\displaystyle 2^{3}\times 631}。
- 亏数，真因數和為4432，虧度為616
- 不尋常數，大於平方根的質因數為631。
- 十进制的奢侈數。

5049
- 合数，正因數有1、3、9、11、17、27、33、51、99、153、187、297、459、561、1683和5049。
質因數分解，{\displaystyle 3^{3}\times 11\times 17}。
- 亏数，真因數和為3591，虧度為1458
- 十进制的奢侈數。

5050
- 合数，正因數有1、2、5、10、25、50、101、202、505、1010、2525和5050。
質因數分解，{\displaystyle 2\times 5^{2}\times 101}。
- 亏数，真因數和為4436，虧度為614
- 不尋常數，大於平方根的質因數為101。
- 十进制的奢侈數。

5051
- 第676個質數。

5052
- 合数，正因數有1、2、3、4、6、12、421、842、1263、1684、2526和5052。
質因數分解，{\displaystyle 2^{2}\times 3\times 421}。
- 过剩数，真因數和為6764，盈度為1712
  - 半完全数，和為本身的其中一組因數為421、 842、 1263、 2526。
- 不尋常數，大於平方根的質因數為421。
- 十进制的奢侈數。

5053
- 合数，正因數有1、31、163和5053。
質因數分解，{\displaystyle 31\times 163}。
- 亏数，真因數和為195，虧度為4858
- 不尋常數，大於平方根的質因數為163。
- 半素数。
- 无平方数因数的数。
- 十进制的奢侈數。

5054
- 合数，正因數有1、2、7、14、19、38、133、266、361、722、2527和5054。
質因數分解，{\displaystyle 2\times 7\times 19^{2}}。
- 亏数，真因數和為4090，虧度為964
- 十进制的奢侈數。

5055
- 合数，正因數有1、3、5、15、337、1011、1685和5055。
質因數分解，{\displaystyle 3\times 5\times 337}。
- 亏数，真因數和為3057，虧度為1998
- 不尋常數，大於平方根的質因數為337。
- 无平方数因数的数。
  - 楔形数。
- 十进制的奢侈數。

5056
- 合数，正因數有1、2、4、8、16、32、64、79、158、316、632、1264、2528和5056。
質因數分解，{\displaystyle 2^{6}\times 79}。
- 过剩数，真因數和為5104，盈度為48
- 不尋常數，大於平方根的質因數為79。
- 十进制的等數位數。

5057
- 合数，正因數有1、13、389和5057。
質因數分解，{\displaystyle 13\times 389}。
- 亏数，真因數和為403，虧度為4654
- 不尋常數，大於平方根的質因數為389。
- 半素数。
- 无平方数因数的数。
- 十进制的奢侈數。

5058
- 合数，正因數有1、2、3、6、9、18、281、562、843、1686、2529和5058。
質因數分解，{\displaystyle 2\times 3^{2}\times 281}。
- 过剩数，真因數和為5940，盈度為882
  - 半完全数，和為本身的其中一組因數為281、 562、 1686、 2529。
- 不尋常數，大於平方根的質因數為281。
- 十进制的奢侈數。

5059
- 第677個質數。

5060
- 合数，正因數有1、2、4、5、10、11、20、22、23、44、46、55、92、110、115、220、230、253、460、506、1012、1265、2530和5060。
質因數分解，{\displaystyle 2^{2}\times 5\times 11\times 23}。
- 过剩数，真因數和為7036，盈度為1976
- 十进制的奢侈數。

5061
- 合数，正因數有1、3、7、21、241、723、1687和5061。
質因數分解，{\displaystyle 3\times 7\times 241}。
- 亏数，真因數和為2683，虧度為2378
- 不尋常數，大於平方根的質因數為241。
- 无平方数因数的数。
  - 楔形数。
- 十进制的奢侈數。

5062
- 合数，正因數有1、2、2531和5062。
質因數分解，{\displaystyle 2\times 2531}。
- 亏数，真因數和為2534，虧度為2528
- 不尋常數，大於平方根的質因數為2531。
- 半素数。
- 无平方数因数的数。
- 十进制的奢侈數。

5063
- 合数，正因數有1、61、83和5063。
質因數分解，{\displaystyle 61\times 83}。
- 亏数，真因數和為145，虧度為4918
- 不尋常數，大於平方根的質因數為83。
- 半素数。
- 无平方数因数的数。
- 十进制的等數位數。

5064
- 合数，正因數有1、2、3、4、6、8、12、24、211、422、633、844、1266、1688、2532和5064。
質因數分解，{\displaystyle 2^{3}\times 3\times 211}。
- 过剩数，真因數和為7656，盈度為2592
- 不尋常數，大於平方根的質因數為211。
- 十进制的奢侈數。

5065
- 合数，正因數有1、5、1013和5065。
質因數分解，{\displaystyle 5\times 1013}。
- 亏数，真因數和為1019，虧度為4046
- 不尋常數，大於平方根的質因數為1013。
- 半素数。
- 无平方数因数的数。
- 十进制的奢侈數。

5066
- 合数，正因數有1、2、17、34、149、298、2533和5066。
質因數分解，{\displaystyle 2\times 17\times 149}。
- 亏数，真因數和為3034，虧度為2032
- 不尋常數，大於平方根的質因數為149。
- 无平方数因数的数。
  - 楔形数。
- 十进制的奢侈數。

5067
- 合数，正因數有1、3、9、563、1689和5067。
質因數分解，{\displaystyle 3^{2}\times 563}。
- 亏数，真因數和為2265，虧度為2802
- 不尋常數，大於平方根的質因數為563。
- 十进制的奢侈數。

5068
- 合数，正因數有1、2、4、7、14、28、181、362、724、1267、2534和5068。
質因數分解，{\displaystyle 2^{2}\times 7\times 181}。
- 过剩数，真因數和為5124，盈度為56
  - 半完全数，和為本身的其中一組因數為181、 362、 724、 1267、 2534。
- 不尋常數，大於平方根的質因數為181。
- 佩服數，佩服因數為28。
- 十进制的奢侈數。

5069
- 合数，正因數有1、37、137和5069。
質因數分解，{\displaystyle 37\times 137}。
- 亏数，真因數和為175，虧度為4894
- 不尋常數，大於平方根的質因數為137。
- 半素数。
- 无平方数因数的数。
- 十进制的奢侈數。

5070
- 合数，正因數有1、2、3、5、6、10、13、15、26、30、39、65、78、130、169、195、338、390、507、845、1014、1690、2535和5070。
質因數分解，{\displaystyle 2\times 3\times 5\times 13^{2}}。
- 过剩数，真因數和為8106，盈度為3036
- 十进制的奢侈數。

5071
- 合数，正因數有1、11、461和5071。
質因數分解，{\displaystyle 11\times 461}。
- 亏数，真因數和為473，虧度為4598
- 不尋常數，大於平方根的質因數為461。
- 半素数。
- 无平方数因数的数。
- 十进制的奢侈數。

5072
- 合数，正因數有1、2、4、8、16、317、634、1268、2536和5072。
質因數分解，{\displaystyle 2^{4}\times 317}。
- 亏数，真因數和為4786，虧度為286
- 不尋常數，大於平方根的質因數為317。
- 十进制的奢侈數。

5073
- 合数，正因數有1、3、19、57、89、267、1691和5073。
質因數分解，{\displaystyle 3\times 19\times 89}。
- 亏数，真因數和為2127，虧度為2946
- 不尋常數，大於平方根的質因數為89。
- 无平方数因数的数。
  - 楔形数。
- 十进制的奢侈數。

5074
- 合数，正因數有1、2、43、59、86、118、2537和5074。
質因數分解，{\displaystyle 2\times 43\times 59}。
- 亏数，真因數和為2846，虧度為2228
- 无平方数因数的数。
  - 楔形数。
- 十进制的奢侈數。

5075
- 合数，正因數有1、5、7、25、29、35、145、175、203、725、1015和5075。
質因數分解，{\displaystyle 5^{2}\times 7\times 29}。
- 亏数，真因數和為2365，虧度為2710
- 十进制的奢侈數。

5076
- 合数，正因數有1、2、3、4、6、9、12、18、27、36、47、54、94、108、141、188、282、423、564、846、1269、1692、2538和5076。
質因數分解，{\displaystyle 2^{2}\times 3^{3}\times 47}。
- 过剩数，真因數和為8364，盈度為3288
- 十进制的奢侈數。

5077
- 第678個質數。

5078
- 合数，正因數有1、2、2539和5078。
質因數分解，{\displaystyle 2\times 2539}。
- 亏数，真因數和為2542，虧度為2536
- 不尋常數，大於平方根的質因數為2539。
- 半素数。
- 无平方数因数的数。
- 十进制的奢侈數。

5079
- 合数，正因數有1、3、1693和5079。
質因數分解，{\displaystyle 3\times 1693}。
- 亏数，真因數和為1697，虧度為3382
- 不尋常數，大於平方根的質因數為1693。
- 半素数。
- 无平方数因数的数。
- 十进制的奢侈數。

5080
- 合数，正因數有1、2、4、5、8、10、20、40、127、254、508、635、1016、1270、2540和5080。
質因數分解，{\displaystyle 2^{3}\times 5\times 127}。
- 过剩数，真因數和為6440，盈度為1360
- 不尋常數，大於平方根的質因數為127。
- 十进制的奢侈數。

5081
- 第679個質數。

5082
- 合数，正因數有1、2、3、6、7、11、14、21、22、33、42、66、77、121、154、231、242、363、462、726、847、1694、2541和5082。
質因數分解，{\displaystyle 2\times 3\times 7\times 11^{2}}。
- 过剩数，真因數和為7686，盈度為2604
- 十进制的奢侈數。

5083
- 合数，正因數有1、13、17、23、221、299、391和5083。
質因數分解，{\displaystyle 13\times 17\times 23}。
- 亏数，真因數和為965，虧度為4118
- 无平方数因数的数。
  - 楔形数。
- 十进制的奢侈數。

5084
- 合数，正因數有1、2、4、31、41、62、82、124、164、1271、2542和5084。
質因數分解，{\displaystyle 2^{2}\times 31\times 41}。
- 亏数，真因數和為4324，虧度為760
- 十进制的奢侈數。

5085
- 合数，正因數有1、3、5、9、15、45、113、339、565、1017、1695和5085。
質因數分解，{\displaystyle 3^{2}\times 5\times 113}。
- 亏数，真因數和為3807，虧度為1278
- 不尋常數，大於平方根的質因數為113。
- 十进制的奢侈數。

5086
- 合数，正因數有1、2、2543和5086。
質因數分解，{\displaystyle 2\times 2543}。
- 亏数，真因數和為2546，虧度為2540
- 不尋常數，大於平方根的質因數為2543。
- 半素数。
- 无平方数因数的数。
- 十进制的奢侈數。

5087
- 第680個質數。

5088
- 合数，正因數有1、2、3、4、6、8、12、16、24、32、48、53、96、106、159、212、318、424、636、848、1272、1696、2544和5088。
質因數分解，{\displaystyle 2^{5}\times 3\times 53}。
- 过剩数，真因數和為8520，盈度為3432
- 十进制的奢侈數。

5089
- 合数，正因數有1、7、727和5089。
質因數分解，{\displaystyle 7\times 727}。
- 亏数，真因數和為735，虧度為4354
- 不尋常數，大於平方根的質因數為727。
- 半素数。
- 无平方数因数的数。
- 十进制的等數位數。

5090
- 合数，正因數有1、2、5、10、509、1018、2545和5090。
質因數分解，{\displaystyle 2\times 5\times 509}。
- 亏数，真因數和為4090，虧度為1000
- 不尋常數，大於平方根的質因數為509。
- 无平方数因数的数。
  - 楔形数。
- 十进制的奢侈數。

5091
- 合数，正因數有1、3、1697和5091。
質因數分解，{\displaystyle 3\times 1697}。
- 亏数，真因數和為1701，虧度為3390
- 不尋常數，大於平方根的質因數為1697。
- 半素数。
- 无平方数因数的数。
- 十进制的奢侈數。

5092
- 合数，正因數有1、2、4、19、38、67、76、134、268、1273、2546和5092。
質因數分解，{\displaystyle 2^{2}\times 19\times 67}。
- 亏数，真因數和為4428，虧度為664
- 十进制的奢侈數。

5093
- 合数，正因數有1、11、463和5093。
質因數分解，{\displaystyle 11\times 463}。
- 亏数，真因數和為475，虧度為4618
- 不尋常數，大於平方根的質因數為463。
- 半素数。
- 无平方数因数的数。
- 十进制的奢侈數。

5094
- 合数，正因數有1、2、3、6、9、18、283、566、849、1698、2547和5094。
質因數分解，{\displaystyle 2\times 3^{2}\times 283}。
- 过剩数，真因數和為5982，盈度為888
  - 半完全数，和為本身的其中一組因數為283、 566、 1698、 2547。
- 不尋常數，大於平方根的質因數為283。
- 十进制的奢侈數。

5095
- 合数，正因數有1、5、1019和5095。
質因數分解，{\displaystyle 5\times 1019}。
- 亏数，真因數和為1025，虧度為4070
- 不尋常數，大於平方根的質因數為1019。
- 半素数。
- 无平方数因数的数。
- 十进制的奢侈數。

5096
- 合数，正因數有1、2、4、7、8、13、14、26、28、49、52、56、91、98、104、182、196、364、392、637、728、1274、2548和5096。
質因數分解，{\displaystyle 2^{3}\times 7^{2}\times 13}。
- 过剩数，真因數和為6874，盈度為1778
- 十进制的奢侈數。

5097
- 合数，正因數有1、3、1699和5097。
質因數分解，{\displaystyle 3\times 1699}。
- 亏数，真因數和為1703，虧度為3394
- 不尋常數，大於平方根的質因數為1699。
- 半素数。
- 无平方数因数的数。
- 十进制的奢侈數。

5098
- 合数，正因數有1、2、2549和5098。
質因數分解，{\displaystyle 2\times 2549}。
- 亏数，真因數和為2552，虧度為2546
- 不尋常數，大於平方根的質因數為2549。
- 半素数。
- 无平方数因数的数。
- 十进制的奢侈數。

5099
- 第681個質數。
  - 孪生素数，為（5099、 5101）

5100
- 合数，正因數有1、2、3、4、5、6、10、12、15、17、20、25、30、34、50、51、60、68、75、85、100、102、150、170、204、255、300、340、425、510、850、1020、1275、1700、2550和5100。
質因數分解，{\displaystyle 2^{2}\times 3\times 5^{2}\times 17}。
- 过剩数，真因數和為10524，盈度為5424
- 十进制的奢侈數。

5101
- 第682個質數。
  - 孪生素数，為（5099、 5101）

5102
- 合数，正因數有1、2、2551和5102。
質因數分解，{\displaystyle 2\times 2551}。
- 亏数，真因數和為2554，虧度為2548
- 不尋常數，大於平方根的質因數為2551。
- 半素数。
- 无平方数因数的数。
- 十进制的奢侈數。

5103
- 合数，正因數有1、3、7、9、21、27、63、81、189、243、567、729、1701和5103。
質因數分解，{\displaystyle 3^{6}\times 7}。
- 亏数，真因數和為3641，虧度為1462
- 十进制的節儉數。

5104
- 合数，正因數有1、2、4、8、11、16、22、29、44、58、88、116、176、232、319、464、638、1276、2552和5104。
質因數分解，{\displaystyle 2^{4}\times 11\times 29}。
- 过剩数，真因數和為6056，盈度為952
- 十进制的奢侈數。

5105
- 合数，正因數有1、5、1021和5105。
質因數分解，{\displaystyle 5\times 1021}。
- 亏数，真因數和為1027，虧度為4078
- 不尋常數，大於平方根的質因數為1021。
- 半素数。
- 无平方数因数的数。
- 十进制的奢侈數。

5106
- 合数，正因數有1、2、3、6、23、37、46、69、74、111、138、222、851、1702、2553和5106。
質因數分解，{\displaystyle 2\times 3\times 23\times 37}。
- 过剩数，真因數和為5838，盈度為732
- 无平方数因数的数。
- 十进制的奢侈數。

5107
- 第683個質數。

5108
- 合数，正因數有1、2、4、1277、2554和5108。
質因數分解，{\displaystyle 2^{2}\times 1277}。
- 亏数，真因數和為3838，虧度為1270
- 不尋常數，大於平方根的質因數為1277。
- 十进制的奢侈數。

5109
- 合数，正因數有1、3、13、39、131、393、1703和5109。
質因數分解，{\displaystyle 3\times 13\times 131}。
- 亏数，真因數和為2283，虧度為2826
- 不尋常數，大於平方根的質因數為131。
- 无平方数因数的数。
  - 楔形数。
- 十进制的奢侈數。

5110
- 合数，正因數有1、2、5、7、10、14、35、70、73、146、365、511、730、1022、2555和5110。
質因數分解，{\displaystyle 2\times 5\times 7\times 73}。
- 过剩数，真因數和為5546，盈度為436
- 不尋常數，大於平方根的質因數為73。
- 无平方数因数的数。
- 十进制的奢侈數。

5111
- 合数，正因數有1、19、269和5111。
質因數分解，{\displaystyle 19\times 269}。
- 亏数，真因數和為289，虧度為4822
- 不尋常數，大於平方根的質因數為269。
- 半素数。
- 无平方数因数的数。
- 十进制的奢侈數。

5112
- 合数，正因數有1、2、3、4、6、8、9、12、18、24、36、71、72、142、213、284、426、568、639、852、1278、1704、2556和5112。
質因數分解，{\displaystyle 2^{3}\times 3^{2}\times 71}。
- 过剩数，真因數和為8928，盈度為3816
- 普洛尼克数，為71與72的乘積。
- 十进制的奢侈數。

5113
- 第684個質數。

5114
- 合数，正因數有1、2、2557和5114。
質因數分解，{\displaystyle 2\times 2557}。
- 亏数，真因數和為2560，虧度為2554
- 不尋常數，大於平方根的質因數為2557。
- 半素数。
- 无平方数因数的数。
- 十进制的奢侈數。

5115
- 合数，正因數有1、3、5、11、15、31、33、55、93、155、165、341、465、1023、1705和5115。
質因數分解，{\displaystyle 3\times 5\times 11\times 31}。
- 亏数，真因數和為4101，虧度為1014
- 无平方数因数的数。
- 十进制的奢侈數。

5116
- 合数，正因數有1、2、4、1279、2558和5116。
質因數分解，{\displaystyle 2^{2}\times 1279}。
- 亏数，真因數和為3844，虧度為1272
- 不尋常數，大於平方根的質因數為1279。
- 十进制的奢侈數。

5117
- 合数，正因數有1、7、17、43、119、301、731和5117。
質因數分解，{\displaystyle 7\times 17\times 43}。
- 亏数，真因數和為1219，虧度為3898
- 无平方数因数的数。
  - 楔形数。
- 十进制的奢侈數。

5118
- 合数，正因數有1、2、3、6、853、1706、2559和5118。
質因數分解，{\displaystyle 2\times 3\times 853}。
- 过剩数，真因數和為5130，盈度為12
  - 半完全数，和為本身的其中一組因數為853、 1706、 2559。
- 不尋常數，大於平方根的質因數為853。
- 佩服數，佩服因數為6。
- 无平方数因数的数。
  - 楔形数。
- 十进制的奢侈數。

5119
- 第685個質數。

5120
- 合数，正因數有1、2、4、5、8、10、16、20、32、40、64、80、128、160、256、320、512、640、1024、1280、2560和5120。
質因數分解，{\displaystyle 2^{10}\times 5}。
- 过剩数，真因數和為7162，盈度為2042
- 十进制的等數位數。

5121
- 合数，正因數有1、3、9、569、1707和5121。
質因數分解，{\displaystyle 3^{2}\times 569}。
- 亏数，真因數和為2289，虧度為2832
- 不尋常數，大於平方根的質因數為569。
- 十进制的奢侈數。

5122
- 合数，正因數有1、2、13、26、197、394、2561和5122。
質因數分解，{\displaystyle 2\times 13\times 197}。
- 亏数，真因數和為3194，虧度為1928
- 不尋常數，大於平方根的質因數為197。
- 无平方数因数的数。
  - 楔形数。
- 十进制的奢侈數。

5123
- 合数，正因數有1、47、109和5123。
質因數分解，{\displaystyle 47\times 109}。
- 亏数，真因數和為157，虧度為4966
- 不尋常數，大於平方根的質因數為109。
- 半素数。
- 无平方数因数的数。
- 十进制的奢侈數。

5124
- 合数，正因數有1、2、3、4、6、7、12、14、21、28、42、61、84、122、183、244、366、427、732、854、1281、1708、2562和5124。
質因數分解，{\displaystyle 2^{2}\times 3\times 7\times 61}。
- 过剩数，真因數和為8764，盈度為3640
- 十进制的奢侈數。

5125
- 合数，正因數有1、5、25、41、125、205、1025和5125。
質因數分解，{\displaystyle 5^{3}\times 41}。
- 亏数，真因數和為1427，虧度為3698
- 十进制的等數位數。

5126
- 合数，正因數有1、2、11、22、233、466、2563和5126。
質因數分解，{\displaystyle 2\times 11\times 233}。
- 亏数，真因數和為3298，虧度為1828
- 不尋常數，大於平方根的質因數為233。
- 无平方数因数的数。
  - 楔形数。
- 十进制的奢侈數。

5127
- 合数，正因數有1、3、1709和5127。
質因數分解，{\displaystyle 3\times 1709}。
- 亏数，真因數和為1713，虧度為3414
- 不尋常數，大於平方根的質因數為1709。
- 半素数。
- 无平方数因数的数。
- 十进制的奢侈數。

5128
- 合数，正因數有1、2、4、8、641、1282、2564和5128。
質因數分解，{\displaystyle 2^{3}\times 641}。
- 亏数，真因數和為4502，虧度為626
- 不尋常數，大於平方根的質因數為641。
- 十进制的奢侈數。

5129
- 合数，正因數有1、23、223和5129。
質因數分解，{\displaystyle 23\times 223}。
- 亏数，真因數和為247，虧度為4882
- 不尋常數，大於平方根的質因數為223。
- 半素数。
- 无平方数因数的数。
- 十进制的奢侈數。

5130
- 合数，正因數有1、2、3、5、6、9、10、15、18、19、27、30、38、45、54、57、90、95、114、135、171、190、270、285、342、513、570、855、1026、1710、2565和5130。
質因數分解，{\displaystyle 2\times 3^{3}\times 5\times 19}。
- 过剩数，真因數和為9270，盈度為4140
- 十进制的奢侈數。

5131
- 合数，正因數有1、7、733和5131。
質因數分解，{\displaystyle 7\times 733}。
- 亏数，真因數和為741，虧度為4390
- 不尋常數，大於平方根的質因數為733。
- 半素数。
- 无平方数因数的数。
- 十进制的等數位數。

5132
- 合数，正因數有1、2、4、1283、2566和5132。
質因數分解，{\displaystyle 2^{2}\times 1283}。
- 亏数，真因數和為3856，虧度為1276
- 不尋常數，大於平方根的質因數為1283。
- 十进制的奢侈數。

5133
- 合数，正因數有1、3、29、59、87、177、1711和5133。
質因數分解，{\displaystyle 3\times 29\times 59}。
- 亏数，真因數和為2067，虧度為3066
- 无平方数因数的数。
  - 楔形数。
- 十进制的奢侈數。

5134
- 合数，正因數有1、2、17、34、151、302、2567和5134。
質因數分解，{\displaystyle 2\times 17\times 151}。
- 亏数，真因數和為3074，虧度為2060
- 不尋常數，大於平方根的質因數為151。
- 无平方数因数的数。
  - 楔形数。
- 十进制的奢侈數。

5135
- 合数，正因數有1、5、13、65、79、395、1027和5135。
質因數分解，{\displaystyle 5\times 13\times 79}。
- 亏数，真因數和為1585，虧度為3550
- 不尋常數，大於平方根的質因數為79。
- 无平方数因数的数。
  - 楔形数。
- 十进制的奢侈數。

5136
- 合数，正因數有1、2、3、4、6、8、12、16、24、48、107、214、321、428、642、856、1284、1712、2568和5136。
質因數分解，{\displaystyle 2^{4}\times 3\times 107}。
- 过剩数，真因數和為8256，盈度為3120
- 不尋常數，大於平方根的質因數為107。
- 十进制的奢侈數。

5137
- 合数，正因數有1、11、467和5137。
質因數分解，{\displaystyle 11\times 467}。
- 亏数，真因數和為479，虧度為4658
- 不尋常數，大於平方根的質因數為467。
- 半素数。
- 无平方数因数的数。
- 十进制的奢侈數。

5138
- 合数，正因數有1、2、7、14、367、734、2569和5138。
質因數分解，{\displaystyle 2\times 7\times 367}。
- 亏数，真因數和為3694，虧度為1444
- 不尋常數，大於平方根的質因數為367。
- 无平方数因数的数。
  - 楔形数。
- 十进制的奢侈數。

5139
- 合数，正因數有1、3、9、571、1713和5139。
質因數分解，{\displaystyle 3^{2}\times 571}。
- 亏数，真因數和為2297，虧度為2842
- 不尋常數，大於平方根的質因數為571。
- 十进制的奢侈數。

5140
- 合数，正因數有1、2、4、5、10、20、257、514、1028、1285、2570和5140。
質因數分解，{\displaystyle 2^{2}\times 5\times 257}。
- 过剩数，真因數和為5696，盈度為556
  - 半完全数，和為本身的其中一組因數為257、 1028、 1285、 2570。
- 不尋常數，大於平方根的質因數為257。
- 十进制的奢侈數。

5141
- 合数，正因數有1、53、97和5141。
質因數分解，{\displaystyle 53\times 97}。
- 亏数，真因數和為151，虧度為4990
- 不尋常數，大於平方根的質因數為97。
- 半素数。
- 无平方数因数的数。
- 十进制的等數位數。

5142
- 合数，正因數有1、2、3、6、857、1714、2571和5142。
質因數分解，{\displaystyle 2\times 3\times 857}。
- 过剩数，真因數和為5154，盈度為12
  - 半完全数，和為本身的其中一組因數為857、 1714、 2571。
- 不尋常數，大於平方根的質因數為857。
- 佩服數，佩服因數為6。
- 无平方数因数的数。
  - 楔形数。
- 十进制的奢侈數。

5143
- 合数，正因數有1、37、139和5143。
質因數分解，{\displaystyle 37\times 139}。
- 亏数，真因數和為177，虧度為4966
- 不尋常數，大於平方根的質因數為139。
- 半素数。
- 无平方数因数的数。
- 十进制的奢侈數。

5144
- 合数，正因數有1、2、4、8、643、1286、2572和5144。
質因數分解，{\displaystyle 2^{3}\times 643}。
- 亏数，真因數和為4516，虧度為628
- 不尋常數，大於平方根的質因數為643。
- 十进制的奢侈數。

5145
- 合数，正因數有1、3、5、7、15、21、35、49、105、147、245、343、735、1029、1715和5145。
質因數分解，{\displaystyle 3\times 5\times 7^{3}}。
- 亏数，真因數和為4455，虧度為690
- 十进制的等數位數。

5146
- 合数，正因數有1、2、31、62、83、166、2573和5146。
質因數分解，{\displaystyle 2\times 31\times 83}。
- 亏数，真因數和為2918，虧度為2228
- 不尋常數，大於平方根的質因數為83。
- 无平方数因数的数。
  - 楔形数。
- 十进制的奢侈數。

5147
- 第686個質數。

5148
- 合数，正因數有1、2、3、4、6、9、11、12、13、18、22、26、33、36、39、44、52、66、78、99、117、132、143、156、198、234、286、396、429、468、572、858、1287、1716、2574和5148。
質因數分解，{\displaystyle 2^{2}\times 3^{2}\times 11\times 13}。
- 过剩数，真因數和為10140，盈度為4992
- 十进制的奢侈數。

5149
- 合数，正因數有1、19、271和5149。
質因數分解，{\displaystyle 19\times 271}。
- 亏数，真因數和為291，虧度為4858
- 不尋常數，大於平方根的質因數為271。
- 半素数。
- 无平方数因数的数。
- 十进制的奢侈數。

5150
- 合数，正因數有1、2、5、10、25、50、103、206、515、1030、2575和5150。
質因數分解，{\displaystyle 2\times 5^{2}\times 103}。
- 亏数，真因數和為4522，虧度為628
- 不尋常數，大於平方根的質因數為103。
- 十进制的奢侈數。

5151
- 合数，正因數有1、3、17、51、101、303、1717和5151。
質因數分解，{\displaystyle 3\times 17\times 101}。
- 亏数，真因數和為2193，虧度為2958
- 不尋常數，大於平方根的質因數為101。
- 无平方数因数的数。
  - 楔形数。
- 十进制的奢侈數。

5152
- 合数，正因數有1、2、4、7、8、14、16、23、28、32、46、56、92、112、161、184、224、322、368、644、736、1288、2576和5152。
質因數分解，{\displaystyle 2^{5}\times 7\times 23}。
- 过剩数，真因數和為6944，盈度為1792
- 十进制的奢侈數。

5153
- 第687個質數。

5154
- 合数，正因數有1、2、3、6、859、1718、2577和5154。
質因數分解，{\displaystyle 2\times 3\times 859}。
- 过剩数，真因數和為5166，盈度為12
  - 半完全数，和為本身的其中一組因數為859、 1718、 2577。
- 不尋常數，大於平方根的質因數為859。
- 佩服數，佩服因數為6。
- 无平方数因数的数。
  - 楔形数。
- 十进制的奢侈數。

5155
- 合数，正因數有1、5、1031和5155。
質因數分解，{\displaystyle 5\times 1031}。
- 亏数，真因數和為1037，虧度為4118
- 不尋常數，大於平方根的質因數為1031。
- 半素数。
- 无平方数因数的数。
- 十进制的奢侈數。

5156
- 合数，正因數有1、2、4、1289、2578和5156。
質因數分解，{\displaystyle 2^{2}\times 1289}。
- 亏数，真因數和為3874，虧度為1282
- 不尋常數，大於平方根的質因數為1289。
- 十进制的奢侈數。

5157
- 合数，正因數有1、3、9、27、191、573、1719和5157。
質因數分解，{\displaystyle 3^{3}\times 191}。
- 亏数，真因數和為2523，虧度為2634
- 不尋常數，大於平方根的質因數為191。
- 十进制的奢侈數。

5158
- 合数，正因數有1、2、2579和5158。
質因數分解，{\displaystyle 2\times 2579}。
- 亏数，真因數和為2582，虧度為2576
- 不尋常數，大於平方根的質因數為2579。
- 半素数。
- 无平方数因数的数。
- 十进制的奢侈數。

5159
- 合数，正因數有1、7、11、67、77、469、737和5159。
質因數分解，{\displaystyle 7\times 11\times 67}。
- 亏数，真因數和為1369，虧度為3790
- 无平方数因数的数。
  - 楔形数。
- 十进制的奢侈數。

5160
- 合数，正因數有1、2、3、4、5、6、8、10、12、15、20、24、30、40、43、60、86、120、129、172、215、258、344、430、516、645、860、1032、1290、1720、2580和5160。
質因數分解，{\displaystyle 2^{3}\times 3\times 5\times 43}。
- 过剩数，真因數和為10680，盈度為5520
- 十进制的奢侈數。

5161
- 合数，正因數有1、13、397和5161。
質因數分解，{\displaystyle 13\times 397}。
- 亏数，真因數和為411，虧度為4750
- 不尋常數，大於平方根的質因數為397。
- 半素数。
- 无平方数因数的数。
- 十进制的奢侈數。

5162
- 合数，正因數有1、2、29、58、89、178、2581和5162。
質因數分解，{\displaystyle 2\times 29\times 89}。
- 亏数，真因數和為2938，虧度為2224
- 不尋常數，大於平方根的質因數為89。
- 无平方数因数的数。
  - 楔形数。
- 十进制的奢侈數。

5163
- 合数，正因數有1、3、1721和5163。
質因數分解，{\displaystyle 3\times 1721}。
- 亏数，真因數和為1725，虧度為3438
- 不尋常數，大於平方根的質因數為1721。
- 半素数。
- 无平方数因数的数。
- 十进制的奢侈數。

5164
- 合数，正因數有1、2、4、1291、2582和5164。
質因數分解，{\displaystyle 2^{2}\times 1291}。
- 亏数，真因數和為3880，虧度為1284
- 不尋常數，大於平方根的質因數為1291。
- 十进制的奢侈數。

5165
- 合数，正因數有1、5、1033和5165。
質因數分解，{\displaystyle 5\times 1033}。
- 亏数，真因數和為1039，虧度為4126
- 不尋常數，大於平方根的質因數為1033。
- 半素数。
- 无平方数因数的数。
- 十进制的奢侈數。

5166
- 合数，正因數有1、2、3、6、7、9、14、18、21、41、42、63、82、123、126、246、287、369、574、738、861、1722、2583和5166。
質因數分解，{\displaystyle 2\times 3^{2}\times 7\times 41}。
- 过剩数，真因數和為7938，盈度為2772
- 十进制的奢侈數。

5167
- 第688個質數。

5168
- 合数，正因數有1、2、4、8、16、17、19、34、38、68、76、136、152、272、304、323、646、1292、2584和5168。
質因數分解，{\displaystyle 2^{4}\times 17\times 19}。
- 过剩数，真因數和為5992，盈度為824
- 十进制的奢侈數。

5169
- 合数，正因數有1、3、1723和5169。
質因數分解，{\displaystyle 3\times 1723}。
- 亏数，真因數和為1727，虧度為3442
- 不尋常數，大於平方根的質因數為1723。
- 半素数。
- 无平方数因数的数。
- 十进制的奢侈數。

5170
- 合数，正因數有1、2、5、10、11、22、47、55、94、110、235、470、517、1034、2585和5170。
質因數分解，{\displaystyle 2\times 5\times 11\times 47}。
- 过剩数，真因數和為5198，盈度為28
- 无平方数因数的数。
- 十进制的奢侈數。

5171
- 第689個質數。

5172
- 合数，正因數有1、2、3、4、6、12、431、862、1293、1724、2586和5172。
質因數分解，{\displaystyle 2^{2}\times 3\times 431}。
- 过剩数，真因數和為6924，盈度為1752
  - 半完全数，和為本身的其中一組因數為431、 862、 1293、 2586。
- 不尋常數，大於平方根的質因數為431。
- 十进制的奢侈數。

5173
- 合数，正因數有1、7、739和5173。
質因數分解，{\displaystyle 7\times 739}。
- 亏数，真因數和為747，虧度為4426
- 不尋常數，大於平方根的質因數為739。
- 半素数。
- 无平方数因数的数。
- 十进制的等數位數。

5174
- 合数，正因數有1、2、13、26、199、398、2587和5174。
質因數分解，{\displaystyle 2\times 13\times 199}。
- 亏数，真因數和為3226，虧度為1948
- 不尋常數，大於平方根的質因數為199。
- 无平方数因数的数。
  - 楔形数。
- 十进制的奢侈數。

5175
- 合数，正因數有1、3、5、9、15、23、25、45、69、75、115、207、225、345、575、1035、1725和5175。
質因數分解，{\displaystyle 3^{2}\times 5^{2}\times 23}。
- 亏数，真因數和為4497，虧度為678
- 十进制的奢侈數。

5176
- 合数，正因數有1、2、4、8、647、1294、2588和5176。
質因數分解，{\displaystyle 2^{3}\times 647}。
- 亏数，真因數和為4544，虧度為632
- 不尋常數，大於平方根的質因數為647。
- 十进制的奢侈數。

5177
- 合数，正因數有1、31、167和5177。
質因數分解，{\displaystyle 31\times 167}。
- 亏数，真因數和為199，虧度為4978
- 不尋常數，大於平方根的質因數為167。
- 半素数。
- 无平方数因数的数。
- 十进制的奢侈數。

5178
- 合数，正因數有1、2、3、6、863、1726、2589和5178。
質因數分解，{\displaystyle 2\times 3\times 863}。
- 过剩数，真因數和為5190，盈度為12
  - 半完全数，和為本身的其中一組因數為863、 1726、 2589。
- 不尋常數，大於平方根的質因數為863。
- 佩服數，佩服因數為6。
- 无平方数因数的数。
  - 楔形数。
- 十进制的奢侈數。

5179
- 第690個質數。

5180
- 合数，正因數有1、2、4、5、7、10、14、20、28、35、37、70、74、140、148、185、259、370、518、740、1036、1295、2590和5180。
質因數分解，{\displaystyle 2^{2}\times 5\times 7\times 37}。
- 过剩数，真因數和為7588，盈度為2408
- 十进制的奢侈數。

5181
- 合数，正因數有1、3、11、33、157、471、1727和5181。
質因數分解，{\displaystyle 3\times 11\times 157}。
- 亏数，真因數和為2403，虧度為2778
- 不尋常數，大於平方根的質因數為157。
- 无平方数因数的数。
  - 楔形数。
- 十进制的奢侈數。

5182
- 合数，正因數有1、2、2591和5182。
質因數分解，{\displaystyle 2\times 2591}。
- 亏数，真因數和為2594，虧度為2588
- 不尋常數，大於平方根的質因數為2591。
- 半素数。
- 无平方数因数的数。
- 十进制的奢侈數。

5183
- 合数，正因數有1、71、73和5183。
質因數分解，{\displaystyle 71\times 73}。
- 亏数，真因數和為145，虧度為5038
- 不尋常數，大於平方根的質因數為73。
- 半素数。
- 无平方数因数的数。
- 十进制的等數位數。

5184
- 合数，正因數有1、2、3、4、6、8、9、12、16、18、24、27、32、36、48、54、64、72、81、96、108、144、162、192、216、288、324、432、576、648、864、1296、1728、2592和5184。
質因數分解，{\displaystyle 2^{6}\times 3^{4}}。
- 过剩数，真因數和為10183，盈度為4999
- 平方数，為72的平方。
- 十进制的等數位數。

5185
- 合数，正因數有1、5、17、61、85、305、1037和5185。
質因數分解，{\displaystyle 5\times 17\times 61}。
- 亏数，真因數和為1511，虧度為3674
- 无平方数因数的数。
  - 楔形数。
- 十进制的奢侈數。

5186
- 合数，正因數有1、2、2593和5186。
質因數分解，{\displaystyle 2\times 2593}。
- 亏数，真因數和為2596，虧度為2590
- 不尋常數，大於平方根的質因數為2593。
- 半素数。
- 无平方数因数的数。
- 十进制的奢侈數。

5187
- 合数，正因數有1、3、7、13、19、21、39、57、91、133、247、273、399、741、1729和5187。
質因數分解，{\displaystyle 3\times 7\times 13\times 19}。
- 亏数，真因數和為3773，虧度為1414
- 无平方数因数的数。
- 十进制的奢侈數。

5188
- 合数，正因數有1、2、4、1297、2594和5188。
質因數分解，{\displaystyle 2^{2}\times 1297}。
- 亏数，真因數和為3898，虧度為1290
- 不尋常數，大於平方根的質因數為1297。
- 十进制的奢侈數。

5189
- 第691個質數。

5190
- 合数，正因數有1、2、3、5、6、10、15、30、173、346、519、865、1038、1730、2595和5190。
質因數分解，{\displaystyle 2\times 3\times 5\times 173}。
- 过剩数，真因數和為7338，盈度為2148
- 不尋常數，大於平方根的質因數為173。
- 无平方数因数的数。
- 十进制的奢侈數。

5191
- 合数，正因數有1、29、179和5191。
質因數分解，{\displaystyle 29\times 179}。
- 亏数，真因數和為209，虧度為4982
- 不尋常數，大於平方根的質因數為179。
- 半素数。
- 无平方数因数的数。
- 十进制的奢侈數。

5192
- 合数，正因數有1、2、4、8、11、22、44、59、88、118、236、472、649、1298、2596和5192。
質因數分解，{\displaystyle 2^{3}\times 11\times 59}。
- 过剩数，真因數和為5608，盈度為416
- 十进制的奢侈數。

5193
- 合数，正因數有1、3、9、577、1731和5193。
質因數分解，{\displaystyle 3^{2}\times 577}。
- 亏数，真因數和為2321，虧度為2872
- 不尋常數，大於平方根的質因數為577。
- 十进制的奢侈數。

5194
- 合数，正因數有1、2、7、14、49、53、98、106、371、742、2597和5194。
質因數分解，{\displaystyle 2\times 7^{2}\times 53}。
- 亏数，真因數和為4040，虧度為1154
- 十进制的奢侈數。

5195
- 合数，正因數有1、5、1039和5195。
質因數分解，{\displaystyle 5\times 1039}。
- 亏数，真因數和為1045，虧度為4150
- 不尋常數，大於平方根的質因數為1039。
- 半素数。
- 无平方数因数的数。
- 十进制的奢侈數。

5196
- 合数，正因數有1、2、3、4、6、12、433、866、1299、1732、2598和5196。
質因數分解，{\displaystyle 2^{2}\times 3\times 433}。
- 过剩数，真因數和為6956，盈度為1760
  - 半完全数，和為本身的其中一組因數為433、 866、 1299、 2598。
- 不尋常數，大於平方根的質因數為433。
- 十进制的奢侈數。

5197
- 第692個質數。

5198
- 合数，正因數有1、2、23、46、113、226、2599和5198。
質因數分解，{\displaystyle 2\times 23\times 113}。
- 亏数，真因數和為3010，虧度為2188
- 不尋常數，大於平方根的質因數為113。
- 无平方数因数的数。
  - 楔形数。
- 十进制的奢侈數。

5199
- 合数，正因數有1、3、1733和5199。
質因數分解，{\displaystyle 3\times 1733}。
- 亏数，真因數和為1737，虧度為3462
- 不尋常數，大於平方根的質因數為1733。
- 半素数。
- 无平方数因数的数。
- 十进制的奢侈數。

5200
- 合数，正因數有1、2、4、5、8、10、13、16、20、25、26、40、50、52、65、80、100、104、130、200、208、260、325、400、520、650、1040、1300、2600和5200。
質因數分解，{\displaystyle 2^{4}\times 5^{2}\times 13}。
- 过剩数，真因數和為8254，盈度為3054
- 十进制的奢侈數。

5201
- 合数，正因數有1、7、743和5201。
質因數分解，{\displaystyle 7\times 743}。
- 亏数，真因數和為751，虧度為4450
- 不尋常數，大於平方根的質因數為743。
- 半素数。
- 无平方数因数的数。
- 十进制的等數位數。

5202
- 合数，正因數有1、2、3、6、9、17、18、34、51、102、153、289、306、578、867、1734、2601和5202。
質因數分解，{\displaystyle 2\times 3^{2}\times 17^{2}}。
- 过剩数，真因數和為6771，盈度為1569
- 十进制的奢侈數。

5203
- 合数，正因數有1、11、43、121、473和5203。
質因數分解，{\displaystyle 11^{2}\times 43}。
- 亏数，真因數和為649，虧度為4554
- 十进制的奢侈數。

5204
- 合数，正因數有1、2、4、1301、2602和5204。
質因數分解，{\displaystyle 2^{2}\times 1301}。
- 亏数，真因數和為3910，虧度為1294
- 不尋常數，大於平方根的質因數為1301。
- 十进制的奢侈數。

5205
- 合数，正因數有1、3、5、15、347、1041、1735和5205。
質因數分解，{\displaystyle 3\times 5\times 347}。
- 亏数，真因數和為3147，虧度為2058
- 不尋常數，大於平方根的質因數為347。
- 无平方数因数的数。
  - 楔形数。
- 十进制的奢侈數。

5206
- 合数，正因數有1、2、19、38、137、274、2603和5206。
質因數分解，{\displaystyle 2\times 19\times 137}。
- 亏数，真因數和為3074，虧度為2132
- 不尋常數，大於平方根的質因數為137。
- 无平方数因数的数。
  - 楔形数。
- 十进制的奢侈數。

5207
- 合数，正因數有1、41、127和5207。
質因數分解，{\displaystyle 41\times 127}。
- 亏数，真因數和為169，虧度為5038
- 不尋常數，大於平方根的質因數為127。
- 半素数。
- 无平方数因数的数。
- 十进制的奢侈數。

5208
- 合数，正因數有1、2、3、4、6、7、8、12、14、21、24、28、31、42、56、62、84、93、124、168、186、217、248、372、434、651、744、868、1302、1736、2604和5208。
質因數分解，{\displaystyle 2^{3}\times 3\times 7\times 31}。
- 过剩数，真因數和為10152，盈度為4944
- 十进制的奢侈數。

5209
- 第693個質數。

5210
- 合数，正因數有1、2、5、10、521、1042、2605和5210。
質因數分解，{\displaystyle 2\times 5\times 521}。
- 亏数，真因數和為4186，虧度為1024
- 不尋常數，大於平方根的質因數為521。
- 无平方数因数的数。
  - 楔形数。
- 十进制的奢侈數。

5211
- 合数，正因數有1、3、9、27、193、579、1737和5211。
質因數分解，{\displaystyle 3^{3}\times 193}。
- 亏数，真因數和為2549，虧度為2662
- 不尋常數，大於平方根的質因數為193。
- 十进制的奢侈數。

5212
- 合数，正因數有1、2、4、1303、2606和5212。
質因數分解，{\displaystyle 2^{2}\times 1303}。
- 亏数，真因數和為3916，虧度為1296
- 不尋常數，大於平方根的質因數為1303。
- 十进制的奢侈數。

5213
- 合数，正因數有1、13、401和5213。
質因數分解，{\displaystyle 13\times 401}。
- 亏数，真因數和為415，虧度為4798
- 不尋常數，大於平方根的質因數為401。
- 半素数。
- 无平方数因数的数。
- 十进制的奢侈數。

5214
- 合数，正因數有1、2、3、6、11、22、33、66、79、158、237、474、869、1738、2607和5214。
質因數分解，{\displaystyle 2\times 3\times 11\times 79}。
- 过剩数，真因數和為6306，盈度為1092
- 不尋常數，大於平方根的質因數為79。
- 无平方数因数的数。
- 十进制的奢侈數。

5215
- 合数，正因數有1、5、7、35、149、745、1043和5215。
質因數分解，{\displaystyle 5\times 7\times 149}。
- 亏数，真因數和為1985，虧度為3230
- 不尋常數，大於平方根的質因數為149。
- 无平方数因数的数。
  - 楔形数。
- 十进制的奢侈數。

5216
- 合数，正因數有1、2、4、8、16、32、163、326、652、1304、2608和5216。
質因數分解，{\displaystyle 2^{5}\times 163}。
- 亏数，真因數和為5116，虧度為100
- 不尋常數，大於平方根的質因數為163。
- 十进制的奢侈數。

5217
- 合数，正因數有1、3、37、47、111、141、1739和5217。
質因數分解，{\displaystyle 3\times 37\times 47}。
- 亏数，真因數和為2079，虧度為3138
- 无平方数因数的数。
  - 楔形数。
- 十进制的奢侈數。

5218
- 合数，正因數有1、2、2609和5218。
質因數分解，{\displaystyle 2\times 2609}。
- 亏数，真因數和為2612，虧度為2606
- 不尋常數，大於平方根的質因數為2609。
- 半素数。
- 无平方数因数的数。
- 十进制的奢侈數。

5219
- 合数，正因數有1、17、307和5219。
質因數分解，{\displaystyle 17\times 307}。
- 亏数，真因數和為325，虧度為4894
- 不尋常數，大於平方根的質因數為307。
- 半素数。
- 无平方数因数的数。
- 十进制的奢侈數。

5220
- 合数，正因數有1、2、3、4、5、6、9、10、12、15、18、20、29、30、36、45、58、60、87、90、116、145、174、180、261、290、348、435、522、580、870、1044、1305、1740、2610和5220。
質因數分解，{\displaystyle 2^{2}\times 3^{2}\times 5\times 29}。
- 过剩数，真因數和為11160，盈度為5940
- 十进制的奢侈數。

5221
- 合数，正因數有1、23、227和5221。
質因數分解，{\displaystyle 23\times 227}。
- 亏数，真因數和為251，虧度為4970
- 不尋常數，大於平方根的質因數為227。
- 半素数。
- 无平方数因数的数。
- 十进制的奢侈數。

5222
- 合数，正因數有1、2、7、14、373、746、2611和5222。
質因數分解，{\displaystyle 2\times 7\times 373}。
- 亏数，真因數和為3754，虧度為1468
- 不尋常數，大於平方根的質因數為373。
- 无平方数因数的数。
  - 楔形数。
- 十进制的奢侈數。

5223
- 合数，正因數有1、3、1741和5223。
質因數分解，{\displaystyle 3\times 1741}。
- 亏数，真因數和為1745，虧度為3478
- 不尋常數，大於平方根的質因數為1741。
- 半素数。
- 无平方数因数的数。
- 十进制的奢侈數。

5224
- 合数，正因數有1、2、4、8、653、1306、2612和5224。
質因數分解，{\displaystyle 2^{3}\times 653}。
- 亏数，真因數和為4586，虧度為638
- 不尋常數，大於平方根的質因數為653。
- 十进制的奢侈數。

5225
- 合数，正因數有1、5、11、19、25、55、95、209、275、475、1045和5225。
質因數分解，{\displaystyle 5^{2}\times 11\times 19}。
- 亏数，真因數和為2215，虧度為3010
- 十进制的奢侈數。

5226
- 合数，正因數有1、2、3、6、13、26、39、67、78、134、201、402、871、1742、2613和5226。
質因數分解，{\displaystyle 2\times 3\times 13\times 67}。
- 过剩数，真因數和為6198，盈度為972
- 无平方数因数的数。
- 十进制的奢侈數。

5227
- 第694個質數。

5228
- 合数，正因數有1、2、4、1307、2614和5228。
質因數分解，{\displaystyle 2^{2}\times 1307}。
- 亏数，真因數和為3928，虧度為1300
- 不尋常數，大於平方根的質因數為1307。
- 十进制的奢侈數。

5229
- 合数，正因數有1、3、7、9、21、63、83、249、581、747、1743和5229。
質因數分解，{\displaystyle 3^{2}\times 7\times 83}。
- 亏数，真因數和為3507，虧度為1722
- 不尋常數，大於平方根的質因數為83。
- 十进制的奢侈數。

5230
- 合数，正因數有1、2、5、10、523、1046、2615和5230。
質因數分解，{\displaystyle 2\times 5\times 523}。
- 亏数，真因數和為4202，虧度為1028
- 不尋常數，大於平方根的質因數為523。
- 无平方数因数的数。
  - 楔形数。
- 十进制的奢侈數。

5231
- 第695個質數。
  - 孪生素数，為（5231、 5233）

5232
- 合数，正因數有1、2、3、4、6、8、12、16、24、48、109、218、327、436、654、872、1308、1744、2616和5232。
質因數分解，{\displaystyle 2^{4}\times 3\times 109}。
- 过剩数，真因數和為8408，盈度為3176
- 不尋常數，大於平方根的質因數為109。
- 十进制的奢侈數。

5233
- 第696個質數。
  - 孪生素数，為（5231、 5233）

5234
- 合数，正因數有1、2、2617和5234。
質因數分解，{\displaystyle 2\times 2617}。
- 亏数，真因數和為2620，虧度為2614
- 不尋常數，大於平方根的質因數為2617。
- 半素数。
- 无平方数因数的数。
- 十进制的奢侈數。

5235
- 合数，正因數有1、3、5、15、349、1047、1745和5235。
質因數分解，{\displaystyle 3\times 5\times 349}。
- 亏数，真因數和為3165，虧度為2070
- 不尋常數，大於平方根的質因數為349。
- 无平方数因数的数。
  - 楔形数。
- 十进制的奢侈數。

5236
- 合数，正因數有1、2、4、7、11、14、17、22、28、34、44、68、77、119、154、187、238、308、374、476、748、1309、2618和5236。
質因數分解，{\displaystyle 2^{2}\times 7\times 11\times 17}。
- 过剩数，真因數和為6860，盈度為1624
- 十进制的奢侈數。

5237
- 第697個質數。

5238
- 合数，正因數有1、2、3、6、9、18、27、54、97、194、291、582、873、1746、2619和5238。
質因數分解，{\displaystyle 2\times 3^{3}\times 97}。
- 过剩数，真因數和為6522，盈度為1284
- 不尋常數，大於平方根的質因數為97。
- 十进制的奢侈數。

5239
- 合数，正因數有1、13、31、169、403和5239。
質因數分解，{\displaystyle 13^{2}\times 31}。
- 亏数，真因數和為617，虧度為4622
- 十进制的奢侈數。

5240
- 合数，正因數有1、2、4、5、8、10、20、40、131、262、524、655、1048、1310、2620和5240。
質因數分解，{\displaystyle 2^{3}\times 5\times 131}。
- 过剩数，真因數和為6640，盈度為1400
- 不尋常數，大於平方根的質因數為131。
- 十进制的奢侈數。

5241
- 合数，正因數有1、3、1747和5241。
質因數分解，{\displaystyle 3\times 1747}。
- 亏数，真因數和為1751，虧度為3490
- 不尋常數，大於平方根的質因數為1747。
- 半素数。
- 无平方数因数的数。
- 十进制的奢侈數。

5242
- 合数，正因數有1、2、2621和5242。
質因數分解，{\displaystyle 2\times 2621}。
- 亏数，真因數和為2624，虧度為2618
- 不尋常數，大於平方根的質因數為2621。
- 半素数。
- 无平方数因数的数。
- 十进制的奢侈數。

5243
- 合数，正因數有1、7、49、107、749和5243。
質因數分解，{\displaystyle 7^{2}\times 107}。
- 亏数，真因數和為913，虧度為4330
- 不尋常數，大於平方根的質因數為107。
- 十进制的奢侈數。

5244
- 合数，正因數有1、2、3、4、6、12、19、23、38、46、57、69、76、92、114、138、228、276、437、874、1311、1748、2622和5244。
質因數分解，{\displaystyle 2^{2}\times 3\times 19\times 23}。
- 过剩数，真因數和為8196，盈度為2952
- 十进制的奢侈數。

5245
- 合数，正因數有1、5、1049和5245。
質因數分解，{\displaystyle 5\times 1049}。
- 亏数，真因數和為1055，虧度為4190
- 不尋常數，大於平方根的質因數為1049。
- 半素数。
- 无平方数因数的数。
- 十进制的奢侈數。

5246
- 合数，正因數有1、2、43、61、86、122、2623和5246。
質因數分解，{\displaystyle 2\times 43\times 61}。
- 亏数，真因數和為2938，虧度為2308
- 无平方数因数的数。
  - 楔形数。
- 十进制的奢侈數。

5247
- 合数，正因數有1、3、9、11、33、53、99、159、477、583、1749和5247。
質因數分解，{\displaystyle 3^{2}\times 11\times 53}。
- 亏数，真因數和為3177，虧度為2070
- 十进制的奢侈數。

5248
- 合数，正因數有1、2、4、8、16、32、41、64、82、128、164、328、656、1312、2624和5248。
質因數分解，{\displaystyle 2^{7}\times 41}。
- 过剩数，真因數和為5462，盈度為214
- 十进制的等數位數。

5249
- 合数，正因數有1、29、181和5249。
質因數分解，{\displaystyle 29\times 181}。
- 亏数，真因數和為211，虧度為5038
- 不尋常數，大於平方根的質因數為181。
- 半素数。
- 无平方数因数的数。
- 十进制的奢侈數。

5250
- 合数，正因數有1、2、3、5、6、7、10、14、15、21、25、30、35、42、50、70、75、105、125、150、175、210、250、350、375、525、750、875、1050、1750、2625和5250。
質因數分解，{\displaystyle 2\times 3\times 5^{3}\times 7}。
- 过剩数，真因數和為9726，盈度為4476
- 十进制的奢侈數。

5251
- 合数，正因數有1、59、89和5251。
質因數分解，{\displaystyle 59\times 89}。
- 亏数，真因數和為149，虧度為5102
- 不尋常數，大於平方根的質因數為89。
- 半素数。
- 无平方数因数的数。
- 十进制的等數位數。

5252
- 合数，正因數有1、2、4、13、26、52、101、202、404、1313、2626和5252。
質因數分解，{\displaystyle 2^{2}\times 13\times 101}。
- 亏数，真因數和為4744，虧度為508
- 不尋常數，大於平方根的質因數為101。
- 十进制的奢侈數。

5253
- 合数，正因數有1、3、17、51、103、309、1751和5253。
質因數分解，{\displaystyle 3\times 17\times 103}。
- 亏数，真因數和為2235，虧度為3018
- 不尋常數，大於平方根的質因數為103。
- 无平方数因数的数。
  - 楔形数。
- 十进制的奢侈數。

5254
- 合数，正因數有1、2、37、71、74、142、2627和5254。
質因數分解，{\displaystyle 2\times 37\times 71}。
- 亏数，真因數和為2954，虧度為2300
- 无平方数因数的数。
  - 楔形数。
- 十进制的奢侈數。

5255
- 合数，正因數有1、5、1051和5255。
質因數分解，{\displaystyle 5\times 1051}。
- 亏数，真因數和為1057，虧度為4198
- 不尋常數，大於平方根的質因數為1051。
- 半素数。
- 无平方数因数的数。
- 十进制的奢侈數。

5256
- 合数，正因數有1、2、3、4、6、8、9、12、18、24、36、72、73、146、219、292、438、584、657、876、1314、1752、2628和5256。
質因數分解，{\displaystyle 2^{3}\times 3^{2}\times 73}。
- 过剩数，真因數和為9174，盈度為3918
- 不尋常數，大於平方根的質因數為73。
- 普洛尼克数，為72與73的乘積。
- 十进制的奢侈數。

5257
- 合数，正因數有1、7、751和5257。
質因數分解，{\displaystyle 7\times 751}。
- 亏数，真因數和為759，虧度為4498
- 不尋常數，大於平方根的質因數為751。
- 半素数。
- 无平方数因数的数。
- 十进制的等數位數。

5258
- 合数，正因數有1、2、11、22、239、478、2629和5258。
質因數分解，{\displaystyle 2\times 11\times 239}。
- 亏数，真因數和為3382，虧度為1876
- 不尋常數，大於平方根的質因數為239。
- 无平方数因数的数。
  - 楔形数。
- 十进制的奢侈數。

5259
- 合数，正因數有1、3、1753和5259。
質因數分解，{\displaystyle 3\times 1753}。
- 亏数，真因數和為1757，虧度為3502
- 不尋常數，大於平方根的質因數為1753。
- 半素数。
- 无平方数因数的数。
- 十进制的奢侈數。

5260
- 合数，正因數有1、2、4、5、10、20、263、526、1052、1315、2630和5260。
質因數分解，{\displaystyle 2^{2}\times 5\times 263}。
- 过剩数，真因數和為5828，盈度為568
  - 半完全数，和為本身的其中一組因數為263、 1052、 1315、 2630。
- 不尋常數，大於平方根的質因數為263。
- 十进制的奢侈數。

5261
- 第698個質數。

5262
- 合数，正因數有1、2、3、6、877、1754、2631和5262。
質因數分解，{\displaystyle 2\times 3\times 877}。
- 过剩数，真因數和為5274，盈度為12
  - 半完全数，和為本身的其中一組因數為877、 1754、 2631。
- 不尋常數，大於平方根的質因數為877。
- 佩服數，佩服因數為6。
- 无平方数因数的数。
  - 楔形数。
- 十进制的奢侈數。

5263
- 合数，正因數有1、19、277和5263。
質因數分解，{\displaystyle 19\times 277}。
- 亏数，真因數和為297，虧度為4966
- 不尋常數，大於平方根的質因數為277。
- 半素数。
- 无平方数因数的数。
- 十进制的奢侈數。

5264
- 合数，正因數有1、2、4、7、8、14、16、28、47、56、94、112、188、329、376、658、752、1316、2632和5264。
質因數分解，{\displaystyle 2^{4}\times 7\times 47}。
- 过剩数，真因數和為6640，盈度為1376
- 十进制的奢侈數。

5265
- 合数，正因數有1、3、5、9、13、15、27、39、45、65、81、117、135、195、351、405、585、1053、1755和5265。
質因數分解，{\displaystyle 3^{4}\times 5\times 13}。
- 亏数，真因數和為4899，虧度為366
- 十进制的奢侈數。

5266
- 合数，正因數有1、2、2633和5266。
質因數分解，{\displaystyle 2\times 2633}。
- 亏数，真因數和為2636，虧度為2630
- 不尋常數，大於平方根的質因數為2633。
- 半素数。
- 无平方数因数的数。
- 十进制的奢侈數。

5267
- 合数，正因數有1、23、229和5267。
質因數分解，{\displaystyle 23\times 229}。
- 亏数，真因數和為253，虧度為5014
- 不尋常數，大於平方根的質因數為229。
- 半素数。
- 无平方数因数的数。
- 十进制的奢侈數。

5268
- 合数，正因數有1、2、3、4、6、12、439、878、1317、1756、2634和5268。
質因數分解，{\displaystyle 2^{2}\times 3\times 439}。
- 过剩数，真因數和為7052，盈度為1784
  - 半完全数，和為本身的其中一組因數為439、 878、 1317、 2634。
- 不尋常數，大於平方根的質因數為439。
- 十进制的奢侈數。

5269
- 合数，正因數有1、11、479和5269。
質因數分解，{\displaystyle 11\times 479}。
- 亏数，真因數和為491，虧度為4778
- 不尋常數，大於平方根的質因數為479。
- 半素数。
- 无平方数因数的数。
- 十进制的奢侈數。

5270
- 合数，正因數有1、2、5、10、17、31、34、62、85、155、170、310、527、1054、2635和5270。
質因數分解，{\displaystyle 2\times 5\times 17\times 31}。
- 亏数，真因數和為5098，虧度為172
- 无平方数因数的数。
- 十进制的奢侈數。

5271
- 合数，正因數有1、3、7、21、251、753、1757和5271。
質因數分解，{\displaystyle 3\times 7\times 251}。
- 亏数，真因數和為2793，虧度為2478
- 不尋常數，大於平方根的質因數為251。
- 无平方数因数的数。
  - 楔形数。
- 十进制的奢侈數。

5272
- 合数，正因數有1、2、4、8、659、1318、2636和5272。
質因數分解，{\displaystyle 2^{3}\times 659}。
- 亏数，真因數和為4628，虧度為644
- 不尋常數，大於平方根的質因數為659。
- 十进制的奢侈數。

5273
- 第699個質數。

5274
- 合数，正因數有1、2、3、6、9、18、293、586、879、1758、2637和5274。
質因數分解，{\displaystyle 2\times 3^{2}\times 293}。
- 过剩数，真因數和為6192，盈度為918
  - 半完全数，和為本身的其中一組因數為293、 586、 1758、 2637。
- 不尋常數，大於平方根的質因數為293。
- 十进制的奢侈數。

5275
- 合数，正因數有1、5、25、211、1055和5275。
質因數分解，{\displaystyle 5^{2}\times 211}。
- 亏数，真因數和為1297，虧度為3978
- 不尋常數，大於平方根的質因數為211。
- 十进制的奢侈數。

5276
- 合数，正因數有1、2、4、1319、2638和5276。
質因數分解，{\displaystyle 2^{2}\times 1319}。
- 亏数，真因數和為3964，虧度為1312
- 不尋常數，大於平方根的質因數為1319。
- 十进制的奢侈數。

5277
- 合数，正因數有1、3、1759和5277。
質因數分解，{\displaystyle 3\times 1759}。
- 亏数，真因數和為1763，虧度為3514
- 不尋常數，大於平方根的質因數為1759。
- 半素数。
- 无平方数因数的数。
- 十进制的奢侈數。

5278
- 合数，正因數有1、2、7、13、14、26、29、58、91、182、203、377、406、754、2639和5278。
質因數分解，{\displaystyle 2\times 7\times 13\times 29}。
- 亏数，真因數和為4802，虧度為476
- 无平方数因数的数。
- 十进制的奢侈數。

5279
- 第700個質數。
  - 孪生素数，為（5279、 5281）

5280
- 合数，正因數有1、2、3、4、5、6、8、10、11、12、15、16、20、22、24、30、32、33、40、44、48、55、60、66、80、88、96、110、120、132、160、165、176、220、240、264、330、352、440、480、528、660、880、1056、1320、1760、2640和5280。
質因數分解，{\displaystyle 2^{5}\times 3\times 5\times 11}。
- 过剩数，真因數和為12864，盈度為7584
- 十进制的奢侈數。

5281
- 第701個質數。
  - 孪生素数，為（5279、 5281）

5282
- 合数，正因數有1、2、19、38、139、278、2641和5282。
質因數分解，{\displaystyle 2\times 19\times 139}。
- 亏数，真因數和為3118，虧度為2164
- 不尋常數，大於平方根的質因數為139。
- 无平方数因数的数。
  - 楔形数。
- 十进制的奢侈數。

5283
- 合数，正因數有1、3、9、587、1761和5283。
質因數分解，{\displaystyle 3^{2}\times 587}。
- 亏数，真因數和為2361，虧度為2922
- 不尋常數，大於平方根的質因數為587。
- 十进制的奢侈數。

5284
- 合数，正因數有1、2、4、1321、2642和5284。
質因數分解，{\displaystyle 2^{2}\times 1321}。
- 亏数，真因數和為3970，虧度為1314
- 不尋常數，大於平方根的質因數為1321。
- 十进制的奢侈數。

5285
- 合数，正因數有1、5、7、35、151、755、1057和5285。
質因數分解，{\displaystyle 5\times 7\times 151}。
- 亏数，真因數和為2011，虧度為3274
- 不尋常數，大於平方根的質因數為151。
- 无平方数因数的数。
  - 楔形数。
- 十进制的奢侈數。

5286
- 合数，正因數有1、2、3、6、881、1762、2643和5286。
質因數分解，{\displaystyle 2\times 3\times 881}。
- 过剩数，真因數和為5298，盈度為12
  - 半完全数，和為本身的其中一組因數為881、 1762、 2643。
- 不尋常數，大於平方根的質因數為881。
- 佩服數，佩服因數為6。
- 无平方数因数的数。
  - 楔形数。
- 十进制的奢侈數。

5287
- 合数，正因數有1、17、311和5287。
質因數分解，{\displaystyle 17\times 311}。
- 亏数，真因數和為329，虧度為4958
- 不尋常數，大於平方根的質因數為311。
- 半素数。
- 无平方数因数的数。
- 十进制的奢侈數。

5288
- 合数，正因數有1、2、4、8、661、1322、2644和5288。
質因數分解，{\displaystyle 2^{3}\times 661}。
- 亏数，真因數和為4642，虧度為646
- 不尋常數，大於平方根的質因數為661。
- 十进制的奢侈數。

5289
- 合数，正因數有1、3、41、43、123、129、1763和5289。
質因數分解，{\displaystyle 3\times 41\times 43}。
- 亏数，真因數和為2103，虧度為3186
- 无平方数因数的数。
  - 楔形数。
- 十进制的奢侈數。

5290
- 合数，正因數有1、2、5、10、23、46、115、230、529、1058、2645和5290。
質因數分解，{\displaystyle 2\times 5\times 23^{2}}。
- 亏数，真因數和為4664，虧度為626
- 十进制的奢侈數。

5291
- 合数，正因數有1、11、13、37、143、407、481和5291。
質因數分解，{\displaystyle 11\times 13\times 37}。
- 亏数，真因數和為1093，虧度為4198
- 无平方数因数的数。
  - 楔形数。
- 十进制的奢侈數。

5292
- 合数，正因數有1、2、3、4、6、7、9、12、14、18、21、27、28、36、42、49、54、63、84、98、108、126、147、189、196、252、294、378、441、588、756、882、1323、1764、2646和5292。
質因數分解，{\displaystyle 2^{2}\times 3^{3}\times 7^{2}}。
- 过剩数，真因數和為10668，盈度為5376
- 十进制的奢侈數。

5293
- 合数，正因數有1、67、79和5293。
質因數分解，{\displaystyle 67\times 79}。
- 亏数，真因數和為147，虧度為5146
- 不尋常數，大於平方根的質因數為79。
- 半素数。
- 无平方数因数的数。
- 十进制的等數位數。

5294
- 合数，正因數有1、2、2647和5294。
質因數分解，{\displaystyle 2\times 2647}。
- 亏数，真因數和為2650，虧度為2644
- 不尋常數，大於平方根的質因數為2647。
- 半素数。
- 无平方数因数的数。
- 十进制的奢侈數。

5295
- 合数，正因數有1、3、5、15、353、1059、1765和5295。
質因數分解，{\displaystyle 3\times 5\times 353}。
- 亏数，真因數和為3201，虧度為2094
- 不尋常數，大於平方根的質因數為353。
- 无平方数因数的数。
  - 楔形数。
- 十进制的奢侈數。

5296
- 合数，正因數有1、2、4、8、16、331、662、1324、2648和5296。
質因數分解，{\displaystyle 2^{4}\times 331}。
- 亏数，真因數和為4996，虧度為300
- 不尋常數，大於平方根的質因數為331。
- 十进制的奢侈數。

5297
- 第702個質數。

5298
- 合数，正因數有1、2、3、6、883、1766、2649和5298。
質因數分解，{\displaystyle 2\times 3\times 883}。
- 过剩数，真因數和為5310，盈度為12
  - 半完全数，和為本身的其中一組因數為883、 1766、 2649。
- 不尋常數，大於平方根的質因數為883。
- 佩服數，佩服因數為6。
- 无平方数因数的数。
  - 楔形数。
- 十进制的奢侈數。

5299
- 合数，正因數有1、7、757和5299。
質因數分解，{\displaystyle 7\times 757}。
- 亏数，真因數和為765，虧度為4534
- 不尋常數，大於平方根的質因數為757。
- 半素数。
- 无平方数因数的数。
- 十进制的等數位數。

5300
- 合数，正因數有1、2、4、5、10、20、25、50、53、100、106、212、265、530、1060、1325、2650和5300。
質因數分解，{\displaystyle 2^{2}\times 5^{2}\times 53}。
- 过剩数，真因數和為6418，盈度為1118
- 十进制的奢侈數。

5301
- 合数，正因數有1、3、9、19、31、57、93、171、279、589、1767和5301。
質因數分解，{\displaystyle 3^{2}\times 19\times 31}。
- 亏数，真因數和為3019，虧度為2282
- 十进制的奢侈數。

5302
- 合数，正因數有1、2、11、22、241、482、2651和5302。
質因數分解，{\displaystyle 2\times 11\times 241}。
- 亏数，真因數和為3410，虧度為1892
- 不尋常數，大於平方根的質因數為241。
- 无平方数因数的数。
  - 楔形数。
- 十进制的奢侈數。

5303
- 第703個質數。

5304
- 合数，正因數有1、2、3、4、6、8、12、13、17、24、26、34、39、51、52、68、78、102、104、136、156、204、221、312、408、442、663、884、1326、1768、2652和5304。
質因數分解，{\displaystyle 2^{3}\times 3\times 13\times 17}。
- 过剩数，真因數和為9816，盈度為4512
- 十进制的奢侈數。

5305
- 合数，正因數有1、5、1061和5305。
質因數分解，{\displaystyle 5\times 1061}。
- 亏数，真因數和為1067，虧度為4238
- 不尋常數，大於平方根的質因數為1061。
- 半素数。
- 无平方数因数的数。
- 十进制的奢侈數。

5306
- 合数，正因數有1、2、7、14、379、758、2653和5306。
質因數分解，{\displaystyle 2\times 7\times 379}。
- 亏数，真因數和為3814，虧度為1492
- 不尋常數，大於平方根的質因數為379。
- 无平方数因数的数。
  - 楔形数。
- 十进制的奢侈數。

5307
- 合数，正因數有1、3、29、61、87、183、1769和5307。
質因數分解，{\displaystyle 3\times 29\times 61}。
- 亏数，真因數和為2133，虧度為3174
- 无平方数因数的数。
  - 楔形数。
- 十进制的奢侈數。

5308
- 合数，正因數有1、2、4、1327、2654和5308。
質因數分解，{\displaystyle 2^{2}\times 1327}。
- 亏数，真因數和為3988，虧度為1320
- 不尋常數，大於平方根的質因數為1327。
- 十进制的奢侈數。

5309
- 第704個質數。

5310
- 合数，正因數有1、2、3、5、6、9、10、15、18、30、45、59、90、118、177、295、354、531、590、885、1062、1770、2655和5310。
質因數分解，{\displaystyle 2\times 3^{2}\times 5\times 59}。
- 过剩数，真因數和為8730，盈度為3420
- 十进制的奢侈數。

5311
- 合数，正因數有1、47、113和5311。
質因數分解，{\displaystyle 47\times 113}。
- 亏数，真因數和為161，虧度為5150
- 不尋常數，大於平方根的質因數為113。
- 半素数。
- 无平方数因数的数。
- 十进制的奢侈數。

5312
- 合数，正因數有1、2、4、8、16、32、64、83、166、332、664、1328、2656和5312。
質因數分解，{\displaystyle 2^{6}\times 83}。
- 过剩数，真因數和為5356，盈度為44
- 不尋常數，大於平方根的質因數為83。
- 十进制的等數位數。

5313
- 合数，正因數有1、3、7、11、21、23、33、69、77、161、231、253、483、759、1771和5313。
質因數分解，{\displaystyle 3\times 7\times 11\times 23}。
- 亏数，真因數和為3903，虧度為1410
- 无平方数因数的数。
- 十进制的奢侈數。

5314
- 合数，正因數有1、2、2657和5314。
質因數分解，{\displaystyle 2\times 2657}。
- 亏数，真因數和為2660，虧度為2654
- 不尋常數，大於平方根的質因數為2657。
- 半素数。
- 无平方数因数的数。
- 十进制的奢侈數。

5315
- 合数，正因數有1、5、1063和5315。
質因數分解，{\displaystyle 5\times 1063}。
- 亏数，真因數和為1069，虧度為4246
- 不尋常數，大於平方根的質因數為1063。
- 半素数。
- 无平方数因数的数。
- 十进制的奢侈數。

5316
- 合数，正因數有1、2、3、4、6、12、443、886、1329、1772、2658和5316。
質因數分解，{\displaystyle 2^{2}\times 3\times 443}。
- 过剩数，真因數和為7116，盈度為1800
  - 半完全数，和為本身的其中一組因數為443、 886、 1329、 2658。
- 不尋常數，大於平方根的質因數為443。
- 十进制的奢侈數。

5317
- 合数，正因數有1、13、409和5317。
質因數分解，{\displaystyle 13\times 409}。
- 亏数，真因數和為423，虧度為4894
- 不尋常數，大於平方根的質因數為409。
- 半素数。
- 无平方数因数的数。
- 十进制的奢侈數。

5318
- 合数，正因數有1、2、2659和5318。
質因數分解，{\displaystyle 2\times 2659}。
- 亏数，真因數和為2662，虧度為2656
- 不尋常數，大於平方根的質因數為2659。
- 半素数。
- 无平方数因数的数。
- 十进制的奢侈數。

5319
- 合数，正因數有1、3、9、27、197、591、1773和5319。
質因數分解，{\displaystyle 3^{3}\times 197}。
- 亏数，真因數和為2601，虧度為2718
- 不尋常數，大於平方根的質因數為197。
- 十进制的奢侈數。

5320
- 合数，正因數有1、2、4、5、7、8、10、14、19、20、28、35、38、40、56、70、76、95、133、140、152、190、266、280、380、532、665、760、1064、1330、2660和5320。
質因數分解，{\displaystyle 2^{3}\times 5\times 7\times 19}。
- 过剩数，真因數和為9080，盈度為3760
- 十进制的奢侈數。

5321
- 合数，正因數有1、17、313和5321。
質因數分解，{\displaystyle 17\times 313}。
- 亏数，真因數和為331，虧度為4990
- 不尋常數，大於平方根的質因數為313。
- 半素数。
- 无平方数因数的数。
- 十进制的奢侈數。

5322
- 合数，正因數有1、2、3、6、887、1774、2661和5322。
質因數分解，{\displaystyle 2\times 3\times 887}。
- 过剩数，真因數和為5334，盈度為12
  - 半完全数，和為本身的其中一組因數為887、 1774、 2661。
- 不尋常數，大於平方根的質因數為887。
- 佩服數，佩服因數為6。
- 无平方数因数的数。
  - 楔形数。
- 十进制的奢侈數。

5323
- 第705個質數。

5324
- 合数，正因數有1、2、4、11、22、44、121、242、484、1331、2662和5324。
質因數分解，{\displaystyle 2^{2}\times 11^{3}}。
- 亏数，真因數和為4924，虧度為400
- 十进制的奢侈數。

5325
- 合数，正因數有1、3、5、15、25、71、75、213、355、1065、1775和5325。
質因數分解，{\displaystyle 3\times 5^{2}\times 71}。
- 亏数，真因數和為3603，虧度為1722
- 十进制的奢侈數。

5326
- 合数，正因數有1、2、2663和5326。
質因數分解，{\displaystyle 2\times 2663}。
- 亏数，真因數和為2666，虧度為2660
- 不尋常數，大於平方根的質因數為2663。
- 半素数。
- 无平方数因数的数。
- 十进制的奢侈數。

5327
- 合数，正因數有1、7、761和5327。
質因數分解，{\displaystyle 7\times 761}。
- 亏数，真因數和為769，虧度為4558
- 不尋常數，大於平方根的質因數為761。
- 半素数。
- 无平方数因数的数。
- 十进制的等數位數。

5328
- 合数，正因數有1、2、3、4、6、8、9、12、16、18、24、36、37、48、72、74、111、144、148、222、296、333、444、592、666、888、1332、1776、2664和5328。
質因數分解，{\displaystyle 2^{4}\times 3^{2}\times 37}。
- 过剩数，真因數和為9986，盈度為4658
- 十进制的奢侈數。

5329
- 合数，正因數有1、73和5329。
質因數分解，{\displaystyle 73^{2}}。
- 亏数，真因數和為74，虧度為5255
- 半素数。
- 平方数，為73的平方。
- 十进制的節儉數。

5330
- 合数，正因數有1、2、5、10、13、26、41、65、82、130、205、410、533、1066、2665和5330。
質因數分解，{\displaystyle 2\times 5\times 13\times 41}。
- 亏数，真因數和為5254，虧度為76
- 无平方数因数的数。
- 十进制的奢侈數。

5331
- 合数，正因數有1、3、1777和5331。
質因數分解，{\displaystyle 3\times 1777}。
- 亏数，真因數和為1781，虧度為3550
- 不尋常數，大於平方根的質因數為1777。
- 半素数。
- 无平方数因数的数。
- 十进制的奢侈數。

5332
- 合数，正因數有1、2、4、31、43、62、86、124、172、1333、2666和5332。
質因數分解，{\displaystyle 2^{2}\times 31\times 43}。
- 亏数，真因數和為4524，虧度為808
- 十进制的奢侈數。

5333
- 第706個質數。

5334
- 合数，正因數有1、2、3、6、7、14、21、42、127、254、381、762、889、1778、2667和5334。
質因數分解，{\displaystyle 2\times 3\times 7\times 127}。
- 过剩数，真因數和為6954，盈度為1620
- 不尋常數，大於平方根的質因數為127。
- 无平方数因数的数。
- 十进制的奢侈數。

5335
- 合数，正因數有1、5、11、55、97、485、1067和5335。
質因數分解，{\displaystyle 5\times 11\times 97}。
- 亏数，真因數和為1721，虧度為3614
- 不尋常數，大於平方根的質因數為97。
- 无平方数因数的数。
  - 楔形数。
- 十进制的奢侈數。

5336
- 合数，正因數有1、2、4、8、23、29、46、58、92、116、184、232、667、1334、2668和5336。
質因數分解，{\displaystyle 2^{3}\times 23\times 29}。
- 过剩数，真因數和為5464，盈度為128
- 十进制的奢侈數。

5337
- 合数，正因數有1、3、9、593、1779和5337。
質因數分解，{\displaystyle 3^{2}\times 593}。
- 亏数，真因數和為2385，虧度為2952
- 不尋常數，大於平方根的質因數為593。
- 十进制的奢侈數。

5338
- 合数，正因數有1、2、17、34、157、314、2669和5338。
質因數分解，{\displaystyle 2\times 17\times 157}。
- 亏数，真因數和為3194，虧度為2144
- 不尋常數，大於平方根的質因數為157。
- 无平方数因数的数。
  - 楔形数。
- 十进制的奢侈數。

5339
- 合数，正因數有1、19、281和5339。
質因數分解，{\displaystyle 19\times 281}。
- 亏数，真因數和為301，虧度為5038
- 不尋常數，大於平方根的質因數為281。
- 半素数。
- 无平方数因数的数。
- 十进制的奢侈數。

5340
- 合数，正因數有1、2、3、4、5、6、10、12、15、20、30、60、89、178、267、356、445、534、890、1068、1335、1780、2670和5340。
質因數分解，{\displaystyle 2^{2}\times 3\times 5\times 89}。
- 过剩数，真因數和為9780，盈度為4440
- 不尋常數，大於平方根的質因數為89。
- 十进制的奢侈數。

5341
- 合数，正因數有1、7、49、109、763和5341。
質因數分解，{\displaystyle 7^{2}\times 109}。
- 亏数，真因數和為929，虧度為4412
- 不尋常數，大於平方根的質因數為109。
- 十进制的奢侈數。

5342
- 合数，正因數有1、2、2671和5342。
質因數分解，{\displaystyle 2\times 2671}。
- 亏数，真因數和為2674，虧度為2668
- 不尋常數，大於平方根的質因數為2671。
- 半素数。
- 无平方数因数的数。
- 十进制的奢侈數。

5343
- 合数，正因數有1、3、13、39、137、411、1781和5343。
質因數分解，{\displaystyle 3\times 13\times 137}。
- 亏数，真因數和為2385，虧度為2958
- 不尋常數，大於平方根的質因數為137。
- 无平方数因数的数。
  - 楔形数。
- 十进制的奢侈數。

5344
- 合数，正因數有1、2、4、8、16、32、167、334、668、1336、2672和5344。
質因數分解，{\displaystyle 2^{5}\times 167}。
- 亏数，真因數和為5240，虧度為104
- 不尋常數，大於平方根的質因數為167。
- 十进制的奢侈數。

5345
- 合数，正因數有1、5、1069和5345。
質因數分解，{\displaystyle 5\times 1069}。
- 亏数，真因數和為1075，虧度為4270
- 不尋常數，大於平方根的質因數為1069。
- 半素数。
- 无平方数因数的数。
- 十进制的奢侈數。

5346
- 合数，正因數有1、2、3、6、9、11、18、22、27、33、54、66、81、99、162、198、243、297、486、594、891、1782、2673和5346。
質因數分解，{\displaystyle 2\times 3^{5}\times 11}。
- 过剩数，真因數和為7758，盈度為2412
- 十进制的奢侈數。

5347
- 第707個質數。

5348
- 合数，正因數有1、2、4、7、14、28、191、382、764、1337、2674和5348。
質因數分解，{\displaystyle 2^{2}\times 7\times 191}。
- 过剩数，真因數和為5404，盈度為56
  - 半完全数，和為本身的其中一組因數為191、 382、 764、 1337、 2674。
- 不尋常數，大於平方根的質因數為191。
- 佩服數，佩服因數為28。
- 十进制的奢侈數。

5349
- 合数，正因數有1、3、1783和5349。
質因數分解，{\displaystyle 3\times 1783}。
- 亏数，真因數和為1787，虧度為3562
- 不尋常數，大於平方根的質因數為1783。
- 半素数。
- 无平方数因数的数。
- 十进制的奢侈數。

5350
- 合数，正因數有1、2、5、10、25、50、107、214、535、1070、2675和5350。
質因數分解，{\displaystyle 2\times 5^{2}\times 107}。
- 亏数，真因數和為4694，虧度為656
- 不尋常數，大於平方根的質因數為107。
- 十进制的奢侈數。

5351
- 第708個質數。

5352
- 合数，正因數有1、2、3、4、6、8、12、24、223、446、669、892、1338、1784、2676和5352。
質因數分解，{\displaystyle 2^{3}\times 3\times 223}。
- 过剩数，真因數和為8088，盈度為2736
- 不尋常數，大於平方根的質因數為223。
- 十进制的奢侈數。

5353
- 合数，正因數有1、53、101和5353。
質因數分解，{\displaystyle 53\times 101}。
- 亏数，真因數和為155，虧度為5198
- 不尋常數，大於平方根的質因數為101。
- 半素数。
- 无平方数因数的数。
- 十进制的奢侈數。

5354
- 合数，正因數有1、2、2677和5354。
質因數分解，{\displaystyle 2\times 2677}。
- 亏数，真因數和為2680，虧度為2674
- 不尋常數，大於平方根的質因數為2677。
- 半素数。
- 无平方数因数的数。
- 十进制的奢侈數。

5355
- 合数，正因數有1、3、5、7、9、15、17、21、35、45、51、63、85、105、119、153、255、315、357、595、765、1071、1785和5355。
質因數分解，{\displaystyle 3^{2}\times 5\times 7\times 17}。
- 过剩数，真因數和為5877，盈度為522
- 十进制的奢侈數。

5356
- 合数，正因數有1、2、4、13、26、52、103、206、412、1339、2678和5356。
質因數分解，{\displaystyle 2^{2}\times 13\times 103}。
- 亏数，真因數和為4836，虧度為520
- 不尋常數，大於平方根的質因數為103。
- 十进制的奢侈數。

5357
- 合数，正因數有1、11、487和5357。
質因數分解，{\displaystyle 11\times 487}。
- 亏数，真因數和為499，虧度為4858
- 不尋常數，大於平方根的質因數為487。
- 半素数。
- 无平方数因数的数。
- 十进制的奢侈數。

5358
- 合数，正因數有1、2、3、6、19、38、47、57、94、114、141、282、893、1786、2679和5358。
質因數分解，{\displaystyle 2\times 3\times 19\times 47}。
- 过剩数，真因數和為6162，盈度為804
- 无平方数因数的数。
- 十进制的奢侈數。

5359
- 合数，正因數有1、23、233和5359。
質因數分解，{\displaystyle 23\times 233}。
- 亏数，真因數和為257，虧度為5102
- 不尋常數，大於平方根的質因數為233。
- 半素数。
- 无平方数因数的数。
- 十进制的奢侈數。

5360
- 合数，正因數有1、2、4、5、8、10、16、20、40、67、80、134、268、335、536、670、1072、1340、2680和5360。
質因數分解，{\displaystyle 2^{4}\times 5\times 67}。
- 过剩数，真因數和為7288，盈度為1928
- 十进制的奢侈數。

5361
- 合数，正因數有1、3、1787和5361。
質因數分解，{\displaystyle 3\times 1787}。
- 亏数，真因數和為1791，虧度為3570
- 不尋常數，大於平方根的質因數為1787。
- 半素数。
- 无平方数因数的数。
- 十进制的奢侈數。

5362
- 合数，正因數有1、2、7、14、383、766、2681和5362。
質因數分解，{\displaystyle 2\times 7\times 383}。
- 亏数，真因數和為3854，虧度為1508
- 不尋常數，大於平方根的質因數為383。
- 无平方数因数的数。
  - 楔形数。
- 十进制的奢侈數。

5363
- 合数，正因數有1、31、173和5363。
質因數分解，{\displaystyle 31\times 173}。
- 亏数，真因數和為205，虧度為5158
- 不尋常數，大於平方根的質因數為173。
- 半素数。
- 无平方数因数的数。
- 十进制的奢侈數。

5364
- 合数，正因數有1、2、3、4、6、9、12、18、36、149、298、447、596、894、1341、1788、2682和5364。
質因數分解，{\displaystyle 2^{2}\times 3^{2}\times 149}。
- 过剩数，真因數和為8286，盈度為2922
- 不尋常數，大於平方根的質因數為149。
- 十进制的奢侈數。

5365
- 合数，正因數有1、5、29、37、145、185、1073和5365。
質因數分解，{\displaystyle 5\times 29\times 37}。
- 亏数，真因數和為1475，虧度為3890
- 无平方数因数的数。
  - 楔形数。
- 十进制的奢侈數。

5366
- 合数，正因數有1、2、2683和5366。
質因數分解，{\displaystyle 2\times 2683}。
- 亏数，真因數和為2686，虧度為2680
- 不尋常數，大於平方根的質因數為2683。
- 半素数。
- 无平方数因数的数。
- 十进制的奢侈數。

5367
- 合数，正因數有1、3、1789和5367。
質因數分解，{\displaystyle 3\times 1789}。
- 亏数，真因數和為1793，虧度為3574
- 不尋常數，大於平方根的質因數為1789。
- 半素数。
- 无平方数因数的数。
- 十进制的奢侈數。

5368
- 合数，正因數有1、2、4、8、11、22、44、61、88、122、244、488、671、1342、2684和5368。
質因數分解，{\displaystyle 2^{3}\times 11\times 61}。
- 过剩数，真因數和為5792，盈度為424
- 十进制的奢侈數。

5369
- 合数，正因數有1、7、13、59、91、413、767和5369。
質因數分解，{\displaystyle 7\times 13\times 59}。
- 亏数，真因數和為1351，虧度為4018
- 无平方数因数的数。
  - 楔形数。
- 十进制的奢侈數。

5370
- 合数，正因數有1、2、3、5、6、10、15、30、179、358、537、895、1074、1790、2685和5370。
質因數分解，{\displaystyle 2\times 3\times 5\times 179}。
- 过剩数，真因數和為7590，盈度為2220
- 不尋常數，大於平方根的質因數為179。
- 无平方数因数的数。
- 十进制的奢侈數。

5371
- 合数，正因數有1、41、131和5371。
質因數分解，{\displaystyle 41\times 131}。
- 亏数，真因數和為173，虧度為5198
- 不尋常數，大於平方根的質因數為131。
- 半素数。
- 无平方数因数的数。
- 十进制的奢侈數。

5372
- 合数，正因數有1、2、4、17、34、68、79、158、316、1343、2686和5372。
質因數分解，{\displaystyle 2^{2}\times 17\times 79}。
- 亏数，真因數和為4708，虧度為664
- 不尋常數，大於平方根的質因數為79。
- 十进制的奢侈數。

5373
- 合数，正因數有1、3、9、27、199、597、1791和5373。
質因數分解，{\displaystyle 3^{3}\times 199}。
- 亏数，真因數和為2627，虧度為2746
- 不尋常數，大於平方根的質因數為199。
- 十进制的奢侈數。

5374
- 合数，正因數有1、2、2687和5374。
質因數分解，{\displaystyle 2\times 2687}。
- 亏数，真因數和為2690，虧度為2684
- 不尋常數，大於平方根的質因數為2687。
- 半素数。
- 无平方数因数的数。
- 十进制的奢侈數。

5375
- 合数，正因數有1、5、25、43、125、215、1075和5375。
質因數分解，{\displaystyle 5^{3}\times 43}。
- 亏数，真因數和為1489，虧度為3886
- 十进制的等數位數。

5376
- 合数，正因數有1、2、3、4、6、7、8、12、14、16、21、24、28、32、42、48、56、64、84、96、112、128、168、192、224、256、336、384、448、672、768、896、1344、1792、2688和5376。
質因數分解，{\displaystyle 2^{8}\times 3\times 7}。
- 过剩数，真因數和為10976，盈度為5600
- 十进制的等數位數。

5377
- 合数，正因數有1、19、283和5377。
質因數分解，{\displaystyle 19\times 283}。
- 亏数，真因數和為303，虧度為5074
- 不尋常數，大於平方根的質因數為283。
- 半素数。
- 无平方数因数的数。
- 十进制的奢侈數。

5378
- 合数，正因數有1、2、2689和5378。
質因數分解，{\displaystyle 2\times 2689}。
- 亏数，真因數和為2692，虧度為2686
- 不尋常數，大於平方根的質因數為2689。
- 半素数。
- 无平方数因数的数。
- 十进制的奢侈數。

5379
- 合数，正因數有1、3、11、33、163、489、1793和5379。
質因數分解，{\displaystyle 3\times 11\times 163}。
- 亏数，真因數和為2493，虧度為2886
- 不尋常數，大於平方根的質因數為163。
- 无平方数因数的数。
  - 楔形数。
- 十进制的奢侈數。

5380
- 合数，正因數有1、2、4、5、10、20、269、538、1076、1345、2690和5380。
質因數分解，{\displaystyle 2^{2}\times 5\times 269}。
- 过剩数，真因數和為5960，盈度為580
  - 半完全数，和為本身的其中一組因數為269、 1076、 1345、 2690。
- 不尋常數，大於平方根的質因數為269。
- 十进制的奢侈數。

5381
- 第709個質數。

5382
- 合数，正因數有1、2、3、6、9、13、18、23、26、39、46、69、78、117、138、207、234、299、414、598、897、1794、2691和5382。
質因數分解，{\displaystyle 2\times 3^{2}\times 13\times 23}。
- 过剩数，真因數和為7722，盈度為2340
- 十进制的奢侈數。

5383
- 合数，正因數有1、7、769和5383。
質因數分解，{\displaystyle 7\times 769}。
- 亏数，真因數和為777，虧度為4606
- 不尋常數，大於平方根的質因數為769。
- 半素数。
- 无平方数因数的数。
- 十进制的等數位數。

5384
- 合数，正因數有1、2、4、8、673、1346、2692和5384。
質因數分解，{\displaystyle 2^{3}\times 673}。
- 亏数，真因數和為4726，虧度為658
- 不尋常數，大於平方根的質因數為673。
- 十进制的奢侈數。

5385
- 合数，正因數有1、3、5、15、359、1077、1795和5385。
質因數分解，{\displaystyle 3\times 5\times 359}。
- 亏数，真因數和為3255，虧度為2130
- 不尋常數，大於平方根的質因數為359。
- 无平方数因数的数。
  - 楔形数。
- 十进制的奢侈數。

5386
- 合数，正因數有1、2、2693和5386。
質因數分解，{\displaystyle 2\times 2693}。
- 亏数，真因數和為2696，虧度為2690
- 不尋常數，大於平方根的質因數為2693。
- 半素数。
- 无平方数因数的数。
- 十进制的奢侈數。

5387
- 第710個質數。

5388
- 合数，正因數有1、2、3、4、6、12、449、898、1347、1796、2694和5388。
質因數分解，{\displaystyle 2^{2}\times 3\times 449}。
- 过剩数，真因數和為7212，盈度為1824
  - 半完全数，和為本身的其中一組因數為449、 898、 1347、 2694。
- 不尋常數，大於平方根的質因數為449。
- 十进制的奢侈數。

5389
- 合数，正因數有1、17、317和5389。
質因數分解，{\displaystyle 17\times 317}。
- 亏数，真因數和為335，虧度為5054
- 不尋常數，大於平方根的質因數為317。
- 半素数。
- 无平方数因数的数。
- 十进制的奢侈數。

5390
- 合数，正因數有1、2、5、7、10、11、14、22、35、49、55、70、77、98、110、154、245、385、490、539、770、1078、2695和5390。
質因數分解，{\displaystyle 2\times 5\times 7^{2}\times 11}。
- 过剩数，真因數和為6922，盈度為1532
- 十进制的奢侈數。

5391
- 合数，正因數有1、3、9、599、1797和5391。
質因數分解，{\displaystyle 3^{2}\times 599}。
- 亏数，真因數和為2409，虧度為2982
- 不尋常數，大於平方根的質因數為599。
- 十进制的奢侈數。

5392
- 合数，正因數有1、2、4、8、16、337、674、1348、2696和5392。
質因數分解，{\displaystyle 2^{4}\times 337}。
- 亏数，真因數和為5086，虧度為306
- 不尋常數，大於平方根的質因數為337。
- 十进制的奢侈數。

5393
- 第711個質數。

5394
- 合数，正因數有1、2、3、6、29、31、58、62、87、93、174、186、899、1798、2697和5394。
質因數分解，{\displaystyle 2\times 3\times 29\times 31}。
- 过剩数，真因數和為6126，盈度為732
- 无平方数因数的数。
- 十进制的奢侈數。

5395
- 合数，正因數有1、5、13、65、83、415、1079和5395。
質因數分解，{\displaystyle 5\times 13\times 83}。
- 亏数，真因數和為1661，虧度為3734
- 不尋常數，大於平方根的質因數為83。
- 无平方数因数的数。
  - 楔形数。
- 十进制的奢侈數。

5396
- 合数，正因數有1、2、4、19、38、71、76、142、284、1349、2698和5396。
質因數分解，{\displaystyle 2^{2}\times 19\times 71}。
- 亏数，真因數和為4684，虧度為712
- 十进制的奢侈數。

5397
- 合数，正因數有1、3、7、21、257、771、1799和5397。
質因數分解，{\displaystyle 3\times 7\times 257}。
- 亏数，真因數和為2859，虧度為2538
- 不尋常數，大於平方根的質因數為257。
- 无平方数因数的数。
  - 楔形数。
- 十进制的奢侈數。

5398
- 合数，正因數有1、2、2699和5398。
質因數分解，{\displaystyle 2\times 2699}。
- 亏数，真因數和為2702，虧度為2696
- 不尋常數，大於平方根的質因數為2699。
- 半素数。
- 无平方数因数的数。
- 十进制的奢侈數。

5399
- 第712個質數。

5400
- 合数，正因數有1、2、3、4、5、6、8、9、10、12、15、18、20、24、25、27、30、36、40、45、50、54、60、72、75、90、100、108、120、135、150、180、200、216、225、270、300、360、450、540、600、675、900、1080、1350、1800、2700和5400。
質因數分解，{\displaystyle 2^{3}\times 3^{3}\times 5^{2}}。
- 过剩数，真因數和為13200，盈度為7800
- 十进制的奢侈數。

5401
- 合数，正因數有1、11、491和5401。
質因數分解，{\displaystyle 11\times 491}。
- 亏数，真因數和為503，虧度為4898
- 不尋常數，大於平方根的質因數為491。
- 半素数。
- 无平方数因数的数。
- 十进制的奢侈數。

5402
- 合数，正因數有1、2、37、73、74、146、2701和5402。
質因數分解，{\displaystyle 2\times 37\times 73}。
- 亏数，真因數和為3034，虧度為2368
- 无平方数因数的数。
  - 楔形数。
- 普洛尼克数，為73與74的乘積。
- 十进制的奢侈數。

5403
- 合数，正因數有1、3、1801和5403。
質因數分解，{\displaystyle 3\times 1801}。
- 亏数，真因數和為1805，虧度為3598
- 不尋常數，大於平方根的質因數為1801。
- 半素数。
- 无平方数因数的数。
- 十进制的奢侈數。

5404
- 合数，正因數有1、2、4、7、14、28、193、386、772、1351、2702和5404。
質因數分解，{\displaystyle 2^{2}\times 7\times 193}。
- 过剩数，真因數和為5460，盈度為56
  - 半完全数，和為本身的其中一組因數為193、 386、 772、 1351、 2702。
- 不尋常數，大於平方根的質因數為193。
- 佩服數，佩服因數為28。
- 十进制的奢侈數。

5405
- 合数，正因數有1、5、23、47、115、235、1081和5405。
質因數分解，{\displaystyle 5\times 23\times 47}。
- 亏数，真因數和為1507，虧度為3898
- 无平方数因数的数。
  - 楔形数。
- 十进制的奢侈數。

5406
- 合数，正因數有1、2、3、6、17、34、51、53、102、106、159、318、901、1802、2703和5406。
質因數分解，{\displaystyle 2\times 3\times 17\times 53}。
- 过剩数，真因數和為6258，盈度為852
- 无平方数因数的数。
- 十进制的奢侈數。

5407
- 第713個質數。

5408
- 合数，正因數有1、2、4、8、13、16、26、32、52、104、169、208、338、416、676、1352、2704和5408。
質因數分解，{\displaystyle 2^{5}\times 13^{2}}。
- 过剩数，真因數和為6121，盈度為713
- 十进制的奢侈數。

5409
- 合数，正因數有1、3、9、601、1803和5409。
質因數分解，{\displaystyle 3^{2}\times 601}。
- 亏数，真因數和為2417，虧度為2992
- 不尋常數，大於平方根的質因數為601。
- 十进制的奢侈數。

5410
- 合数，正因數有1、2、5、10、541、1082、2705和5410。
質因數分解，{\displaystyle 2\times 5\times 541}。
- 亏数，真因數和為4346，虧度為1064
- 不尋常數，大於平方根的質因數為541。
- 无平方数因数的数。
  - 楔形数。
- 十进制的奢侈數。

5411
- 合数，正因數有1、7、773和5411。
質因數分解，{\displaystyle 7\times 773}。
- 亏数，真因數和為781，虧度為4630
- 不尋常數，大於平方根的質因數為773。
- 半素数。
- 无平方数因数的数。
- 十进制的等數位數。

5412
- 合数，正因數有1、2、3、4、6、11、12、22、33、41、44、66、82、123、132、164、246、451、492、902、1353、1804、2706和5412。
質因數分解，{\displaystyle 2^{2}\times 3\times 11\times 41}。
- 过剩数，真因數和為8700，盈度為3288
- 十进制的奢侈數。

5413
- 第714個質數。

5414
- 合数，正因數有1、2、2707和5414。
質因數分解，{\displaystyle 2\times 2707}。
- 亏数，真因數和為2710，虧度為2704
- 不尋常數，大於平方根的質因數為2707。
- 半素数。
- 无平方数因数的数。
- 十进制的奢侈數。

5415
- 合数，正因數有1、3、5、15、19、57、95、285、361、1083、1805和5415。
質因數分解，{\displaystyle 3\times 5\times 19^{2}}。
- 亏数，真因數和為3729，虧度為1686
- 十进制的奢侈數。

5416
- 合数，正因數有1、2、4、8、677、1354、2708和5416。
質因數分解，{\displaystyle 2^{3}\times 677}。
- 亏数，真因數和為4754，虧度為662
- 不尋常數，大於平方根的質因數為677。
- 十进制的奢侈數。

5417
- 第715個質數。
  - 孪生素数，為（5417、 5419）

5418
- 合数，正因數有1、2、3、6、7、9、14、18、21、42、43、63、86、126、129、258、301、387、602、774、903、1806、2709和5418。
質因數分解，{\displaystyle 2\times 3^{2}\times 7\times 43}。
- 过剩数，真因數和為8310，盈度為2892
- 十进制的奢侈數。

5419
- 第716個質數。
  - 孪生素数，為（5417、 5419）

5420
- 合数，正因數有1、2、4、5、10、20、271、542、1084、1355、2710和5420。
質因數分解，{\displaystyle 2^{2}\times 5\times 271}。
- 过剩数，真因數和為6004，盈度為584
  - 半完全数，和為本身的其中一組因數為271、 1084、 1355、 2710。
- 不尋常數，大於平方根的質因數為271。
- 十进制的奢侈數。

5421
- 合数，正因數有1、3、13、39、139、417、1807和5421。
質因數分解，{\displaystyle 3\times 13\times 139}。
- 亏数，真因數和為2419，虧度為3002
- 不尋常數，大於平方根的質因數為139。
- 无平方数因数的数。
  - 楔形数。
- 十进制的奢侈數。

5422
- 合数，正因數有1、2、2711和5422。
質因數分解，{\displaystyle 2\times 2711}。
- 亏数，真因數和為2714，虧度為2708
- 不尋常數，大於平方根的質因數為2711。
- 半素数。
- 无平方数因数的数。
- 十进制的奢侈數。

5423
- 合数，正因數有1、11、17、29、187、319、493和5423。
質因數分解，{\displaystyle 11\times 17\times 29}。
- 亏数，真因數和為1057，虧度為4366
- 无平方数因数的数。
  - 楔形数。
- 十进制的奢侈數。

5424
- 合数，正因數有1、2、3、4、6、8、12、16、24、48、113、226、339、452、678、904、1356、1808、2712和5424。
質因數分解，{\displaystyle 2^{4}\times 3\times 113}。
- 过剩数，真因數和為8712，盈度為3288
- 不尋常數，大於平方根的質因數為113。
- 十进制的奢侈數。

5425
- 合数，正因數有1、5、7、25、31、35、155、175、217、775、1085和5425。
質因數分解，{\displaystyle 5^{2}\times 7\times 31}。
- 亏数，真因數和為2511，虧度為2914
- 十进制的奢侈數。

5426
- 合数，正因數有1、2、2713和5426。
質因數分解，{\displaystyle 2\times 2713}。
- 亏数，真因數和為2716，虧度為2710
- 不尋常數，大於平方根的質因數為2713。
- 半素数。
- 无平方数因数的数。
- 十进制的奢侈數。

5427
- 合数，正因數有1、3、9、27、67、81、201、603、1809和5427。
質因數分解，{\displaystyle 3^{4}\times 67}。
- 亏数，真因數和為2801，虧度為2626
- 十进制的等數位數。

5428
- 合数，正因數有1、2、4、23、46、59、92、118、236、1357、2714和5428。
質因數分解，{\displaystyle 2^{2}\times 23\times 59}。
- 亏数，真因數和為4652，虧度為776
- 十进制的奢侈數。

5429
- 合数，正因數有1、61、89和5429。
質因數分解，{\displaystyle 61\times 89}。
- 亏数，真因數和為151，虧度為5278
- 不尋常數，大於平方根的質因數為89。
- 半素数。
- 无平方数因数的数。
- 十进制的等數位數。

5430
- 合数，正因數有1、2、3、5、6、10、15、30、181、362、543、905、1086、1810、2715和5430。
質因數分解，{\displaystyle 2\times 3\times 5\times 181}。
- 过剩数，真因數和為7674，盈度為2244
- 不尋常數，大於平方根的質因數為181。
- 无平方数因数的数。
- 十进制的奢侈數。

5431
- 第717個質數。

5432
- 合数，正因數有1、2、4、7、8、14、28、56、97、194、388、679、776、1358、2716和5432。
質因數分解，{\displaystyle 2^{3}\times 7\times 97}。
- 过剩数，真因數和為6328，盈度為896
- 不尋常數，大於平方根的質因數為97。
- 十进制的奢侈數。

5433
- 合数，正因數有1、3、1811和5433。
質因數分解，{\displaystyle 3\times 1811}。
- 亏数，真因數和為1815，虧度為3618
- 不尋常數，大於平方根的質因數為1811。
- 半素数。
- 无平方数因数的数。
- 十进制的奢侈數。

5434
- 合数，正因數有1、2、11、13、19、22、26、38、143、209、247、286、418、494、2717和5434。
質因數分解，{\displaystyle 2\times 11\times 13\times 19}。
- 亏数，真因數和為4646，虧度為788
- 无平方数因数的数。
- 十进制的奢侈數。

5435
- 合数，正因數有1、5、1087和5435。
質因數分解，{\displaystyle 5\times 1087}。
- 亏数，真因數和為1093，虧度為4342
- 不尋常數，大於平方根的質因數為1087。
- 半素数。
- 无平方数因数的数。
- 十进制的奢侈數。

5436
- 合数，正因數有1、2、3、4、6、9、12、18、36、151、302、453、604、906、1359、1812、2718和5436。
質因數分解，{\displaystyle 2^{2}\times 3^{2}\times 151}。
- 过剩数，真因數和為8396，盈度為2960
- 不尋常數，大於平方根的質因數為151。
- 十进制的奢侈數。

5437
- 第718個質數。

5438
- 合数，正因數有1、2、2719和5438。
質因數分解，{\displaystyle 2\times 2719}。
- 亏数，真因數和為2722，虧度為2716
- 不尋常數，大於平方根的質因數為2719。
- 半素数。
- 无平方数因数的数。
- 十进制的奢侈數。

5439
- 合数，正因數有1、3、7、21、37、49、111、147、259、777、1813和5439。
質因數分解，{\displaystyle 3\times 7^{2}\times 37}。
- 亏数，真因數和為3225，虧度為2214
- 十进制的奢侈數。

5440
- 合数，正因數有1、2、4、5、8、10、16、17、20、32、34、40、64、68、80、85、136、160、170、272、320、340、544、680、1088、1360、2720和5440。
質因數分解，{\displaystyle 2^{6}\times 5\times 17}。
- 过剩数，真因數和為8276，盈度為2836
- 十进制的奢侈數。

5441
- 第719個質數。
  - 孪生素数，為（5441、 5443）

5442
- 合数，正因數有1、2、3、6、907、1814、2721和5442。
質因數分解，{\displaystyle 2\times 3\times 907}。
- 过剩数，真因數和為5454，盈度為12
  - 半完全数，和為本身的其中一組因數為907、 1814、 2721。
- 不尋常數，大於平方根的質因數為907。
- 佩服數，佩服因數為6。
- 无平方数因数的数。
  - 楔形数。
- 十进制的奢侈數。

5443
- 第720個質數。
  - 孪生素数，為（5441、 5443）

5444
- 合数，正因數有1、2、4、1361、2722和5444。
質因數分解，{\displaystyle 2^{2}\times 1361}。
- 亏数，真因數和為4090，虧度為1354
- 不尋常數，大於平方根的質因數為1361。
- 十进制的奢侈數。

5445
- 合数，正因數有1、3、5、9、11、15、33、45、55、99、121、165、363、495、605、1089、1815和5445。
質因數分解，{\displaystyle 3^{2}\times 5\times 11^{2}}。
- 亏数，真因數和為4929，虧度為516
- 十进制的奢侈數。

5446
- 合数，正因數有1、2、7、14、389、778、2723和5446。
質因數分解，{\displaystyle 2\times 7\times 389}。
- 亏数，真因數和為3914，虧度為1532
- 不尋常數，大於平方根的質因數為389。
- 无平方数因数的数。
  - 楔形数。
- 十进制的奢侈數。

5447
- 合数，正因數有1、13、419和5447。
質因數分解，{\displaystyle 13\times 419}。
- 亏数，真因數和為433，虧度為5014
- 不尋常數，大於平方根的質因數為419。
- 半素数。
- 无平方数因数的数。
- 十进制的奢侈數。

5448
- 合数，正因數有1、2、3、4、6、8、12、24、227、454、681、908、1362、1816、2724和5448。
質因數分解，{\displaystyle 2^{3}\times 3\times 227}。
- 过剩数，真因數和為8232，盈度為2784
- 不尋常數，大於平方根的質因數為227。
- 十进制的奢侈數。

5449
- 第721個質數。

5450
- 合数，正因數有1、2、5、10、25、50、109、218、545、1090、2725和5450。
質因數分解，{\displaystyle 2\times 5^{2}\times 109}。
- 亏数，真因數和為4780，虧度為670
- 不尋常數，大於平方根的質因數為109。
- 十进制的奢侈數。

5451
- 合数，正因數有1、3、23、69、79、237、1817和5451。
質因數分解，{\displaystyle 3\times 23\times 79}。
- 亏数，真因數和為2229，虧度為3222
- 不尋常數，大於平方根的質因數為79。
- 无平方数因数的数。
  - 楔形数。
- 十进制的奢侈數。

5452
- 合数，正因數有1、2、4、29、47、58、94、116、188、1363、2726和5452。
質因數分解，{\displaystyle 2^{2}\times 29\times 47}。
- 亏数，真因數和為4628，虧度為824
- 十进制的奢侈數。

5453
- 合数，正因數有1、7、19、41、133、287、779和5453。
質因數分解，{\displaystyle 7\times 19\times 41}。
- 亏数，真因數和為1267，虧度為4186
- 无平方数因数的数。
  - 楔形数。
- 十进制的奢侈數。

5454
- 合数，正因數有1、2、3、6、9、18、27、54、101、202、303、606、909、1818、2727和5454。
質因數分解，{\displaystyle 2\times 3^{3}\times 101}。
- 过剩数，真因數和為6786，盈度為1332
- 不尋常數，大於平方根的質因數為101。
- 十进制的奢侈數。

5455
- 合数，正因數有1、5、1091和5455。
質因數分解，{\displaystyle 5\times 1091}。
- 亏数，真因數和為1097，虧度為4358
- 不尋常數，大於平方根的質因數為1091。
- 半素数。
- 无平方数因数的数。
- 十进制的奢侈數。

5456
- 合数，正因數有1、2、4、8、11、16、22、31、44、62、88、124、176、248、341、496、682、1364、2728和5456。
質因數分解，{\displaystyle 2^{4}\times 11\times 31}。
- 过剩数，真因數和為6448，盈度為992
- 佩服數，佩服因數為496。
- 十进制的奢侈數。

5457
- 合数，正因數有1、3、17、51、107、321、1819和5457。
質因數分解，{\displaystyle 3\times 17\times 107}。
- 亏数，真因數和為2319，虧度為3138
- 不尋常數，大於平方根的質因數為107。
- 无平方数因数的数。
  - 楔形数。
- 十进制的奢侈數。

5458
- 合数，正因數有1、2、2729和5458。
質因數分解，{\displaystyle 2\times 2729}。
- 亏数，真因數和為2732，虧度為2726
- 不尋常數，大於平方根的質因數為2729。
- 半素数。
- 无平方数因数的数。
- 十进制的奢侈數。

5459
- 合数，正因數有1、53、103和5459。
質因數分解，{\displaystyle 53\times 103}。
- 亏数，真因數和為157，虧度為5302
- 不尋常數，大於平方根的質因數為103。
- 半素数。
- 无平方数因数的数。
- 十进制的奢侈數。

5460
- 合数，正因數有1、2、3、4、5、6、7、10、12、13、14、15、20、21、26、28、30、35、39、42、52、60、65、70、78、84、91、105、130、140、156、182、195、210、260、273、364、390、420、455、546、780、910、1092、1365、1820、2730和5460。
質因數分解，{\displaystyle 2^{2}\times 3\times 5\times 7\times 13}。
- 过剩数，真因數和為13356，盈度為7896
- 十进制的奢侈數。

5461
- 合数，正因數有1、43、127和5461。
質因數分解，{\displaystyle 43\times 127}。
- 亏数，真因數和為171，虧度為5290
- 不尋常數，大於平方根的質因數為127。
- 半素数。
- 无平方数因数的数。
- 十进制的奢侈數。

5462
- 合数，正因數有1、2、2731和5462。
質因數分解，{\displaystyle 2\times 2731}。
- 亏数，真因數和為2734，虧度為2728
- 不尋常數，大於平方根的質因數為2731。
- 半素数。
- 无平方数因数的数。
- 十进制的奢侈數。

5463
- 合数，正因數有1、3、9、607、1821和5463。
質因數分解，{\displaystyle 3^{2}\times 607}。
- 亏数，真因數和為2441，虧度為3022
- 不尋常數，大於平方根的質因數為607。
- 十进制的奢侈數。

5464
- 合数，正因數有1、2、4、8、683、1366、2732和5464。
質因數分解，{\displaystyle 2^{3}\times 683}。
- 亏数，真因數和為4796，虧度為668
- 不尋常數，大於平方根的質因數為683。
- 十进制的奢侈數。

5465
- 合数，正因數有1、5、1093和5465。
質因數分解，{\displaystyle 5\times 1093}。
- 亏数，真因數和為1099，虧度為4366
- 不尋常數，大於平方根的質因數為1093。
- 半素数。
- 无平方数因数的数。
- 十进制的奢侈數。

5466
- 合数，正因數有1、2、3、6、911、1822、2733和5466。
質因數分解，{\displaystyle 2\times 3\times 911}。
- 过剩数，真因數和為5478，盈度為12
  - 半完全数，和為本身的其中一組因數為911、 1822、 2733。
- 不尋常數，大於平方根的質因數為911。
- 佩服數，佩服因數為6。
- 无平方数因数的数。
  - 楔形数。
- 十进制的奢侈數。

5467
- 合数，正因數有1、7、11、71、77、497、781和5467。
質因數分解，{\displaystyle 7\times 11\times 71}。
- 亏数，真因數和為1445，虧度為4022
- 无平方数因数的数。
  - 楔形数。
- 十进制的奢侈數。

5468
- 合数，正因數有1、2、4、1367、2734和5468。
質因數分解，{\displaystyle 2^{2}\times 1367}。
- 亏数，真因數和為4108，虧度為1360
- 不尋常數，大於平方根的質因數為1367。
- 十进制的奢侈數。

5469
- 合数，正因數有1、3、1823和5469。
質因數分解，{\displaystyle 3\times 1823}。
- 亏数，真因數和為1827，虧度為3642
- 不尋常數，大於平方根的質因數為1823。
- 半素数。
- 无平方数因数的数。
- 十进制的奢侈數。

5470
- 合数，正因數有1、2、5、10、547、1094、2735和5470。
質因數分解，{\displaystyle 2\times 5\times 547}。
- 亏数，真因數和為4394，虧度為1076
- 不尋常數，大於平方根的質因數為547。
- 无平方数因数的数。
  - 楔形数。
- 十进制的奢侈數。

5471
- 第722個質數。

5472
- 合数，正因數有1、2、3、4、6、8、9、12、16、18、19、24、32、36、38、48、57、72、76、96、114、144、152、171、228、288、304、342、456、608、684、912、1368、1824、2736和5472。
質因數分解，{\displaystyle 2^{5}\times 3^{2}\times 19}。
- 过剩数，真因數和為10908，盈度為5436
- 十进制的奢侈數。

5473
- 合数，正因數有1、13、421和5473。
質因數分解，{\displaystyle 13\times 421}。
- 亏数，真因數和為435，虧度為5038
- 不尋常數，大於平方根的質因數為421。
- 半素数。
- 无平方数因数的数。
- 十进制的奢侈數。

5474
- 合数，正因數有1、2、7、14、17、23、34、46、119、161、238、322、391、782、2737和5474。
質因數分解，{\displaystyle 2\times 7\times 17\times 23}。
- 亏数，真因數和為4894，虧度為580
- 无平方数因数的数。
- 十进制的奢侈數。

5475
- 合数，正因數有1、3、5、15、25、73、75、219、365、1095、1825和5475。
質因數分解，{\displaystyle 3\times 5^{2}\times 73}。
- 亏数，真因數和為3701，虧度為1774
- 十进制的奢侈數。

5476
- 合数，正因數有1、2、4、37、74、148、1369、2738和5476。
質因數分解，{\displaystyle 2^{2}\times 37^{2}}。
- 亏数，真因數和為4373，虧度為1103
- 平方数，為74的平方。
- 十进制的奢侈數。

5477
- 第723個質數。
  - 孪生素数，為（5477、 5479）

5478
- 合数，正因數有1、2、3、6、11、22、33、66、83、166、249、498、913、1826、2739和5478。
質因數分解，{\displaystyle 2\times 3\times 11\times 83}。
- 过剩数，真因數和為6618，盈度為1140
- 不尋常數，大於平方根的質因數為83。
- 无平方数因数的数。
- 十进制的奢侈數。

5479
- 第724個質數。
  - 孪生素数，為（5477、 5479）

5480
- 合数，正因數有1、2、4、5、8、10、20、40、137、274、548、685、1096、1370、2740和5480。
質因數分解，{\displaystyle 2^{3}\times 5\times 137}。
- 过剩数，真因數和為6940，盈度為1460
- 不尋常數，大於平方根的質因數為137。
- 十进制的奢侈數。

5481
- 合数，正因數有1、3、7、9、21、27、29、63、87、189、203、261、609、783、1827和5481。
質因數分解，{\displaystyle 3^{3}\times 7\times 29}。
- 亏数，真因數和為4119，虧度為1362
- 十进制的奢侈數。

5482
- 合数，正因數有1、2、2741和5482。
質因數分解，{\displaystyle 2\times 2741}。
- 亏数，真因數和為2744，虧度為2738
- 不尋常數，大於平方根的質因數為2741。
- 半素数。
- 无平方数因数的数。
- 十进制的奢侈數。

5483
- 第725個質數。

5484
- 合数，正因數有1、2、3、4、6、12、457、914、1371、1828、2742和5484。
質因數分解，{\displaystyle 2^{2}\times 3\times 457}。
- 过剩数，真因數和為7340，盈度為1856
  - 半完全数，和為本身的其中一組因數為457、 914、 1371、 2742。
- 不尋常數，大於平方根的質因數為457。
- 十进制的奢侈數。

5485
- 合数，正因數有1、5、1097和5485。
質因數分解，{\displaystyle 5\times 1097}。
- 亏数，真因數和為1103，虧度為4382
- 不尋常數，大於平方根的質因數為1097。
- 半素数。
- 无平方数因数的数。
- 十进制的奢侈數。

5486
- 合数，正因數有1、2、13、26、211、422、2743和5486。
質因數分解，{\displaystyle 2\times 13\times 211}。
- 亏数，真因數和為3418，虧度為2068
- 不尋常數，大於平方根的質因數為211。
- 无平方数因数的数。
  - 楔形数。
- 十进制的奢侈數。

5487
- 合数，正因數有1、3、31、59、93、177、1829和5487。
質因數分解，{\displaystyle 3\times 31\times 59}。
- 亏数，真因數和為2193，虧度為3294
- 无平方数因数的数。
  - 楔形数。
- 十进制的奢侈數。

5488
- 合数，正因數有1、2、4、7、8、14、16、28、49、56、98、112、196、343、392、686、784、1372、2744和5488。
質因數分解，{\displaystyle 2^{4}\times 7^{3}}。
- 过剩数，真因數和為6912，盈度為1424
- 十进制的等數位數。

5489
- 合数，正因數有1、11、499和5489。
質因數分解，{\displaystyle 11\times 499}。
- 亏数，真因數和為511，虧度為4978
- 不尋常數，大於平方根的質因數為499。
- 半素数。
- 无平方数因数的数。
- 十进制的奢侈數。

5490
- 合数，正因數有1、2、3、5、6、9、10、15、18、30、45、61、90、122、183、305、366、549、610、915、1098、1830、2745和5490。
質因數分解，{\displaystyle 2\times 3^{2}\times 5\times 61}。
- 过剩数，真因數和為9018，盈度為3528
- 十进制的奢侈數。

5491
- 合数，正因數有1、17、19、289、323和5491。
質因數分解，{\displaystyle 17^{2}\times 19}。
- 亏数，真因數和為649，虧度為4842
- 十进制的奢侈數。

5492
- 合数，正因數有1、2、4、1373、2746和5492。
質因數分解，{\displaystyle 2^{2}\times 1373}。
- 亏数，真因數和為4126，虧度為1366
- 不尋常數，大於平方根的質因數為1373。
- 十进制的奢侈數。

5493
- 合数，正因數有1、3、1831和5493。
質因數分解，{\displaystyle 3\times 1831}。
- 亏数，真因數和為1835，虧度為3658
- 不尋常數，大於平方根的質因數為1831。
- 半素数。
- 无平方数因数的数。
- 十进制的奢侈數。

5494
- 合数，正因數有1、2、41、67、82、134、2747和5494。
質因數分解，{\displaystyle 2\times 41\times 67}。
- 亏数，真因數和為3074，虧度為2420
- 无平方数因数的数。
  - 楔形数。
- 十进制的奢侈數。

5495
- 合数，正因數有1、5、7、35、157、785、1099和5495。
質因數分解，{\displaystyle 5\times 7\times 157}。
- 亏数，真因數和為2089，虧度為3406
- 不尋常數，大於平方根的質因數為157。
- 无平方数因数的数。
  - 楔形数。
- 十进制的奢侈數。

5496
- 合数，正因數有1、2、3、4、6、8、12、24、229、458、687、916、1374、1832、2748和5496。
質因數分解，{\displaystyle 2^{3}\times 3\times 229}。
- 过剩数，真因數和為8304，盈度為2808
- 不尋常數，大於平方根的質因數為229。
- 十进制的奢侈數。

5497
- 合数，正因數有1、23、239和5497。
質因數分解，{\displaystyle 23\times 239}。
- 亏数，真因數和為263，虧度為5234
- 不尋常數，大於平方根的質因數為239。
- 半素数。
- 无平方数因数的数。
- 十进制的奢侈數。

5498
- 合数，正因數有1、2、2749和5498。
質因數分解，{\displaystyle 2\times 2749}。
- 亏数，真因數和為2752，虧度為2746
- 不尋常數，大於平方根的質因數為2749。
- 半素数。
- 无平方数因数的数。
- 十进制的奢侈數。

5499
- 合数，正因數有1、3、9、13、39、47、117、141、423、611、1833和5499。
質因數分解，{\displaystyle 3^{2}\times 13\times 47}。
- 亏数，真因數和為3237，虧度為2262
- 十进制的奢侈數。

5500
- 合数，正因數有1、2、4、5、10、11、20、22、25、44、50、55、100、110、125、220、250、275、500、550、1100、1375、2750和5500。
質因數分解，{\displaystyle 2^{2}\times 5^{3}\times 11}。
- 过剩数，真因數和為7604，盈度為2104
- 十进制的奢侈數。

5501
- 第726個質數。
  - 孪生素数，為（5501、 5503）

5502
- 合数，正因數有1、2、3、6、7、14、21、42、131、262、393、786、917、1834、2751和5502。
質因數分解，{\displaystyle 2\times 3\times 7\times 131}。
- 过剩数，真因數和為7170，盈度為1668
- 不尋常數，大於平方根的質因數為131。
- 无平方数因数的数。
- 十进制的奢侈數。

5503
- 第727個質數。
  - 孪生素数，為（5501、 5503）

5504
- 合数，正因數有1、2、4、8、16、32、43、64、86、128、172、344、688、1376、2752和5504。
質因數分解，{\displaystyle 2^{7}\times 43}。
- 过剩数，真因數和為5716，盈度為212
- 十进制的等數位數。

5505
- 合数，正因數有1、3、5、15、367、1101、1835和5505。
質因數分解，{\displaystyle 3\times 5\times 367}。
- 亏数，真因數和為3327，虧度為2178
- 不尋常數，大於平方根的質因數為367。
- 无平方数因数的数。
  - 楔形数。
- 十进制的奢侈數。

5506
- 合数，正因數有1、2、2753和5506。
質因數分解，{\displaystyle 2\times 2753}。
- 亏数，真因數和為2756，虧度為2750
- 不尋常數，大於平方根的質因數為2753。
- 半素数。
- 无平方数因数的数。
- 十进制的奢侈數。

5507
- 第728個質數。

5508
- 合数，正因數有1、2、3、4、6、9、12、17、18、27、34、36、51、54、68、81、102、108、153、162、204、306、324、459、612、918、1377、1836、2754和5508。
質因數分解，{\displaystyle 2^{2}\times 3^{4}\times 17}。
- 过剩数，真因數和為9738，盈度為4230
- 十进制的奢侈數。

5509
- 合数，正因數有1、7、787和5509。
質因數分解，{\displaystyle 7\times 787}。
- 亏数，真因數和為795，虧度為4714
- 不尋常數，大於平方根的質因數為787。
- 半素数。
- 无平方数因数的数。
- 十进制的等數位數。

5510
- 合数，正因數有1、2、5、10、19、29、38、58、95、145、190、290、551、1102、2755和5510。
質因數分解，{\displaystyle 2\times 5\times 19\times 29}。
- 亏数，真因數和為5290，虧度為220
- 无平方数因数的数。
- 十进制的奢侈數。

5511
- 合数，正因數有1、3、11、33、167、501、1837和5511。
質因數分解，{\displaystyle 3\times 11\times 167}。
- 亏数，真因數和為2553，虧度為2958
- 不尋常數，大於平方根的質因數為167。
- 无平方数因数的数。
  - 楔形数。
- 十进制的奢侈數。

5512
- 合数，正因數有1、2、4、8、13、26、52、53、104、106、212、424、689、1378、2756和5512。
質因數分解，{\displaystyle 2^{3}\times 13\times 53}。
- 过剩数，真因數和為5828，盈度為316
- 十进制的奢侈數。

5513
- 合数，正因數有1、37、149和5513。
質因數分解，{\displaystyle 37\times 149}。
- 亏数，真因數和為187，虧度為5326
- 不尋常數，大於平方根的質因數為149。
- 半素数。
- 无平方数因数的数。
- 十进制的奢侈數。

5514
- 合数，正因數有1、2、3、6、919、1838、2757和5514。
質因數分解，{\displaystyle 2\times 3\times 919}。
- 过剩数，真因數和為5526，盈度為12
  - 半完全数，和為本身的其中一組因數為919、 1838、 2757。
- 不尋常數，大於平方根的質因數為919。
- 佩服數，佩服因數為6。
- 无平方数因数的数。
  - 楔形数。
- 十进制的奢侈數。

5515
- 合数，正因數有1、5、1103和5515。
質因數分解，{\displaystyle 5\times 1103}。
- 亏数，真因數和為1109，虧度為4406
- 不尋常數，大於平方根的質因數為1103。
- 半素数。
- 无平方数因数的数。
- 十进制的奢侈數。

5516
- 合数，正因數有1、2、4、7、14、28、197、394、788、1379、2758和5516。
質因數分解，{\displaystyle 2^{2}\times 7\times 197}。
- 过剩数，真因數和為5572，盈度為56
  - 半完全数，和為本身的其中一組因數為197、 394、 788、 1379、 2758。
- 不尋常數，大於平方根的質因數為197。
- 佩服數，佩服因數為28。
- 十进制的奢侈數。

5517
- 合数，正因數有1、3、9、613、1839和5517。
質因數分解，{\displaystyle 3^{2}\times 613}。
- 亏数，真因數和為2465，虧度為3052
- 不尋常數，大於平方根的質因數為613。
- 十进制的奢侈數。

5518
- 合数，正因數有1、2、31、62、89、178、2759和5518。
質因數分解，{\displaystyle 2\times 31\times 89}。
- 亏数，真因數和為3122，虧度為2396
- 不尋常數，大於平方根的質因數為89。
- 无平方数因数的数。
  - 楔形数。
- 十进制的奢侈數。

5519
- 第729個質數。
  - 孪生素数，為（5519、 5521）

5520
- 合数，正因數有1、2、3、4、5、6、8、10、12、15、16、20、23、24、30、40、46、48、60、69、80、92、115、120、138、184、230、240、276、345、368、460、552、690、920、1104、1380、1840、2760和5520。
質因數分解，{\displaystyle 2^{4}\times 3\times 5\times 23}。
- 过剩数，真因數和為12336，盈度為6816
- 十进制的奢侈數。

5521
- 第730個質數。
  - 孪生素数，為（5519、 5521）

5522
- 合数，正因數有1、2、11、22、251、502、2761和5522。
質因數分解，{\displaystyle 2\times 11\times 251}。
- 亏数，真因數和為3550，虧度為1972
- 不尋常數，大於平方根的質因數為251。
- 无平方数因数的数。
  - 楔形数。
- 十进制的奢侈數。

5523
- 合数，正因數有1、3、7、21、263、789、1841和5523。
質因數分解，{\displaystyle 3\times 7\times 263}。
- 亏数，真因數和為2925，虧度為2598
- 不尋常數，大於平方根的質因數為263。
- 无平方数因数的数。
  - 楔形数。
- 十进制的奢侈數。

5524
- 合数，正因數有1、2、4、1381、2762和5524。
質因數分解，{\displaystyle 2^{2}\times 1381}。
- 亏数，真因數和為4150，虧度為1374
- 不尋常數，大於平方根的質因數為1381。
- 十进制的奢侈數。

5525
- 合数，正因數有1、5、13、17、25、65、85、221、325、425、1105和5525。
質因數分解，{\displaystyle 5^{2}\times 13\times 17}。
- 亏数，真因數和為2287，虧度為3238
- 十进制的奢侈數。

5526
- 合数，正因數有1、2、3、6、9、18、307、614、921、1842、2763和5526。
質因數分解，{\displaystyle 2\times 3^{2}\times 307}。
- 过剩数，真因數和為6486，盈度為960
  - 半完全数，和為本身的其中一組因數為307、 614、 1842、 2763。
- 不尋常數，大於平方根的質因數為307。
- 十进制的奢侈數。

5527
- 第731個質數。

5528
- 合数，正因數有1、2、4、8、691、1382、2764和5528。
質因數分解，{\displaystyle 2^{3}\times 691}。
- 亏数，真因數和為4852，虧度為676
- 不尋常數，大於平方根的質因數為691。
- 十进制的奢侈數。

5529
- 合数，正因數有1、3、19、57、97、291、1843和5529。
質因數分解，{\displaystyle 3\times 19\times 97}。
- 亏数，真因數和為2311，虧度為3218
- 不尋常數，大於平方根的質因數為97。
- 无平方数因数的数。
  - 楔形数。
- 十进制的奢侈數。

5530
- 合数，正因數有1、2、5、7、10、14、35、70、79、158、395、553、790、1106、2765和5530。
質因數分解，{\displaystyle 2\times 5\times 7\times 79}。
- 过剩数，真因數和為5990，盈度為460
- 不尋常數，大於平方根的質因數為79。
- 无平方数因数的数。
- 十进制的奢侈數。

5531
- 第732個質數。

5532
- 合数，正因數有1、2、3、4、6、12、461、922、1383、1844、2766和5532。
質因數分解，{\displaystyle 2^{2}\times 3\times 461}。
- 过剩数，真因數和為7404，盈度為1872
  - 半完全数，和為本身的其中一組因數為461、 922、 1383、 2766。
- 不尋常數，大於平方根的質因數為461。
- 十进制的奢侈數。

5533
- 合数，正因數有1、11、503和5533。
質因數分解，{\displaystyle 11\times 503}。
- 亏数，真因數和為515，虧度為5018
- 不尋常數，大於平方根的質因數為503。
- 半素数。
- 无平方数因数的数。
- 十进制的奢侈數。

5534
- 合数，正因數有1、2、2767和5534。
質因數分解，{\displaystyle 2\times 2767}。
- 亏数，真因數和為2770，虧度為2764
- 不尋常數，大於平方根的質因數為2767。
- 半素数。
- 无平方数因数的数。
- 十进制的奢侈數。

5535
- 合数，正因數有1、3、5、9、15、27、41、45、123、135、205、369、615、1107、1845和5535。
質因數分解，{\displaystyle 3^{3}\times 5\times 41}。
- 亏数，真因數和為4545，虧度為990
- 十进制的奢侈數。

5536
- 合数，正因數有1、2、4、8、16、32、173、346、692、1384、2768和5536。
質因數分解，{\displaystyle 2^{5}\times 173}。
- 亏数，真因數和為5426，虧度為110
- 不尋常數，大於平方根的質因數為173。
- 十进制的奢侈數。

5537
- 合数，正因數有1、7、49、113、791和5537。
質因數分解，{\displaystyle 7^{2}\times 113}。
- 亏数，真因數和為961，虧度為4576
- 不尋常數，大於平方根的質因數為113。
- 十进制的奢侈數。

5538
- 合数，正因數有1、2、3、6、13、26、39、71、78、142、213、426、923、1846、2769和5538。
質因數分解，{\displaystyle 2\times 3\times 13\times 71}。
- 过剩数，真因數和為6558，盈度為1020
- 无平方数因数的数。
- 十进制的奢侈數。

5539
- 合数，正因數有1、29、191和5539。
質因數分解，{\displaystyle 29\times 191}。
- 亏数，真因數和為221，虧度為5318
- 不尋常數，大於平方根的質因數為191。
- 半素数。
- 无平方数因数的数。
- 十进制的奢侈數。

5540
- 合数，正因數有1、2、4、5、10、20、277、554、1108、1385、2770和5540。
質因數分解，{\displaystyle 2^{2}\times 5\times 277}。
- 过剩数，真因數和為6136，盈度為596
  - 半完全数，和為本身的其中一組因數為277、 1108、 1385、 2770。
- 不尋常數，大於平方根的質因數為277。
- 十进制的奢侈數。

5541
- 合数，正因數有1、3、1847和5541。
質因數分解，{\displaystyle 3\times 1847}。
- 亏数，真因數和為1851，虧度為3690
- 不尋常數，大於平方根的質因數為1847。
- 半素数。
- 无平方数因数的数。
- 十进制的奢侈數。

5542
- 合数，正因數有1、2、17、34、163、326、2771和5542。
質因數分解，{\displaystyle 2\times 17\times 163}。
- 亏数，真因數和為3314，虧度為2228
- 不尋常數，大於平方根的質因數為163。
- 无平方数因数的数。
  - 楔形数。
- 十进制的奢侈數。

5543
- 合数，正因數有1、23、241和5543。
質因數分解，{\displaystyle 23\times 241}。
- 亏数，真因數和為265，虧度為5278
- 不尋常數，大於平方根的質因數為241。
- 半素数。
- 无平方数因数的数。
- 十进制的奢侈數。

5544
- 合数，正因數有1、2、3、4、6、7、8、9、11、12、14、18、21、22、24、28、33、36、42、44、56、63、66、72、77、84、88、99、126、132、154、168、198、231、252、264、308、396、462、504、616、693、792、924、1386、1848、2772和5544。
質因數分解，{\displaystyle 2^{3}\times 3^{2}\times 7\times 11}。
- 过剩数，真因數和為13176，盈度為7632
- 十进制的奢侈數。

5545
- 合数，正因數有1、5、1109和5545。
質因數分解，{\displaystyle 5\times 1109}。
- 亏数，真因數和為1115，虧度為4430
- 不尋常數，大於平方根的質因數為1109。
- 半素数。
- 无平方数因数的数。
- 十进制的奢侈數。

5546
- 合数，正因數有1、2、47、59、94、118、2773和5546。
質因數分解，{\displaystyle 2\times 47\times 59}。
- 亏数，真因數和為3094，虧度為2452
- 无平方数因数的数。
  - 楔形数。
- 十进制的奢侈數。

5547
- 合数，正因數有1、3、43、129、1849和5547。
質因數分解，{\displaystyle 3\times 43^{2}}。
- 亏数，真因數和為2025，虧度為3522
- 十进制的等數位數。

5548
- 合数，正因數有1、2、4、19、38、73、76、146、292、1387、2774和5548。
質因數分解，{\displaystyle 2^{2}\times 19\times 73}。
- 亏数，真因數和為4812，虧度為736
- 十进制的奢侈數。

5549
- 合数，正因數有1、31、179和5549。
質因數分解，{\displaystyle 31\times 179}。
- 亏数，真因數和為211，虧度為5338
- 不尋常數，大於平方根的質因數為179。
- 半素数。
- 无平方数因数的数。
- 十进制的奢侈數。

5550
- 合数，正因數有1、2、3、5、6、10、15、25、30、37、50、74、75、111、150、185、222、370、555、925、1110、1850、2775和5550。
質因數分解，{\displaystyle 2\times 3\times 5^{2}\times 37}。
- 过剩数，真因數和為8586，盈度為3036
- 普洛尼克数，為74與75的乘積。
- 十进制的奢侈數。

5551
- 合数，正因數有1、7、13、61、91、427、793和5551。
質因數分解，{\displaystyle 7\times 13\times 61}。
- 亏数，真因數和為1393，虧度為4158
- 无平方数因数的数。
  - 楔形数。
- 十进制的奢侈數。

5552
- 合数，正因數有1、2、4、8、16、347、694、1388、2776和5552。
質因數分解，{\displaystyle 2^{4}\times 347}。
- 亏数，真因數和為5236，虧度為316
- 不尋常數，大於平方根的質因數為347。
- 十进制的奢侈數。

5553
- 合数，正因數有1、3、9、617、1851和5553。
質因數分解，{\displaystyle 3^{2}\times 617}。
- 亏数，真因數和為2481，虧度為3072
- 不尋常數，大於平方根的質因數為617。
- 十进制的奢侈數。

5554
- 合数，正因數有1、2、2777和5554。
質因數分解，{\displaystyle 2\times 2777}。
- 亏数，真因數和為2780，虧度為2774
- 不尋常數，大於平方根的質因數為2777。
- 半素数。
- 无平方数因数的数。
- 十进制的奢侈數。

5555
- 合数，正因數有1、5、11、55、101、505、1111和5555。
質因數分解，{\displaystyle 5\times 11\times 101}。
- 亏数，真因數和為1789，虧度為3766
- 不尋常數，大於平方根的質因數為101。
- 无平方数因数的数。
  - 楔形数。
- 十进制的奢侈數。

5556
- 合数，正因數有1、2、3、4、6、12、463、926、1389、1852、2778和5556。
質因數分解，{\displaystyle 2^{2}\times 3\times 463}。
- 过剩数，真因數和為7436，盈度為1880
  - 半完全数，和為本身的其中一組因數為463、 926、 1389、 2778。
- 不尋常數，大於平方根的質因數為463。
- 十进制的奢侈數。

5557
- 第733個質數。

5558
- 合数，正因數有1、2、7、14、397、794、2779和5558。
質因數分解，{\displaystyle 2\times 7\times 397}。
- 亏数，真因數和為3994，虧度為1564
- 不尋常數，大於平方根的質因數為397。
- 无平方数因数的数。
  - 楔形数。
- 十进制的奢侈數。

5559
- 合数，正因數有1、3、17、51、109、327、1853和5559。
質因數分解，{\displaystyle 3\times 17\times 109}。
- 亏数，真因數和為2361，虧度為3198
- 不尋常數，大於平方根的質因數為109。
- 无平方数因数的数。
  - 楔形数。
- 十进制的奢侈數。

5560
- 合数，正因數有1、2、4、5、8、10、20、40、139、278、556、695、1112、1390、2780和5560。
質因數分解，{\displaystyle 2^{3}\times 5\times 139}。
- 过剩数，真因數和為7040，盈度為1480
- 不尋常數，大於平方根的質因數為139。
- 十进制的奢侈數。

5561
- 合数，正因數有1、67、83和5561。
質因數分解，{\displaystyle 67\times 83}。
- 亏数，真因數和為151，虧度為5410
- 不尋常數，大於平方根的質因數為83。
- 半素数。
- 无平方数因数的数。
- 十进制的等數位數。

5562
- 合数，正因數有1、2、3、6、9、18、27、54、103、206、309、618、927、1854、2781和5562。
質因數分解，{\displaystyle 2\times 3^{3}\times 103}。
- 过剩数，真因數和為6918，盈度為1356
- 不尋常數，大於平方根的質因數為103。
- 十进制的奢侈數。

5563
- 第734個質數。

5564
- 合数，正因數有1、2、4、13、26、52、107、214、428、1391、2782和5564。
質因數分解，{\displaystyle 2^{2}\times 13\times 107}。
- 亏数，真因數和為5020，虧度為544
- 不尋常數，大於平方根的質因數為107。
- 十进制的奢侈數。

5565
- 合数，正因數有1、3、5、7、15、21、35、53、105、159、265、371、795、1113、1855和5565。
質因數分解，{\displaystyle 3\times 5\times 7\times 53}。
- 亏数，真因數和為4803，虧度為762
- 无平方数因数的数。
- 十进制的奢侈數。

5566
- 合数，正因數有1、2、11、22、23、46、121、242、253、506、2783和5566。
質因數分解，{\displaystyle 2\times 11^{2}\times 23}。
- 亏数，真因數和為4010，虧度為1556
- 十进制的奢侈數。

5567
- 合数，正因數有1、19、293和5567。
質因數分解，{\displaystyle 19\times 293}。
- 亏数，真因數和為313，虧度為5254
- 不尋常數，大於平方根的質因數為293。
- 半素数。
- 无平方数因数的数。
- 十进制的奢侈數。

5568
- 合数，正因數有1、2、3、4、6、8、12、16、24、29、32、48、58、64、87、96、116、174、192、232、348、464、696、928、1392、1856、2784和5568。
質因數分解，{\displaystyle 2^{6}\times 3\times 29}。
- 过剩数，真因數和為9672，盈度為4104
- 十进制的奢侈數。

5569
- 第735個質數。

5570
- 合数，正因數有1、2、5、10、557、1114、2785和5570。
質因數分解，{\displaystyle 2\times 5\times 557}。
- 亏数，真因數和為4474，虧度為1096
- 不尋常數，大於平方根的質因數為557。
- 无平方数因数的数。
  - 楔形数。
- 十进制的奢侈數。

5571
- 合数，正因數有1、3、9、619、1857和5571。
質因數分解，{\displaystyle 3^{2}\times 619}。
- 亏数，真因數和為2489，虧度為3082
- 不尋常數，大於平方根的質因數為619。
- 十进制的奢侈數。

5572
- 合数，正因數有1、2、4、7、14、28、199、398、796、1393、2786和5572。
質因數分解，{\displaystyle 2^{2}\times 7\times 199}。
- 过剩数，真因數和為5628，盈度為56
  - 半完全数，和為本身的其中一組因數為199、 398、 796、 1393、 2786。
- 不尋常數，大於平方根的質因數為199。
- 佩服數，佩服因數為28。
- 十进制的奢侈數。

5573
- 第736個質數。

5574
- 合数，正因數有1、2、3、6、929、1858、2787和5574。
質因數分解，{\displaystyle 2\times 3\times 929}。
- 过剩数，真因數和為5586，盈度為12
  - 半完全数，和為本身的其中一組因數為929、 1858、 2787。
- 不尋常數，大於平方根的質因數為929。
- 佩服數，佩服因數為6。
- 无平方数因数的数。
  - 楔形数。
- 十进制的奢侈數。

5575
- 合数，正因數有1、5、25、223、1115和5575。
質因數分解，{\displaystyle 5^{2}\times 223}。
- 亏数，真因數和為1369，虧度為4206
- 不尋常數，大於平方根的質因數為223。
- 十进制的奢侈數。

5576
- 合数，正因數有1、2、4、8、17、34、41、68、82、136、164、328、697、1394、2788和5576。
質因數分解，{\displaystyle 2^{3}\times 17\times 41}。
- 过剩数，真因數和為5764，盈度為188
- 十进制的奢侈數。

5577
- 合数，正因數有1、3、11、13、33、39、143、169、429、507、1859和5577。
質因數分解，{\displaystyle 3\times 11\times 13^{2}}。
- 亏数，真因數和為3207，虧度為2370
- 十进制的奢侈數。

5578
- 合数，正因數有1、2、2789和5578。
質因數分解，{\displaystyle 2\times 2789}。
- 亏数，真因數和為2792，虧度為2786
- 不尋常數，大於平方根的質因數為2789。
- 半素数。
- 无平方数因数的数。
- 十进制的奢侈數。

5579
- 合数，正因數有1、7、797和5579。
質因數分解，{\displaystyle 7\times 797}。
- 亏数，真因數和為805，虧度為4774
- 不尋常數，大於平方根的質因數為797。
- 半素数。
- 无平方数因数的数。
- 十进制的等數位數。

5580
- 合数，正因數有1、2、3、4、5、6、9、10、12、15、18、20、30、31、36、45、60、62、90、93、124、155、180、186、279、310、372、465、558、620、930、1116、1395、1860、2790和5580。
質因數分解，{\displaystyle 2^{2}\times 3^{2}\times 5\times 31}。
- 过剩数，真因數和為11892，盈度為6312
- 十进制的奢侈數。

5581
- 第737個質數。

5582
- 合数，正因數有1、2、2791和5582。
質因數分解，{\displaystyle 2\times 2791}。
- 亏数，真因數和為2794，虧度為2788
- 不尋常數，大於平方根的質因數為2791。
- 半素数。
- 无平方数因数的数。
- 十进制的奢侈數。

5583
- 合数，正因數有1、3、1861和5583。
質因數分解，{\displaystyle 3\times 1861}。
- 亏数，真因數和為1865，虧度為3718
- 不尋常數，大於平方根的質因數為1861。
- 半素数。
- 无平方数因数的数。
- 十进制的奢侈數。

5584
- 合数，正因數有1、2、4、8、16、349、698、1396、2792和5584。
質因數分解，{\displaystyle 2^{4}\times 349}。
- 亏数，真因數和為5266，虧度為318
- 不尋常數，大於平方根的質因數為349。
- 十进制的奢侈數。

5585
- 合数，正因數有1、5、1117和5585。
質因數分解，{\displaystyle 5\times 1117}。
- 亏数，真因數和為1123，虧度為4462
- 不尋常數，大於平方根的質因數為1117。
- 半素数。
- 无平方数因数的数。
- 十进制的奢侈數。

5586
- 合数，正因數有1、2、3、6、7、14、19、21、38、42、49、57、98、114、133、147、266、294、399、798、931、1862、2793和5586。
質因數分解，{\displaystyle 2\times 3\times 7^{2}\times 19}。
- 过剩数，真因數和為8094，盈度為2508
- 十进制的奢侈數。

5587
- 合数，正因數有1、37、151和5587。
質因數分解，{\displaystyle 37\times 151}。
- 亏数，真因數和為189，虧度為5398
- 不尋常數，大於平方根的質因數為151。
- 半素数。
- 无平方数因数的数。
- 十进制的奢侈數。

5588
- 合数，正因數有1、2、4、11、22、44、127、254、508、1397、2794和5588。
質因數分解，{\displaystyle 2^{2}\times 11\times 127}。
- 亏数，真因數和為5164，虧度為424
- 不尋常數，大於平方根的質因數為127。
- 十进制的奢侈數。

5589
- 合数，正因數有1、3、9、23、27、69、81、207、243、621、1863和5589。
質因數分解，{\displaystyle 3^{5}\times 23}。
- 亏数，真因數和為3147，虧度為2442
- 十进制的等數位數。

5590
- 合数，正因數有1、2、5、10、13、26、43、65、86、130、215、430、559、1118、2795和5590。
質因數分解，{\displaystyle 2\times 5\times 13\times 43}。
- 亏数，真因數和為5498，虧度為92
- 无平方数因数的数。
- 十进制的奢侈數。

5591
- 第738個質數。

5592
- 合数，正因數有1、2、3、4、6、8、12、24、233、466、699、932、1398、1864、2796和5592。
質因數分解，{\displaystyle 2^{3}\times 3\times 233}。
- 过剩数，真因數和為8448，盈度為2856
- 不尋常數，大於平方根的質因數為233。
- 十进制的奢侈數。

5593
- 合数，正因數有1、7、17、47、119、329、799和5593。
質因數分解，{\displaystyle 7\times 17\times 47}。
- 亏数，真因數和為1319，虧度為4274
- 无平方数因数的数。
  - 楔形数。
- 十进制的奢侈數。

5594
- 合数，正因數有1、2、2797和5594。
質因數分解，{\displaystyle 2\times 2797}。
- 亏数，真因數和為2800，虧度為2794
- 不尋常數，大於平方根的質因數為2797。
- 半素数。
- 无平方数因数的数。
- 十进制的奢侈數。

5595
- 合数，正因數有1、3、5、15、373、1119、1865和5595。
質因數分解，{\displaystyle 3\times 5\times 373}。
- 亏数，真因數和為3381，虧度為2214
- 不尋常數，大於平方根的質因數為373。
- 无平方数因数的数。
  - 楔形数。
- 十进制的奢侈數。

5596
- 合数，正因數有1、2、4、1399、2798和5596。
質因數分解，{\displaystyle 2^{2}\times 1399}。
- 亏数，真因數和為4204，虧度為1392
- 不尋常數，大於平方根的質因數為1399。
- 十进制的奢侈數。

5597
- 合数，正因數有1、29、193和5597。
質因數分解，{\displaystyle 29\times 193}。
- 亏数，真因數和為223，虧度為5374
- 不尋常數，大於平方根的質因數為193。
- 半素数。
- 无平方数因数的数。
- 十进制的奢侈數。

5598
- 合数，正因數有1、2、3、6、9、18、311、622、933、1866、2799和5598。
質因數分解，{\displaystyle 2\times 3^{2}\times 311}。
- 过剩数，真因數和為6570，盈度為972
  - 半完全数，和為本身的其中一組因數為311、 622、 1866、 2799。
- 不尋常數，大於平方根的質因數為311。
- 十进制的奢侈數。

5599
- 合数，正因數有1、11、509和5599。
質因數分解，{\displaystyle 11\times 509}。
- 亏数，真因數和為521，虧度為5078
- 不尋常數，大於平方根的質因數為509。
- 半素数。
- 无平方数因数的数。
- 十进制的奢侈數。

5600
- 合数，正因數有1、2、4、5、7、8、10、14、16、20、25、28、32、35、40、50、56、70、80、100、112、140、160、175、200、224、280、350、400、560、700、800、1120、1400、2800和5600。
質因數分解，{\displaystyle 2^{5}\times 5^{2}\times 7}。
- 过剩数，真因數和為10024，盈度為4424
- 十进制的奢侈數。

5601
- 合数，正因數有1、3、1867和5601。
質因數分解，{\displaystyle 3\times 1867}。
- 亏数，真因數和為1871，虧度為3730
- 不尋常數，大於平方根的質因數為1867。
- 半素数。
- 无平方数因数的数。
- 十进制的奢侈數。

5602
- 合数，正因數有1、2、2801和5602。
質因數分解，{\displaystyle 2\times 2801}。
- 亏数，真因數和為2804，虧度為2798
- 不尋常數，大於平方根的質因數為2801。
- 半素数。
- 无平方数因数的数。
- 十进制的奢侈數。

5603
- 合数，正因數有1、13、431和5603。
質因數分解，{\displaystyle 13\times 431}。
- 亏数，真因數和為445，虧度為5158
- 不尋常數，大於平方根的質因數為431。
- 半素数。
- 无平方数因数的数。
- 十进制的奢侈數。

5604
- 合数，正因數有1、2、3、4、6、12、467、934、1401、1868、2802和5604。
質因數分解，{\displaystyle 2^{2}\times 3\times 467}。
- 过剩数，真因數和為7500，盈度為1896
  - 半完全数，和為本身的其中一組因數為467、 934、 1401、 2802。
- 不尋常數，大於平方根的質因數為467。
- 十进制的奢侈數。

5605
- 合数，正因數有1、5、19、59、95、295、1121和5605。
質因數分解，{\displaystyle 5\times 19\times 59}。
- 亏数，真因數和為1595，虧度為4010
- 无平方数因数的数。
  - 楔形数。
- 十进制的奢侈數。

5606
- 合数，正因數有1、2、2803和5606。
質因數分解，{\displaystyle 2\times 2803}。
- 亏数，真因數和為2806，虧度為2800
- 不尋常數，大於平方根的質因數為2803。
- 半素数。
- 无平方数因数的数。
- 十进制的奢侈數。

5607
- 合数，正因數有1、3、7、9、21、63、89、267、623、801、1869和5607。
質因數分解，{\displaystyle 3^{2}\times 7\times 89}。
- 亏数，真因數和為3753，虧度為1854
- 不尋常數，大於平方根的質因數為89。
- 十进制的奢侈數。

5608
- 合数，正因數有1、2、4、8、701、1402、2804和5608。
質因數分解，{\displaystyle 2^{3}\times 701}。
- 亏数，真因數和為4922，虧度為686
- 不尋常數，大於平方根的質因數為701。
- 十进制的奢侈數。

5609
- 合数，正因數有1、71、79和5609。
質因數分解，{\displaystyle 71\times 79}。
- 亏数，真因數和為151，虧度為5458
- 不尋常數，大於平方根的質因數為79。
- 半素数。
- 无平方数因数的数。
- 十进制的等數位數。

5610
- 合数，正因數有1、2、3、5、6、10、11、15、17、22、30、33、34、51、55、66、85、102、110、165、170、187、255、330、374、510、561、935、1122、1870、2805和5610。
質因數分解，{\displaystyle 2\times 3\times 5\times 11\times 17}。
- 过剩数，真因數和為9942，盈度為4332
- 无平方数因数的数。
- 十进制的奢侈數。

5611
- 合数，正因數有1、31、181和5611。
質因數分解，{\displaystyle 31\times 181}。
- 亏数，真因數和為213，虧度為5398
- 不尋常數，大於平方根的質因數為181。
- 半素数。
- 无平方数因数的数。
- 十进制的奢侈數。

5612
- 合数，正因數有1、2、4、23、46、61、92、122、244、1403、2806和5612。
質因數分解，{\displaystyle 2^{2}\times 23\times 61}。
- 亏数，真因數和為4804，虧度為808
- 十进制的奢侈數。

5613
- 合数，正因數有1、3、1871和5613。
質因數分解，{\displaystyle 3\times 1871}。
- 亏数，真因數和為1875，虧度為3738
- 不尋常數，大於平方根的質因數為1871。
- 半素数。
- 无平方数因数的数。
- 十进制的奢侈數。

5614
- 合数，正因數有1、2、7、14、401、802、2807和5614。
質因數分解，{\displaystyle 2\times 7\times 401}。
- 亏数，真因數和為4034，虧度為1580
- 不尋常數，大於平方根的質因數為401。
- 无平方数因数的数。
  - 楔形数。
- 十进制的奢侈數。

5615
- 合数，正因數有1、5、1123和5615。
質因數分解，{\displaystyle 5\times 1123}。
- 亏数，真因數和為1129，虧度為4486
- 不尋常數，大於平方根的質因數為1123。
- 半素数。
- 无平方数因数的数。
- 十进制的奢侈數。

5616
- 合数，正因數有1、2、3、4、6、8、9、12、13、16、18、24、26、27、36、39、48、52、54、72、78、104、108、117、144、156、208、216、234、312、351、432、468、624、702、936、1404、1872、2808和5616。
質因數分解，{\displaystyle 2^{4}\times 3^{3}\times 13}。
- 过剩数，真因數和為11744，盈度為6128
- 十进制的奢侈數。

5617
- 合数，正因數有1、41、137和5617。
質因數分解，{\displaystyle 41\times 137}。
- 亏数，真因數和為179，虧度為5438
- 不尋常數，大於平方根的質因數為137。
- 半素数。
- 无平方数因数的数。
- 十进制的奢侈數。

5618
- 合数，正因數有1、2、53、106、2809和5618。
質因數分解，{\displaystyle 2\times 53^{2}}。
- 亏数，真因數和為2971，虧度為2647
- 十进制的等數位數。

5619
- 合数，正因數有1、3、1873和5619。
質因數分解，{\displaystyle 3\times 1873}。
- 亏数，真因數和為1877，虧度為3742
- 不尋常數，大於平方根的質因數為1873。
- 半素数。
- 无平方数因数的数。
- 十进制的奢侈數。

5620
- 合数，正因數有1、2、4、5、10、20、281、562、1124、1405、2810和5620。
質因數分解，{\displaystyle 2^{2}\times 5\times 281}。
- 过剩数，真因數和為6224，盈度為604
  - 半完全数，和為本身的其中一組因數為281、 1124、 1405、 2810。
- 不尋常數，大於平方根的質因數為281。
- 十进制的奢侈數。

5621
- 合数，正因數有1、7、11、73、77、511、803和5621。
質因數分解，{\displaystyle 7\times 11\times 73}。
- 亏数，真因數和為1483，虧度為4138
- 无平方数因数的数。
  - 楔形数。
- 十进制的奢侈數。

5622
- 合数，正因數有1、2、3、6、937、1874、2811和5622。
質因數分解，{\displaystyle 2\times 3\times 937}。
- 过剩数，真因數和為5634，盈度為12
  - 半完全数，和為本身的其中一組因數為937、 1874、 2811。
- 不尋常數，大於平方根的質因數為937。
- 佩服數，佩服因數為6。
- 无平方数因数的数。
  - 楔形数。
- 十进制的奢侈數。

5623
- 第739個質數。

5624
- 合数，正因數有1、2、4、8、19、37、38、74、76、148、152、296、703、1406、2812和5624。
質因數分解，{\displaystyle 2^{3}\times 19\times 37}。
- 过剩数，真因數和為5776，盈度為152
- 佩服數，佩服因數為76。
- 十进制的奢侈數。

5625
- 合数，正因數有1、3、5、9、15、25、45、75、125、225、375、625、1125、1875和5625。
質因數分解，{\displaystyle 3^{2}\times 5^{4}}。
- 亏数，真因數和為4528，虧度為1097
- 平方数，為75的平方。
- 十进制的等數位數。

5626
- 合数，正因數有1、2、29、58、97、194、2813和5626。
質因數分解，{\displaystyle 2\times 29\times 97}。
- 亏数，真因數和為3194，虧度為2432
- 不尋常數，大於平方根的質因數為97。
- 无平方数因数的数。
  - 楔形数。
- 十进制的奢侈數。

5627
- 合数，正因數有1、17、331和5627。
質因數分解，{\displaystyle 17\times 331}。
- 亏数，真因數和為349，虧度為5278
- 不尋常數，大於平方根的質因數為331。
- 半素数。
- 无平方数因数的数。
- 十进制的奢侈數。

5628
- 合数，正因數有1、2、3、4、6、7、12、14、21、28、42、67、84、134、201、268、402、469、804、938、1407、1876、2814和5628。
質因數分解，{\displaystyle 2^{2}\times 3\times 7\times 67}。
- 过剩数，真因數和為9604，盈度為3976
- 十进制的奢侈數。

5629
- 合数，正因數有1、13、433和5629。
質因數分解，{\displaystyle 13\times 433}。
- 亏数，真因數和為447，虧度為5182
- 不尋常數，大於平方根的質因數為433。
- 半素数。
- 无平方数因数的数。
- 十进制的奢侈數。

5630
- 合数，正因數有1、2、5、10、563、1126、2815和5630。
質因數分解，{\displaystyle 2\times 5\times 563}。
- 亏数，真因數和為4522，虧度為1108
- 不尋常數，大於平方根的質因數為563。
- 无平方数因数的数。
  - 楔形数。
- 十进制的奢侈數。

5631
- 合数，正因數有1、3、1877和5631。
質因數分解，{\displaystyle 3\times 1877}。
- 亏数，真因數和為1881，虧度為3750
- 不尋常數，大於平方根的質因數為1877。
- 半素数。
- 无平方数因数的数。
- 十进制的奢侈數。

5632
- 合数，正因數有1、2、4、8、11、16、22、32、44、64、88、128、176、256、352、512、704、1408、2816和5632。
質因數分解，{\displaystyle 2^{9}\times 11}。
- 过剩数，真因數和為6644，盈度為1012
- 十进制的等數位數。

5633
- 合数，正因數有1、43、131和5633。
質因數分解，{\displaystyle 43\times 131}。
- 亏数，真因數和為175，虧度為5458
- 不尋常數，大於平方根的質因數為131。
- 半素数。
- 无平方数因数的数。
- 十进制的奢侈數。

5634
- 合数，正因數有1、2、3、6、9、18、313、626、939、1878、2817和5634。
質因數分解，{\displaystyle 2\times 3^{2}\times 313}。
- 过剩数，真因數和為6612，盈度為978
  - 半完全数，和為本身的其中一組因數為313、 626、 1878、 2817。
- 不尋常數，大於平方根的質因數為313。
- 十进制的奢侈數。

5635
- 合数，正因數有1、5、7、23、35、49、115、161、245、805、1127和5635。
質因數分解，{\displaystyle 5\times 7^{2}\times 23}。
- 亏数，真因數和為2573，虧度為3062
- 十进制的奢侈數。

5636
- 合数，正因數有1、2、4、1409、2818和5636。
質因數分解，{\displaystyle 2^{2}\times 1409}。
- 亏数，真因數和為4234，虧度為1402
- 不尋常數，大於平方根的質因數為1409。
- 十进制的奢侈數。

5637
- 合数，正因數有1、3、1879和5637。
質因數分解，{\displaystyle 3\times 1879}。
- 亏数，真因數和為1883，虧度為3754
- 不尋常數，大於平方根的質因數為1879。
- 半素数。
- 无平方数因数的数。
- 十进制的奢侈數。

5638
- 合数，正因數有1、2、2819和5638。
質因數分解，{\displaystyle 2\times 2819}。
- 亏数，真因數和為2822，虧度為2816
- 不尋常數，大於平方根的質因數為2819。
- 半素数。
- 无平方数因数的数。
- 十进制的奢侈數。

5639
- 第740個質數。
  - 孪生素数，為（5639、 5641）

5640
- 合数，正因數有1、2、3、4、5、6、8、10、12、15、20、24、30、40、47、60、94、120、141、188、235、282、376、470、564、705、940、1128、1410、1880、2820和5640。
質因數分解，{\displaystyle 2^{3}\times 3\times 5\times 47}。
- 过剩数，真因數和為11640，盈度為6000
- 十进制的奢侈數。

5641
- 第741個質數。
  - 孪生素数，為（5639、 5641）

5642
- 合数，正因數有1、2、7、13、14、26、31、62、91、182、217、403、434、806、2821和5642。
質因數分解，{\displaystyle 2\times 7\times 13\times 31}。
- 亏数，真因數和為5110，虧度為532
- 无平方数因数的数。
- 十进制的奢侈數。

5643
- 合数，正因數有1、3、9、11、19、27、33、57、99、171、209、297、513、627、1881和5643。
質因數分解，{\displaystyle 3^{3}\times 11\times 19}。
- 亏数，真因數和為3957，虧度為1686
- 十进制的奢侈數。

5644
- 合数，正因數有1、2、4、17、34、68、83、166、332、1411、2822和5644。
質因數分解，{\displaystyle 2^{2}\times 17\times 83}。
- 亏数，真因數和為4940，虧度為704
- 不尋常數，大於平方根的質因數為83。
- 十进制的奢侈數。

5645
- 合数，正因數有1、5、1129和5645。
質因數分解，{\displaystyle 5\times 1129}。
- 亏数，真因數和為1135，虧度為4510
- 不尋常數，大於平方根的質因數為1129。
- 半素数。
- 无平方数因数的数。
- 十进制的奢侈數。

5646
- 合数，正因數有1、2、3、6、941、1882、2823和5646。
質因數分解，{\displaystyle 2\times 3\times 941}。
- 过剩数，真因數和為5658，盈度為12
  - 半完全数，和為本身的其中一組因數為941、 1882、 2823。
- 不尋常數，大於平方根的質因數為941。
- 佩服數，佩服因數為6。
- 无平方数因数的数。
  - 楔形数。
- 十进制的奢侈數。

5647
- 第742個質數。

5648
- 合数，正因數有1、2、4、8、16、353、706、1412、2824和5648。
質因數分解，{\displaystyle 2^{4}\times 353}。
- 亏数，真因數和為5326，虧度為322
- 不尋常數，大於平方根的質因數為353。
- 十进制的奢侈數。

5649
- 合数，正因數有1、3、7、21、269、807、1883和5649。
質因數分解，{\displaystyle 3\times 7\times 269}。
- 亏数，真因數和為2991，虧度為2658
- 不尋常數，大於平方根的質因數為269。
- 无平方数因数的数。
  - 楔形数。
- 十进制的奢侈數。

5650
- 合数，正因數有1、2、5、10、25、50、113、226、565、1130、2825和5650。
質因數分解，{\displaystyle 2\times 5^{2}\times 113}。
- 亏数，真因數和為4952，虧度為698
- 不尋常數，大於平方根的質因數為113。
- 十进制的奢侈數。

5651
- 第743個質數。
  - 孪生素数，為（5651、 5653）

5652
- 合数，正因數有1、2、3、4、6、9、12、18、36、157、314、471、628、942、1413、1884、2826和5652。
質因數分解，{\displaystyle 2^{2}\times 3^{2}\times 157}。
- 过剩数，真因數和為8726，盈度為3074
- 不尋常數，大於平方根的質因數為157。
- 十进制的奢侈數。

5653
- 第744個質數。
  - 孪生素数，為（5651、 5653）

5654
- 合数，正因數有1、2、11、22、257、514、2827和5654。
質因數分解，{\displaystyle 2\times 11\times 257}。
- 亏数，真因數和為3634，虧度為2020
- 不尋常數，大於平方根的質因數為257。
- 无平方数因数的数。
  - 楔形数。
- 十进制的奢侈數。

5655
- 合数，正因數有1、3、5、13、15、29、39、65、87、145、195、377、435、1131、1885和5655。
質因數分解，{\displaystyle 3\times 5\times 13\times 29}。
- 亏数，真因數和為4425，虧度為1230
- 无平方数因数的数。
- 十进制的奢侈數。

5656
- 合数，正因數有1、2、4、7、8、14、28、56、101、202、404、707、808、1414、2828和5656。
質因數分解，{\displaystyle 2^{3}\times 7\times 101}。
- 过剩数，真因數和為6584，盈度為928
- 不尋常數，大於平方根的質因數為101。
- 十进制的奢侈數。

5657
- 第745個質數。
  - 孪生素数，為（5657、 5659）

5658
- 合数，正因數有1、2、3、6、23、41、46、69、82、123、138、246、943、1886、2829和5658。
質因數分解，{\displaystyle 2\times 3\times 23\times 41}。
- 过剩数，真因數和為6438，盈度為780
- 无平方数因数的数。
- 十进制的奢侈數。

5659
- 第746個質數。
  - 孪生素数，為（5657、 5659）

5660
- 合数，正因數有1、2、4、5、10、20、283、566、1132、1415、2830和5660。
質因數分解，{\displaystyle 2^{2}\times 5\times 283}。
- 过剩数，真因數和為6268，盈度為608
  - 半完全数，和為本身的其中一組因數為283、 1132、 1415、 2830。
- 不尋常數，大於平方根的質因數為283。
- 十进制的奢侈數。

5661
- 合数，正因數有1、3、9、17、37、51、111、153、333、629、1887和5661。
質因數分解，{\displaystyle 3^{2}\times 17\times 37}。
- 亏数，真因數和為3231，虧度為2430
- 十进制的奢侈數。

5662
- 合数，正因數有1、2、19、38、149、298、2831和5662。
質因數分解，{\displaystyle 2\times 19\times 149}。
- 亏数，真因數和為3338，虧度為2324
- 不尋常數，大於平方根的質因數為149。
- 无平方数因数的数。
  - 楔形数。
- 十进制的奢侈數。

5663
- 合数，正因數有1、7、809和5663。
質因數分解，{\displaystyle 7\times 809}。
- 亏数，真因數和為817，虧度為4846
- 不尋常數，大於平方根的質因數為809。
- 半素数。
- 无平方数因数的数。
- 十进制的等數位數。

5664
- 合数，正因數有1、2、3、4、6、8、12、16、24、32、48、59、96、118、177、236、354、472、708、944、1416、1888、2832和5664。
質因數分解，{\displaystyle 2^{5}\times 3\times 59}。
- 过剩数，真因數和為9456，盈度為3792
- 十进制的奢侈數。

5665
- 合数，正因數有1、5、11、55、103、515、1133和5665。
質因數分解，{\displaystyle 5\times 11\times 103}。
- 亏数，真因數和為1823，虧度為3842
- 不尋常數，大於平方根的質因數為103。
- 无平方数因数的数。
  - 楔形数。
- 十进制的奢侈數。

5666
- 合数，正因數有1、2、2833和5666。
質因數分解，{\displaystyle 2\times 2833}。
- 亏数，真因數和為2836，虧度為2830
- 不尋常數，大於平方根的質因數為2833。
- 半素数。
- 无平方数因数的数。
- 十进制的奢侈數。

5667
- 合数，正因數有1、3、1889和5667。
質因數分解，{\displaystyle 3\times 1889}。
- 亏数，真因數和為1893，虧度為3774
- 不尋常數，大於平方根的質因數為1889。
- 半素数。
- 无平方数因数的数。
- 十进制的奢侈數。

5668
- 合数，正因數有1、2、4、13、26、52、109、218、436、1417、2834和5668。
質因數分解，{\displaystyle 2^{2}\times 13\times 109}。
- 亏数，真因數和為5112，虧度為556
- 不尋常數，大於平方根的質因數為109。
- 十进制的奢侈數。

5669
- 第747個質數。

5670
- 合数，正因數有1、2、3、5、6、7、9、10、14、15、18、21、27、30、35、42、45、54、63、70、81、90、105、126、135、162、189、210、270、315、378、405、567、630、810、945、1134、1890、2835和5670。
質因數分解，{\displaystyle 2\times 3^{4}\times 5\times 7}。
- 过剩数，真因數和為11754，盈度為6084
- 十进制的奢侈數。

5671
- 合数，正因數有1、53、107和5671。
質因數分解，{\displaystyle 53\times 107}。
- 亏数，真因數和為161，虧度為5510
- 不尋常數，大於平方根的質因數為107。
- 半素数。
- 无平方数因数的数。
- 十进制的奢侈數。

5672
- 合数，正因數有1、2、4、8、709、1418、2836和5672。
質因數分解，{\displaystyle 2^{3}\times 709}。
- 亏数，真因數和為4978，虧度為694
- 不尋常數，大於平方根的質因數為709。
- 十进制的奢侈數。

5673
- 合数，正因數有1、3、31、61、93、183、1891和5673。
質因數分解，{\displaystyle 3\times 31\times 61}。
- 亏数，真因數和為2263，虧度為3410
- 无平方数因数的数。
  - 楔形数。
- 十进制的奢侈數。

5674
- 合数，正因數有1、2、2837和5674。
質因數分解，{\displaystyle 2\times 2837}。
- 亏数，真因數和為2840，虧度為2834
- 不尋常數，大於平方根的質因數為2837。
- 半素数。
- 无平方数因数的数。
- 十进制的奢侈數。

5675
- 合数，正因數有1、5、25、227、1135和5675。
質因數分解，{\displaystyle 5^{2}\times 227}。
- 亏数，真因數和為1393，虧度為4282
- 不尋常數，大於平方根的質因數為227。
- 十进制的奢侈數。

5676
- 合数，正因數有1、2、3、4、6、11、12、22、33、43、44、66、86、129、132、172、258、473、516、946、1419、1892、2838和5676。
質因數分解，{\displaystyle 2^{2}\times 3\times 11\times 43}。
- 过剩数，真因數和為9108，盈度為3432
- 十进制的奢侈數。

5677
- 合数，正因數有1、7、811和5677。
質因數分解，{\displaystyle 7\times 811}。
- 亏数，真因數和為819，虧度為4858
- 不尋常數，大於平方根的質因數為811。
- 半素数。
- 无平方数因数的数。
- 十进制的等數位數。

5678
- 合数，正因數有1、2、17、34、167、334、2839和5678。
質因數分解，{\displaystyle 2\times 17\times 167}。
- 亏数，真因數和為3394，虧度為2284
- 不尋常數，大於平方根的質因數為167。
- 无平方数因数的数。
  - 楔形数。
- 十进制的奢侈數。

5679
- 合数，正因數有1、3、9、631、1893和5679。
質因數分解，{\displaystyle 3^{2}\times 631}。
- 亏数，真因數和為2537，虧度為3142
- 不尋常數，大於平方根的質因數為631。
- 十进制的奢侈數。

5680
- 合数，正因數有1、2、4、5、8、10、16、20、40、71、80、142、284、355、568、710、1136、1420、2840和5680。
質因數分解，{\displaystyle 2^{4}\times 5\times 71}。
- 过剩数，真因數和為7712，盈度為2032
- 十进制的奢侈數。

5681
- 合数，正因數有1、13、19、23、247、299、437和5681。
質因數分解，{\displaystyle 13\times 19\times 23}。
- 亏数，真因數和為1039，虧度為4642
- 无平方数因数的数。
  - 楔形数。
- 十进制的奢侈數。

5682
- 合数，正因數有1、2、3、6、947、1894、2841和5682。
質因數分解，{\displaystyle 2\times 3\times 947}。
- 过剩数，真因數和為5694，盈度為12
  - 半完全数，和為本身的其中一組因數為947、 1894、 2841。
- 不尋常數，大於平方根的質因數為947。
- 佩服數，佩服因數為6。
- 无平方数因数的数。
  - 楔形数。
- 十进制的奢侈數。

5683
- 第748個質數。

5684
- 合数，正因數有1、2、4、7、14、28、29、49、58、98、116、196、203、406、812、1421、2842和5684。
質因數分解，{\displaystyle 2^{2}\times 7^{2}\times 29}。
- 过剩数，真因數和為6286，盈度為602
- 十进制的奢侈數。

5685
- 合数，正因數有1、3、5、15、379、1137、1895和5685。
質因數分解，{\displaystyle 3\times 5\times 379}。
- 亏数，真因數和為3435，虧度為2250
- 不尋常數，大於平方根的質因數為379。
- 无平方数因数的数。
  - 楔形数。
- 十进制的奢侈數。

5686
- 合数，正因數有1、2、2843和5686。
質因數分解，{\displaystyle 2\times 2843}。
- 亏数，真因數和為2846，虧度為2840
- 不尋常數，大於平方根的質因數為2843。
- 半素数。
- 无平方数因数的数。
- 十进制的奢侈數。

5687
- 合数，正因數有1、11、47、121、517和5687。
質因數分解，{\displaystyle 11^{2}\times 47}。
- 亏数，真因數和為697，虧度為4990
- 十进制的奢侈數。

5688
- 合数，正因數有1、2、3、4、6、8、9、12、18、24、36、72、79、158、237、316、474、632、711、948、1422、1896、2844和5688。
質因數分解，{\displaystyle 2^{3}\times 3^{2}\times 79}。
- 过剩数，真因數和為9912，盈度為4224
- 不尋常數，大於平方根的質因數為79。
- 十进制的奢侈數。

5689
- 第749個質數。

5690
- 合数，正因數有1、2、5、10、569、1138、2845和5690。
質因數分解，{\displaystyle 2\times 5\times 569}。
- 亏数，真因數和為4570，虧度為1120
- 不尋常數，大於平方根的質因數為569。
- 无平方数因数的数。
  - 楔形数。
- 十进制的奢侈數。

5691
- 合数，正因數有1、3、7、21、271、813、1897和5691。
質因數分解，{\displaystyle 3\times 7\times 271}。
- 亏数，真因數和為3013，虧度為2678
- 不尋常數，大於平方根的質因數為271。
- 无平方数因数的数。
  - 楔形数。
- 十进制的奢侈數。

5692
- 合数，正因數有1、2、4、1423、2846和5692。
質因數分解，{\displaystyle 2^{2}\times 1423}。
- 亏数，真因數和為4276，虧度為1416
- 不尋常數，大於平方根的質因數為1423。
- 十进制的奢侈數。

5693
- 第750個質數。

5694
- 合数，正因數有1、2、3、6、13、26、39、73、78、146、219、438、949、1898、2847和5694。
質因數分解，{\displaystyle 2\times 3\times 13\times 73}。
- 过剩数，真因數和為6738，盈度為1044
- 无平方数因数的数。
- 十进制的奢侈數。

5695
- 合数，正因數有1、5、17、67、85、335、1139和5695。
質因數分解，{\displaystyle 5\times 17\times 67}。
- 亏数，真因數和為1649，虧度為4046
- 无平方数因数的数。
  - 楔形数。
- 十进制的奢侈數。

5696
- 合数，正因數有1、2、4、8、16、32、64、89、178、356、712、1424、2848和5696。
質因數分解，{\displaystyle 2^{6}\times 89}。
- 过剩数，真因數和為5734，盈度為38
- 不尋常數，大於平方根的質因數為89。
- 十进制的等數位數。

5697
- 合数，正因數有1、3、9、27、211、633、1899和5697。
質因數分解，{\displaystyle 3^{3}\times 211}。
- 亏数，真因數和為2783，虧度為2914
- 不尋常數，大於平方根的質因數為211。
- 十进制的奢侈數。

5698
- 合数，正因數有1、2、7、11、14、22、37、74、77、154、259、407、518、814、2849和5698。
質因數分解，{\displaystyle 2\times 7\times 11\times 37}。
- 亏数，真因數和為5246，虧度為452
- 无平方数因数的数。
- 十进制的奢侈數。

5699
- 合数，正因數有1、41、139和5699。
質因數分解，{\displaystyle 41\times 139}。
- 亏数，真因數和為181，虧度為5518
- 不尋常數，大於平方根的質因數為139。
- 半素数。
- 无平方数因数的数。
- 十进制的奢侈數。

5700
- 合数，正因數有1、2、3、4、5、6、10、12、15、19、20、25、30、38、50、57、60、75、76、95、100、114、150、190、228、285、300、380、475、570、950、1140、1425、1900、2850和5700。
質因數分解，{\displaystyle 2^{2}\times 3\times 5^{2}\times 19}。
- 过剩数，真因數和為11660，盈度為5960
- 普洛尼克数，為75與76的乘積。
- 十进制的奢侈數。

5701
- 第751個質數。

5702
- 合数，正因數有1、2、2851和5702。
質因數分解，{\displaystyle 2\times 2851}。
- 亏数，真因數和為2854，虧度為2848
- 不尋常數，大於平方根的質因數為2851。
- 半素数。
- 无平方数因数的数。
- 十进制的奢侈數。

5703
- 合数，正因數有1、3、1901和5703。
質因數分解，{\displaystyle 3\times 1901}。
- 亏数，真因數和為1905，虧度為3798
- 不尋常數，大於平方根的質因數為1901。
- 半素数。
- 无平方数因数的数。
- 十进制的奢侈數。

5704
- 合数，正因數有1、2、4、8、23、31、46、62、92、124、184、248、713、1426、2852和5704。
質因數分解，{\displaystyle 2^{3}\times 23\times 31}。
- 过剩数，真因數和為5816，盈度為112
- 十进制的奢侈數。

5705
- 合数，正因數有1、5、7、35、163、815、1141和5705。
質因數分解，{\displaystyle 5\times 7\times 163}。
- 亏数，真因數和為2167，虧度為3538
- 不尋常數，大於平方根的質因數為163。
- 无平方数因数的数。
  - 楔形数。
- 十进制的奢侈數。

5706
- 合数，正因數有1、2、3、6、9、18、317、634、951、1902、2853和5706。
質因數分解，{\displaystyle 2\times 3^{2}\times 317}。
- 过剩数，真因數和為6696，盈度為990
  - 半完全数，和為本身的其中一組因數為317、 634、 1902、 2853。
- 不尋常數，大於平方根的質因數為317。
- 十进制的奢侈數。

5707
- 合数，正因數有1、13、439和5707。
質因數分解，{\displaystyle 13\times 439}。
- 亏数，真因數和為453，虧度為5254
- 不尋常數，大於平方根的質因數為439。
- 半素数。
- 无平方数因数的数。
- 十进制的奢侈數。

5708
- 合数，正因數有1、2、4、1427、2854和5708。
質因數分解，{\displaystyle 2^{2}\times 1427}。
- 亏数，真因數和為4288，虧度為1420
- 不尋常數，大於平方根的質因數為1427。
- 十进制的奢侈數。

5709
- 合数，正因數有1、3、11、33、173、519、1903和5709。
質因數分解，{\displaystyle 3\times 11\times 173}。
- 亏数，真因數和為2643，虧度為3066
- 不尋常數，大於平方根的質因數為173。
- 无平方数因数的数。
  - 楔形数。
- 十进制的奢侈數。

5710
- 合数，正因數有1、2、5、10、571、1142、2855和5710。
質因數分解，{\displaystyle 2\times 5\times 571}。
- 亏数，真因數和為4586，虧度為1124
- 不尋常數，大於平方根的質因數為571。
- 无平方数因数的数。
  - 楔形数。
- 十进制的奢侈數。

5711
- 第752個質數。

5712
- 合数，正因數有1、2、3、4、6、7、8、12、14、16、17、21、24、28、34、42、48、51、56、68、84、102、112、119、136、168、204、238、272、336、357、408、476、714、816、952、1428、1904、2856和5712。
質因數分解，{\displaystyle 2^{4}\times 3\times 7\times 17}。
- 过剩数，真因數和為12144，盈度為6432
- 十进制的奢侈數。

5713
- 合数，正因數有1、29、197和5713。
質因數分解，{\displaystyle 29\times 197}。
- 亏数，真因數和為227，虧度為5486
- 不尋常數，大於平方根的質因數為197。
- 半素数。
- 无平方数因数的数。
- 十进制的奢侈數。

5714
- 合数，正因數有1、2、2857和5714。
質因數分解，{\displaystyle 2\times 2857}。
- 亏数，真因數和為2860，虧度為2854
- 不尋常數，大於平方根的質因數為2857。
- 半素数。
- 无平方数因数的数。
- 十进制的奢侈數。

5715
- 合数，正因數有1、3、5、9、15、45、127、381、635、1143、1905和5715。
質因數分解，{\displaystyle 3^{2}\times 5\times 127}。
- 亏数，真因數和為4269，虧度為1446
- 不尋常數，大於平方根的質因數為127。
- 十进制的奢侈數。

5716
- 合数，正因數有1、2、4、1429、2858和5716。
質因數分解，{\displaystyle 2^{2}\times 1429}。
- 亏数，真因數和為4294，虧度為1422
- 不尋常數，大於平方根的質因數為1429。
- 十进制的奢侈數。

5717
- 第753個質數。

5718
- 合数，正因數有1、2、3、6、953、1906、2859和5718。
質因數分解，{\displaystyle 2\times 3\times 953}。
- 过剩数，真因數和為5730，盈度為12
  - 半完全数，和為本身的其中一組因數為953、 1906、 2859。
- 不尋常數，大於平方根的質因數為953。
- 佩服數，佩服因數為6。
- 无平方数因数的数。
  - 楔形数。
- 十进制的奢侈數。

5719
- 合数，正因數有1、7、19、43、133、301、817和5719。
質因數分解，{\displaystyle 7\times 19\times 43}。
- 亏数，真因數和為1321，虧度為4398
- 无平方数因数的数。
  - 楔形数。
- 十进制的奢侈數。

5720
- 合数，正因數有1、2、4、5、8、10、11、13、20、22、26、40、44、52、55、65、88、104、110、130、143、220、260、286、440、520、572、715、1144、1430、2860和5720。
質因數分解，{\displaystyle 2^{3}\times 5\times 11\times 13}。
- 过剩数，真因數和為9400，盈度為3680
- 十进制的奢侈數。

5721
- 合数，正因數有1、3、1907和5721。
質因數分解，{\displaystyle 3\times 1907}。
- 亏数，真因數和為1911，虧度為3810
- 不尋常數，大於平方根的質因數為1907。
- 半素数。
- 无平方数因数的数。
- 十进制的奢侈數。

5722
- 合数，正因數有1、2、2861和5722。
質因數分解，{\displaystyle 2\times 2861}。
- 亏数，真因數和為2864，虧度為2858
- 不尋常數，大於平方根的質因數為2861。
- 半素数。
- 无平方数因数的数。
- 十进制的奢侈數。

5723
- 合数，正因數有1、59、97和5723。
質因數分解，{\displaystyle 59\times 97}。
- 亏数，真因數和為157，虧度為5566
- 不尋常數，大於平方根的質因數為97。
- 半素数。
- 无平方数因数的数。
- 十进制的等數位數。

5724
- 合数，正因數有1、2、3、4、6、9、12、18、27、36、53、54、106、108、159、212、318、477、636、954、1431、1908、2862和5724。
質因數分解，{\displaystyle 2^{2}\times 3^{3}\times 53}。
- 过剩数，真因數和為9396，盈度為3672
- 十进制的奢侈數。

5725
- 合数，正因數有1、5、25、229、1145和5725。
質因數分解，{\displaystyle 5^{2}\times 229}。
- 亏数，真因數和為1405，虧度為4320
- 不尋常數，大於平方根的質因數為229。
- 十进制的奢侈數。

5726
- 合数，正因數有1、2、7、14、409、818、2863和5726。
質因數分解，{\displaystyle 2\times 7\times 409}。
- 亏数，真因數和為4114，虧度為1612
- 不尋常數，大於平方根的質因數為409。
- 无平方数因数的数。
  - 楔形数。
- 十进制的奢侈數。

5727
- 合数，正因數有1、3、23、69、83、249、1909和5727。
質因數分解，{\displaystyle 3\times 23\times 83}。
- 亏数，真因數和為2337，虧度為3390
- 不尋常數，大於平方根的質因數為83。
- 无平方数因数的数。
  - 楔形数。
- 十进制的奢侈數。

5728
- 合数，正因數有1、2、4、8、16、32、179、358、716、1432、2864和5728。
質因數分解，{\displaystyle 2^{5}\times 179}。
- 亏数，真因數和為5612，虧度為116
- 不尋常數，大於平方根的質因數為179。
- 十进制的奢侈數。

5729
- 合数，正因數有1、17、337和5729。
質因數分解，{\displaystyle 17\times 337}。
- 亏数，真因數和為355，虧度為5374
- 不尋常數，大於平方根的質因數為337。
- 半素数。
- 无平方数因数的数。
- 十进制的奢侈數。

5730
- 合数，正因數有1、2、3、5、6、10、15、30、191、382、573、955、1146、1910、2865和5730。
質因數分解，{\displaystyle 2\times 3\times 5\times 191}。
- 过剩数，真因數和為8094，盈度為2364
- 不尋常數，大於平方根的質因數為191。
- 无平方数因数的数。
- 十进制的奢侈數。

5731
- 合数，正因數有1、11、521和5731。
質因數分解，{\displaystyle 11\times 521}。
- 亏数，真因數和為533，虧度為5198
- 不尋常數，大於平方根的質因數為521。
- 半素数。
- 无平方数因数的数。
- 十进制的奢侈數。

5732
- 合数，正因數有1、2、4、1433、2866和5732。
質因數分解，{\displaystyle 2^{2}\times 1433}。
- 亏数，真因數和為4306，虧度為1426
- 不尋常數，大於平方根的質因數為1433。
- 十进制的奢侈數。

5733
- 合数，正因數有1、3、7、9、13、21、39、49、63、91、117、147、273、441、637、819、1911和5733。
質因數分解，{\displaystyle 3^{2}\times 7^{2}\times 13}。
- 亏数，真因數和為4641，虧度為1092
- 十进制的奢侈數。

5734
- 合数，正因數有1、2、47、61、94、122、2867和5734。
質因數分解，{\displaystyle 2\times 47\times 61}。
- 亏数，真因數和為3194，虧度為2540
- 无平方数因数的数。
  - 楔形数。
- 十进制的奢侈數。

5735
- 合数，正因數有1、5、31、37、155、185、1147和5735。
質因數分解，{\displaystyle 5\times 31\times 37}。
- 亏数，真因數和為1561，虧度為4174
- 无平方数因数的数。
  - 楔形数。
- 十进制的奢侈數。

5736
- 合数，正因數有1、2、3、4、6、8、12、24、239、478、717、956、1434、1912、2868和5736。
質因數分解，{\displaystyle 2^{3}\times 3\times 239}。
- 过剩数，真因數和為8664，盈度為2928
- 不尋常數，大於平方根的質因數為239。
- 十进制的奢侈數。

5737
- 第754個質數。

5738
- 合数，正因數有1、2、19、38、151、302、2869和5738。
質因數分解，{\displaystyle 2\times 19\times 151}。
- 亏数，真因數和為3382，虧度為2356
- 不尋常數，大於平方根的質因數為151。
- 无平方数因数的数。
  - 楔形数。
- 十进制的奢侈數。

5739
- 合数，正因數有1、3、1913和5739。
質因數分解，{\displaystyle 3\times 1913}。
- 亏数，真因數和為1917，虧度為3822
- 不尋常數，大於平方根的質因數為1913。
- 半素数。
- 无平方数因数的数。
- 十进制的奢侈數。

5740
- 合数，正因數有1、2、4、5、7、10、14、20、28、35、41、70、82、140、164、205、287、410、574、820、1148、1435、2870和5740。
質因數分解，{\displaystyle 2^{2}\times 5\times 7\times 41}。
- 过剩数，真因數和為8372，盈度為2632
- 十进制的奢侈數。

5741
- 第755個質數。
  - 孪生素数，為（5741、 5743）

5742
- 合数，正因數有1、2、3、6、9、11、18、22、29、33、58、66、87、99、174、198、261、319、522、638、957、1914、2871和5742。
質因數分解，{\displaystyle 2\times 3^{2}\times 11\times 29}。
- 过剩数，真因數和為8298，盈度為2556
- 十进制的奢侈數。

5743
- 第756個質數。
  - 孪生素数，為（5741、 5743）

5744
- 合数，正因數有1、2、4、8、16、359、718、1436、2872和5744。
質因數分解，{\displaystyle 2^{4}\times 359}。
- 亏数，真因數和為5416，虧度為328
- 不尋常數，大於平方根的質因數為359。
- 十进制的奢侈數。

5745
- 合数，正因數有1、3、5、15、383、1149、1915和5745。
質因數分解，{\displaystyle 3\times 5\times 383}。
- 亏数，真因數和為3471，虧度為2274
- 不尋常數，大於平方根的質因數為383。
- 无平方数因数的数。
  - 楔形数。
- 十进制的奢侈數。

5746
- 合数，正因數有1、2、13、17、26、34、169、221、338、442、2873和5746。
質因數分解，{\displaystyle 2\times 13^{2}\times 17}。
- 亏数，真因數和為4136，虧度為1610
- 十进制的奢侈數。

5747
- 合数，正因數有1、7、821和5747。
質因數分解，{\displaystyle 7\times 821}。
- 亏数，真因數和為829，虧度為4918
- 不尋常數，大於平方根的質因數為821。
- 半素数。
- 无平方数因数的数。
- 十进制的等數位數。

5748
- 合数，正因數有1、2、3、4、6、12、479、958、1437、1916、2874和5748。
質因數分解，{\displaystyle 2^{2}\times 3\times 479}。
- 过剩数，真因數和為7692，盈度為1944
  - 半完全数，和為本身的其中一組因數為479、 958、 1437、 2874。
- 不尋常數，大於平方根的質因數為479。
- 十进制的奢侈數。

5749
- 第757個質數。

5750
- 合数，正因數有1、2、5、10、23、25、46、50、115、125、230、250、575、1150、2875和5750。
質因數分解，{\displaystyle 2\times 5^{3}\times 23}。
- 亏数，真因數和為5482，虧度為268
- 十进制的奢侈數。

5751
- 合数，正因數有1、3、9、27、71、81、213、639、1917和5751。
質因數分解，{\displaystyle 3^{4}\times 71}。
- 亏数，真因數和為2961，虧度為2790
- 十进制的等數位數。

5752
- 合数，正因數有1、2、4、8、719、1438、2876和5752。
質因數分解，{\displaystyle 2^{3}\times 719}。
- 亏数，真因數和為5048，虧度為704
- 不尋常數，大於平方根的質因數為719。
- 十进制的奢侈數。

5753
- 合数，正因數有1、11、523和5753。
質因數分解，{\displaystyle 11\times 523}。
- 亏数，真因數和為535，虧度為5218
- 不尋常數，大於平方根的質因數為523。
- 半素数。
- 无平方数因数的数。
- 十进制的奢侈數。

5754
- 合数，正因數有1、2、3、6、7、14、21、42、137、274、411、822、959、1918、2877和5754。
質因數分解，{\displaystyle 2\times 3\times 7\times 137}。
- 过剩数，真因數和為7494，盈度為1740
- 不尋常數，大於平方根的質因數為137。
- 无平方数因数的数。
- 十进制的奢侈數。

5755
- 合数，正因數有1、5、1151和5755。
質因數分解，{\displaystyle 5\times 1151}。
- 亏数，真因數和為1157，虧度為4598
- 不尋常數，大於平方根的質因數為1151。
- 半素数。
- 无平方数因数的数。
- 十进制的奢侈數。

5756
- 合数，正因數有1、2、4、1439、2878和5756。
質因數分解，{\displaystyle 2^{2}\times 1439}。
- 亏数，真因數和為4324，虧度為1432
- 不尋常數，大於平方根的質因數為1439。
- 十进制的奢侈數。

5757
- 合数，正因數有1、3、19、57、101、303、1919和5757。
質因數分解，{\displaystyle 3\times 19\times 101}。
- 亏数，真因數和為2403，虧度為3354
- 不尋常數，大於平方根的質因數為101。
- 无平方数因数的数。
  - 楔形数。
- 十进制的奢侈數。

5758
- 合数，正因數有1、2、2879和5758。
質因數分解，{\displaystyle 2\times 2879}。
- 亏数，真因數和為2882，虧度為2876
- 不尋常數，大於平方根的質因數為2879。
- 半素数。
- 无平方数因数的数。
- 十进制的奢侈數。

5759
- 合数，正因數有1、13、443和5759。
質因數分解，{\displaystyle 13\times 443}。
- 亏数，真因數和為457，虧度為5302
- 不尋常數，大於平方根的質因數為443。
- 半素数。
- 无平方数因数的数。
- 十进制的奢侈數。

5760
- 合数，正因數有1、2、3、4、5、6、8、9、10、12、15、16、18、20、24、30、32、36、40、45、48、60、64、72、80、90、96、120、128、144、160、180、192、240、288、320、360、384、480、576、640、720、960、1152、1440、1920、2880和5760。
質因數分解，{\displaystyle 2^{7}\times 3^{2}\times 5}。
- 过剩数，真因數和為14130，盈度為8370
- 十进制的奢侈數。

5761
- 合数，正因數有1、7、823和5761。
質因數分解，{\displaystyle 7\times 823}。
- 亏数，真因數和為831，虧度為4930
- 不尋常數，大於平方根的質因數為823。
- 半素数。
- 无平方数因数的数。
- 十进制的等數位數。

5762
- 合数，正因數有1、2、43、67、86、134、2881和5762。
質因數分解，{\displaystyle 2\times 43\times 67}。
- 亏数，真因數和為3214，虧度為2548
- 无平方数因数的数。
  - 楔形数。
- 十进制的奢侈數。

5763
- 合数，正因數有1、3、17、51、113、339、1921和5763。
質因數分解，{\displaystyle 3\times 17\times 113}。
- 亏数，真因數和為2445，虧度為3318
- 不尋常數，大於平方根的質因數為113。
- 无平方数因数的数。
  - 楔形数。
- 十进制的奢侈數。

5764
- 合数，正因數有1、2、4、11、22、44、131、262、524、1441、2882和5764。
質因數分解，{\displaystyle 2^{2}\times 11\times 131}。
- 亏数，真因數和為5324，虧度為440
- 不尋常數，大於平方根的質因數為131。
- 十进制的奢侈數。

5765
- 合数，正因數有1、5、1153和5765。
質因數分解，{\displaystyle 5\times 1153}。
- 亏数，真因數和為1159，虧度為4606
- 不尋常數，大於平方根的質因數為1153。
- 半素数。
- 无平方数因数的数。
- 十进制的奢侈數。

5766
- 合数，正因數有1、2、3、6、31、62、93、186、961、1922、2883和5766。
質因數分解，{\displaystyle 2\times 3\times 31^{2}}。
- 过剩数，真因數和為6150，盈度為384
  - 半完全数，和為本身的其中一組因數為961、 1922、 2883。
- 十进制的奢侈數。

5767
- 合数，正因數有1、73、79和5767。
質因數分解，{\displaystyle 73\times 79}。
- 亏数，真因數和為153，虧度為5614
- 不尋常數，大於平方根的質因數為79。
- 半素数。
- 无平方数因数的数。
- 十进制的等數位數。

5768
- 合数，正因數有1、2、4、7、8、14、28、56、103、206、412、721、824、1442、2884和5768。
質因數分解，{\displaystyle 2^{3}\times 7\times 103}。
- 过剩数，真因數和為6712，盈度為944
- 不尋常數，大於平方根的質因數為103。
- 十进制的奢侈數。

5769
- 合数，正因數有1、3、9、641、1923和5769。
質因數分解，{\displaystyle 3^{2}\times 641}。
- 亏数，真因數和為2577，虧度為3192
- 不尋常數，大於平方根的質因數為641。
- 十进制的奢侈數。

5770
- 合数，正因數有1、2、5、10、577、1154、2885和5770。
質因數分解，{\displaystyle 2\times 5\times 577}。
- 亏数，真因數和為4634，虧度為1136
- 不尋常數，大於平方根的質因數為577。
- 无平方数因数的数。
  - 楔形数。
- 十进制的奢侈數。

5771
- 合数，正因數有1、29、199和5771。
質因數分解，{\displaystyle 29\times 199}。
- 亏数，真因數和為229，虧度為5542
- 不尋常數，大於平方根的質因數為199。
- 半素数。
- 无平方数因数的数。
- 十进制的奢侈數。

5772
- 合数，正因數有1、2、3、4、6、12、13、26、37、39、52、74、78、111、148、156、222、444、481、962、1443、1924、2886和5772。
質因數分解，{\displaystyle 2^{2}\times 3\times 13\times 37}。
- 过剩数，真因數和為9124，盈度為3352
- 十进制的奢侈數。

5773
- 合数，正因數有1、23、251和5773。
質因數分解，{\displaystyle 23\times 251}。
- 亏数，真因數和為275，虧度為5498
- 不尋常數，大於平方根的質因數為251。
- 半素数。
- 无平方数因数的数。
- 十进制的奢侈數。

5774
- 合数，正因數有1、2、2887和5774。
質因數分解，{\displaystyle 2\times 2887}。
- 亏数，真因數和為2890，虧度為2884
- 不尋常數，大於平方根的質因數為2887。
- 半素数。
- 无平方数因数的数。
- 十进制的奢侈數。

5775
- 合数，正因數有1、3、5、7、11、15、21、25、33、35、55、75、77、105、165、175、231、275、385、525、825、1155、1925和5775。
質因數分解，{\displaystyle 3\times 5^{2}\times 7\times 11}。
- 过剩数，真因數和為6129，盈度為354
- 十进制的奢侈數。

5776
- 合数，正因數有1、2、4、8、16、19、38、76、152、304、361、722、1444、2888和5776。
質因數分解，{\displaystyle 2^{4}\times 19^{2}}。
- 过剩数，真因數和為6035，盈度為259
- 平方数，為76的平方。
- 十进制的奢侈數。

5777
- 合数，正因數有1、53、109和5777。
質因數分解，{\displaystyle 53\times 109}。
- 亏数，真因數和為163，虧度為5614
- 不尋常數，大於平方根的質因數為109。
- 半素数。
- 无平方数因数的数。
- 十进制的奢侈數。

5778
- 合数，正因數有1、2、3、6、9、18、27、54、107、214、321、642、963、1926、2889和5778。
質因數分解，{\displaystyle 2\times 3^{3}\times 107}。
- 过剩数，真因數和為7182，盈度為1404
- 不尋常數，大於平方根的質因數為107。
- 十进制的奢侈數。

5779
- 第758個質數。

5780
- 合数，正因數有1、2、4、5、10、17、20、34、68、85、170、289、340、578、1156、1445、2890和5780。
質因數分解，{\displaystyle 2^{2}\times 5\times 17^{2}}。
- 过剩数，真因數和為7114，盈度為1334
- 十进制的奢侈數。

5781
- 合数，正因數有1、3、41、47、123、141、1927和5781。
質因數分解，{\displaystyle 3\times 41\times 47}。
- 亏数，真因數和為2283，虧度為3498
- 无平方数因数的数。
  - 楔形数。
- 十进制的奢侈數。

5782
- 合数，正因數有1、2、7、14、49、59、98、118、413、826、2891和5782。
質因數分解，{\displaystyle 2\times 7^{2}\times 59}。
- 亏数，真因數和為4478，虧度為1304
- 十进制的奢侈數。

5783
- 第759個質數。

5784
- 合数，正因數有1、2、3、4、6、8、12、24、241、482、723、964、1446、1928、2892和5784。
質因數分解，{\displaystyle 2^{3}\times 3\times 241}。
- 过剩数，真因數和為8736，盈度為2952
- 不尋常數，大於平方根的質因數為241。
- 十进制的奢侈數。

5785
- 合数，正因數有1、5、13、65、89、445、1157和5785。
質因數分解，{\displaystyle 5\times 13\times 89}。
- 亏数，真因數和為1775，虧度為4010
- 不尋常數，大於平方根的質因數為89。
- 无平方数因数的数。
  - 楔形数。
- 十进制的奢侈數。

5786
- 合数，正因數有1、2、11、22、263、526、2893和5786。
質因數分解，{\displaystyle 2\times 11\times 263}。
- 亏数，真因數和為3718，虧度為2068
- 不尋常數，大於平方根的質因數為263。
- 无平方数因数的数。
  - 楔形数。
- 十进制的奢侈數。

5787
- 合数，正因數有1、3、9、643、1929和5787。
質因數分解，{\displaystyle 3^{2}\times 643}。
- 亏数，真因數和為2585，虧度為3202
- 不尋常數，大於平方根的質因數為643。
- 十进制的奢侈數。

5788
- 合数，正因數有1、2、4、1447、2894和5788。
質因數分解，{\displaystyle 2^{2}\times 1447}。
- 亏数，真因數和為4348，虧度為1440
- 不尋常數，大於平方根的質因數為1447。
- 十进制的奢侈數。

5789
- 合数，正因數有1、7、827和5789。
質因數分解，{\displaystyle 7\times 827}。
- 亏数，真因數和為835，虧度為4954
- 不尋常數，大於平方根的質因數為827。
- 半素数。
- 无平方数因数的数。
- 十进制的等數位數。

5790
- 合数，正因數有1、2、3、5、6、10、15、30、193、386、579、965、1158、1930、2895和5790。
質因數分解，{\displaystyle 2\times 3\times 5\times 193}。
- 过剩数，真因數和為8178，盈度為2388
- 不尋常數，大於平方根的質因數為193。
- 无平方数因数的数。
- 十进制的奢侈數。

5791
- 第760個質數。

5792
- 合数，正因數有1、2、4、8、16、32、181、362、724、1448、2896和5792。
質因數分解，{\displaystyle 2^{5}\times 181}。
- 亏数，真因數和為5674，虧度為118
- 不尋常數，大於平方根的質因數為181。
- 十进制的奢侈數。

5793
- 合数，正因數有1、3、1931和5793。
質因數分解，{\displaystyle 3\times 1931}。
- 亏数，真因數和為1935，虧度為3858
- 不尋常數，大於平方根的質因數為1931。
- 半素数。
- 无平方数因数的数。
- 十进制的奢侈數。

5794
- 合数，正因數有1、2、2897和5794。
質因數分解，{\displaystyle 2\times 2897}。
- 亏数，真因數和為2900，虧度為2894
- 不尋常數，大於平方根的質因數為2897。
- 半素数。
- 无平方数因数的数。
- 十进制的奢侈數。

5795
- 合数，正因數有1、5、19、61、95、305、1159和5795。
質因數分解，{\displaystyle 5\times 19\times 61}。
- 亏数，真因數和為1645，虧度為4150
- 无平方数因数的数。
  - 楔形数。
- 十进制的奢侈數。

5796
- 合数，正因數有1、2、3、4、6、7、9、12、14、18、21、23、28、36、42、46、63、69、84、92、126、138、161、207、252、276、322、414、483、644、828、966、1449、1932、2898和5796。
質因數分解，{\displaystyle 2^{2}\times 3^{2}\times 7\times 23}。
- 过剩数，真因數和為11676，盈度為5880
- 十进制的奢侈數。

5797
- 合数，正因數有1、11、17、31、187、341、527和5797。
質因數分解，{\displaystyle 11\times 17\times 31}。
- 亏数，真因數和為1115，虧度為4682
- 无平方数因数的数。
  - 楔形数。
- 十进制的奢侈數。

5798
- 合数，正因數有1、2、13、26、223、446、2899和5798。
質因數分解，{\displaystyle 2\times 13\times 223}。
- 亏数，真因數和為3610，虧度為2188
- 不尋常數，大於平方根的質因數為223。
- 无平方数因数的数。
  - 楔形数。
- 十进制的奢侈數。

5799
- 合数，正因數有1、3、1933和5799。
質因數分解，{\displaystyle 3\times 1933}。
- 亏数，真因數和為1937，虧度為3862
- 不尋常數，大於平方根的質因數為1933。
- 半素数。
- 无平方数因数的数。
- 十进制的奢侈數。

5800
- 合数，正因數有1、2、4、5、8、10、20、25、29、40、50、58、100、116、145、200、232、290、580、725、1160、1450、2900和5800。
質因數分解，{\displaystyle 2^{3}\times 5^{2}\times 29}。
- 过剩数，真因數和為8150，盈度為2350
- 十进制的奢侈數。

5801
- 第761個質數。

5802
- 合数，正因數有1、2、3、6、967、1934、2901和5802。
質因數分解，{\displaystyle 2\times 3\times 967}。
- 过剩数，真因數和為5814，盈度為12
  - 半完全数，和為本身的其中一組因數為967、 1934、 2901。
- 不尋常數，大於平方根的質因數為967。
- 佩服數，佩服因數為6。
- 无平方数因数的数。
  - 楔形数。
- 十进制的奢侈數。

5803
- 合数，正因數有1、7、829和5803。
質因數分解，{\displaystyle 7\times 829}。
- 亏数，真因數和為837，虧度為4966
- 不尋常數，大於平方根的質因數為829。
- 半素数。
- 无平方数因数的数。
- 十进制的等數位數。

5804
- 合数，正因數有1、2、4、1451、2902和5804。
質因數分解，{\displaystyle 2^{2}\times 1451}。
- 亏数，真因數和為4360，虧度為1444
- 不尋常數，大於平方根的質因數為1451。
- 十进制的奢侈數。

5805
- 合数，正因數有1、3、5、9、15、27、43、45、129、135、215、387、645、1161、1935和5805。
質因數分解，{\displaystyle 3^{3}\times 5\times 43}。
- 亏数，真因數和為4755，虧度為1050
- 十进制的奢侈數。

5806
- 合数，正因數有1、2、2903和5806。
質因數分解，{\displaystyle 2\times 2903}。
- 亏数，真因數和為2906，虧度為2900
- 不尋常數，大於平方根的質因數為2903。
- 半素数。
- 无平方数因数的数。
- 十进制的奢侈數。

5807
- 第762個質數。

5808
- 合数，正因數有1、2、3、4、6、8、11、12、16、22、24、33、44、48、66、88、121、132、176、242、264、363、484、528、726、968、1452、1936、2904和5808。
質因數分解，{\displaystyle 2^{4}\times 3\times 11^{2}}。
- 过剩数，真因數和為10684，盈度為4876
- 十进制的奢侈數。

5809
- 合数，正因數有1、37、157和5809。
質因數分解，{\displaystyle 37\times 157}。
- 亏数，真因數和為195，虧度為5614
- 不尋常數，大於平方根的質因數為157。
- 半素数。
- 无平方数因数的数。
- 十进制的奢侈數。

5810
- 合数，正因數有1、2、5、7、10、14、35、70、83、166、415、581、830、1162、2905和5810。
質因數分解，{\displaystyle 2\times 5\times 7\times 83}。
- 过剩数，真因數和為6286，盈度為476
- 不尋常數，大於平方根的質因數為83。
- 无平方数因数的数。
- 十进制的奢侈數。

5811
- 合数，正因數有1、3、13、39、149、447、1937和5811。
質因數分解，{\displaystyle 3\times 13\times 149}。
- 亏数，真因數和為2589，虧度為3222
- 不尋常數，大於平方根的質因數為149。
- 无平方数因数的数。
  - 楔形数。
- 十进制的奢侈數。

5812
- 合数，正因數有1、2、4、1453、2906和5812。
質因數分解，{\displaystyle 2^{2}\times 1453}。
- 亏数，真因數和為4366，虧度為1446
- 不尋常數，大於平方根的質因數為1453。
- 十进制的奢侈數。

5813
- 第763個質數。

5814
- 合数，正因數有1、2、3、6、9、17、18、19、34、38、51、57、102、114、153、171、306、323、342、646、969、1938、2907和5814。
質因數分解，{\displaystyle 2\times 3^{2}\times 17\times 19}。
- 过剩数，真因數和為8226，盈度為2412
- 十进制的奢侈數。

5815
- 合数，正因數有1、5、1163和5815。
質因數分解，{\displaystyle 5\times 1163}。
- 亏数，真因數和為1169，虧度為4646
- 不尋常數，大於平方根的質因數為1163。
- 半素数。
- 无平方数因数的数。
- 十进制的奢侈數。

5816
- 合数，正因數有1、2、4、8、727、1454、2908和5816。
質因數分解，{\displaystyle 2^{3}\times 727}。
- 亏数，真因數和為5104，虧度為712
- 不尋常數，大於平方根的質因數為727。
- 十进制的奢侈數。

5817
- 合数，正因數有1、3、7、21、277、831、1939和5817。
質因數分解，{\displaystyle 3\times 7\times 277}。
- 亏数，真因數和為3079，虧度為2738
- 不尋常數，大於平方根的質因數為277。
- 无平方数因数的数。
  - 楔形数。
- 十进制的奢侈數。

5818
- 合数，正因數有1、2、2909和5818。
質因數分解，{\displaystyle 2\times 2909}。
- 亏数，真因數和為2912，虧度為2906
- 不尋常數，大於平方根的質因數為2909。
- 半素数。
- 无平方数因数的数。
- 十进制的奢侈數。

5819
- 合数，正因數有1、11、23、253、529和5819。
質因數分解，{\displaystyle 11\times 23^{2}}。
- 亏数，真因數和為817，虧度為5002
- 十进制的奢侈數。

5820
- 合数，正因數有1、2、3、4、5、6、10、12、15、20、30、60、97、194、291、388、485、582、970、1164、1455、1940、2910和5820。
質因數分解，{\displaystyle 2^{2}\times 3\times 5\times 97}。
- 过剩数，真因數和為10644，盈度為4824
- 不尋常數，大於平方根的質因數為97。
- 十进制的奢侈數。

5821
- 第764個質數。

5822
- 合数，正因數有1、2、41、71、82、142、2911和5822。
質因數分解，{\displaystyle 2\times 41\times 71}。
- 亏数，真因數和為3250，虧度為2572
- 无平方数因数的数。
  - 楔形数。
- 十进制的奢侈數。

5823
- 合数，正因數有1、3、9、647、1941和5823。
質因數分解，{\displaystyle 3^{2}\times 647}。
- 亏数，真因數和為2601，虧度為3222
- 不尋常數，大於平方根的質因數為647。
- 十进制的奢侈數。

5824
- 合数，正因數有1、2、4、7、8、13、14、16、26、28、32、52、56、64、91、104、112、182、208、224、364、416、448、728、832、1456、2912和5824。
質因數分解，{\displaystyle 2^{6}\times 7\times 13}。
- 过剩数，真因數和為8400，盈度為2576
- 十进制的奢侈數。

5825
- 合数，正因數有1、5、25、233、1165和5825。
質因數分解，{\displaystyle 5^{2}\times 233}。
- 亏数，真因數和為1429，虧度為4396
- 不尋常數，大於平方根的質因數為233。
- 十进制的奢侈數。

5826
- 合数，正因數有1、2、3、6、971、1942、2913和5826。
質因數分解，{\displaystyle 2\times 3\times 971}。
- 过剩数，真因數和為5838，盈度為12
  - 半完全数，和為本身的其中一組因數為971、 1942、 2913。
- 不尋常數，大於平方根的質因數為971。
- 佩服數，佩服因數為6。
- 无平方数因数的数。
  - 楔形数。
- 十进制的奢侈數。

5827
- 第765個質數。

5828
- 合数，正因數有1、2、4、31、47、62、94、124、188、1457、2914和5828。
質因數分解，{\displaystyle 2^{2}\times 31\times 47}。
- 亏数，真因數和為4924，虧度為904
- 十进制的奢侈數。

5829
- 合数，正因數有1、3、29、67、87、201、1943和5829。
質因數分解，{\displaystyle 3\times 29\times 67}。
- 亏数，真因數和為2331，虧度為3498
- 无平方数因数的数。
  - 楔形数。
- 十进制的奢侈數。

5830
- 合数，正因數有1、2、5、10、11、22、53、55、106、110、265、530、583、1166、2915和5830。
質因數分解，{\displaystyle 2\times 5\times 11\times 53}。
- 过剩数，真因數和為5834，盈度為4
- 佩服數，佩服因數為2。
- 无平方数因数的数。
- 十进制的奢侈數。

5831
- 合数，正因數有1、7、17、49、119、343、833和5831。
質因數分解，{\displaystyle 7^{3}\times 17}。
- 亏数，真因數和為1369，虧度為4462
- 十进制的等數位數。

5832
- 合数，正因數有1、2、3、4、6、8、9、12、18、24、27、36、54、72、81、108、162、216、243、324、486、648、729、972、1458、1944、2916和5832。
質因數分解，{\displaystyle 2^{3}\times 3^{6}}。
- 过剩数，真因數和為10563，盈度為4731
- 十进制的等數位數。

5833
- 合数，正因數有1、19、307和5833。
質因數分解，{\displaystyle 19\times 307}。
- 亏数，真因數和為327，虧度為5506
- 不尋常數，大於平方根的質因數為307。
- 半素数。
- 无平方数因数的数。
- 十进制的奢侈數。

5834
- 合数，正因數有1、2、2917和5834。
質因數分解，{\displaystyle 2\times 2917}。
- 亏数，真因數和為2920，虧度為2914
- 不尋常數，大於平方根的質因數為2917。
- 半素数。
- 无平方数因数的数。
- 十进制的奢侈數。

5835
- 合数，正因數有1、3、5、15、389、1167、1945和5835。
質因數分解，{\displaystyle 3\times 5\times 389}。
- 亏数，真因數和為3525，虧度為2310
- 不尋常數，大於平方根的質因數為389。
- 无平方数因数的数。
  - 楔形数。
- 十进制的奢侈數。

5836
- 合数，正因數有1、2、4、1459、2918和5836。
質因數分解，{\displaystyle 2^{2}\times 1459}。
- 亏数，真因數和為4384，虧度為1452
- 不尋常數，大於平方根的質因數為1459。
- 十进制的奢侈數。

5837
- 合数，正因數有1、13、449和5837。
質因數分解，{\displaystyle 13\times 449}。
- 亏数，真因數和為463，虧度為5374
- 不尋常數，大於平方根的質因數為449。
- 半素数。
- 无平方数因数的数。
- 十进制的奢侈數。

5838
- 合数，正因數有1、2、3、6、7、14、21、42、139、278、417、834、973、1946、2919和5838。
質因數分解，{\displaystyle 2\times 3\times 7\times 139}。
- 过剩数，真因數和為7602，盈度為1764
- 不尋常數，大於平方根的質因數為139。
- 无平方数因数的数。
- 十进制的奢侈數。

5839
- 第766個質數。

5840
- 合数，正因數有1、2、4、5、8、10、16、20、40、73、80、146、292、365、584、730、1168、1460、2920和5840。
質因數分解，{\displaystyle 2^{4}\times 5\times 73}。
- 过剩数，真因數和為7924，盈度為2084
- 十进制的奢侈數。

5841
- 合数，正因數有1、3、9、11、33、59、99、177、531、649、1947和5841。
質因數分解，{\displaystyle 3^{2}\times 11\times 59}。
- 亏数，真因數和為3519，虧度為2322
- 十进制的奢侈數。

5842
- 合数，正因數有1、2、23、46、127、254、2921和5842。
質因數分解，{\displaystyle 2\times 23\times 127}。
- 亏数，真因數和為3374，虧度為2468
- 不尋常數，大於平方根的質因數為127。
- 无平方数因数的数。
  - 楔形数。
- 十进制的奢侈數。

5843
- 第767個質數。

5844
- 合数，正因數有1、2、3、4、6、12、487、974、1461、1948、2922和5844。
質因數分解，{\displaystyle 2^{2}\times 3\times 487}。
- 过剩数，真因數和為7820，盈度為1976
  - 半完全数，和為本身的其中一組因數為487、 974、 1461、 2922。
- 不尋常數，大於平方根的質因數為487。
- 十进制的奢侈數。

5845
- 合数，正因數有1、5、7、35、167、835、1169和5845。
質因數分解，{\displaystyle 5\times 7\times 167}。
- 亏数，真因數和為2219，虧度為3626
- 不尋常數，大於平方根的質因數為167。
- 无平方数因数的数。
  - 楔形数。
- 十进制的奢侈數。

5846
- 合数，正因數有1、2、37、74、79、158、2923和5846。
質因數分解，{\displaystyle 2\times 37\times 79}。
- 亏数，真因數和為3274，虧度為2572
- 不尋常數，大於平方根的質因數為79。
- 无平方数因数的数。
  - 楔形数。
- 十进制的奢侈數。

5847
- 合数，正因數有1、3、1949和5847。
質因數分解，{\displaystyle 3\times 1949}。
- 亏数，真因數和為1953，虧度為3894
- 不尋常數，大於平方根的質因數為1949。
- 半素数。
- 无平方数因数的数。
- 十进制的奢侈數。

5848
- 合数，正因數有1、2、4、8、17、34、43、68、86、136、172、344、731、1462、2924和5848。
質因數分解，{\displaystyle 2^{3}\times 17\times 43}。
- 过剩数，真因數和為6032，盈度為184
- 十进制的奢侈數。

5849
- 第768個質數。
  - 孪生素数，為（5849、 5851）

5850
- 合数，正因數有1、2、3、5、6、9、10、13、15、18、25、26、30、39、45、50、65、75、78、90、117、130、150、195、225、234、325、390、450、585、650、975、1170、1950、2925和5850。
質因數分解，{\displaystyle 2\times 3^{2}\times 5^{2}\times 13}。
- 过剩数，真因數和為11076，盈度為5226
- 十进制的奢侈數。

5851
- 第769個質數。
  - 孪生素数，為（5849、 5851）

5852
- 合数，正因數有1、2、4、7、11、14、19、22、28、38、44、76、77、133、154、209、266、308、418、532、836、1463、2926和5852。
質因數分解，{\displaystyle 2^{2}\times 7\times 11\times 19}。
- 过剩数，真因數和為7588，盈度為1736
- 普洛尼克数，為76與77的乘積。
- 十进制的奢侈數。

5853
- 合数，正因數有1、3、1951和5853。
質因數分解，{\displaystyle 3\times 1951}。
- 亏数，真因數和為1955，虧度為3898
- 不尋常數，大於平方根的質因數為1951。
- 半素数。
- 无平方数因数的数。
- 十进制的奢侈數。

5854
- 合数，正因數有1、2、2927和5854。
質因數分解，{\displaystyle 2\times 2927}。
- 亏数，真因數和為2930，虧度為2924
- 不尋常數，大於平方根的質因數為2927。
- 半素数。
- 无平方数因数的数。
- 十进制的奢侈數。

5855
- 合数，正因數有1、5、1171和5855。
質因數分解，{\displaystyle 5\times 1171}。
- 亏数，真因數和為1177，虧度為4678
- 不尋常數，大於平方根的質因數為1171。
- 半素数。
- 无平方数因数的数。
- 十进制的奢侈數。

5856
- 合数，正因數有1、2、3、4、6、8、12、16、24、32、48、61、96、122、183、244、366、488、732、976、1464、1952、2928和5856。
質因數分解，{\displaystyle 2^{5}\times 3\times 61}。
- 过剩数，真因數和為9768，盈度為3912
- 十进制的奢侈數。

5857
- 第770個質數。

5858
- 合数，正因數有1、2、29、58、101、202、2929和5858。
質因數分解，{\displaystyle 2\times 29\times 101}。
- 亏数，真因數和為3322，虧度為2536
- 不尋常數，大於平方根的質因數為101。
- 无平方数因数的数。
  - 楔形数。
- 十进制的奢侈數。

5859
- 合数，正因數有1、3、7、9、21、27、31、63、93、189、217、279、651、837、1953和5859。
質因數分解，{\displaystyle 3^{3}\times 7\times 31}。
- 亏数，真因數和為4381，虧度為1478
- 十进制的奢侈數。

5860
- 合数，正因數有1、2、4、5、10、20、293、586、1172、1465、2930和5860。
質因數分解，{\displaystyle 2^{2}\times 5\times 293}。
- 过剩数，真因數和為6488，盈度為628
  - 半完全数，和為本身的其中一組因數為293、 1172、 1465、 2930。
- 不尋常數，大於平方根的質因數為293。
- 十进制的奢侈數。

5861
- 第771個質數。

5862
- 合数，正因數有1、2、3、6、977、1954、2931和5862。
質因數分解，{\displaystyle 2\times 3\times 977}。
- 过剩数，真因數和為5874，盈度為12
  - 半完全数，和為本身的其中一組因數為977、 1954、 2931。
- 不尋常數，大於平方根的質因數為977。
- 佩服數，佩服因數為6。
- 无平方数因数的数。
  - 楔形数。
- 十进制的奢侈數。

5863
- 合数，正因數有1、11、13、41、143、451、533和5863。
質因數分解，{\displaystyle 11\times 13\times 41}。
- 亏数，真因數和為1193，虧度為4670
- 无平方数因数的数。
  - 楔形数。
- 十进制的奢侈數。

5864
- 合数，正因數有1、2、4、8、733、1466、2932和5864。
質因數分解，{\displaystyle 2^{3}\times 733}。
- 亏数，真因數和為5146，虧度為718
- 不尋常數，大於平方根的質因數為733。
- 十进制的奢侈數。

5865
- 合数，正因數有1、3、5、15、17、23、51、69、85、115、255、345、391、1173、1955和5865。
質因數分解，{\displaystyle 3\times 5\times 17\times 23}。
- 亏数，真因數和為4503，虧度為1362
- 无平方数因数的数。
- 十进制的奢侈數。

5866
- 合数，正因數有1、2、7、14、419、838、2933和5866。
質因數分解，{\displaystyle 2\times 7\times 419}。
- 亏数，真因數和為4214，虧度為1652
- 不尋常數，大於平方根的質因數為419。
- 无平方数因数的数。
  - 楔形数。
- 十进制的奢侈數。

5867
- 第772個質數。
  - 孪生素数，為（5867、 5869）

5868
- 合数，正因數有1、2、3、4、6、9、12、18、36、163、326、489、652、978、1467、1956、2934和5868。
質因數分解，{\displaystyle 2^{2}\times 3^{2}\times 163}。
- 过剩数，真因數和為9056，盈度為3188
- 不尋常數，大於平方根的質因數為163。
- 十进制的奢侈數。

5869
- 第773個質數。
  - 孪生素数，為（5867、 5869）

5870
- 合数，正因數有1、2、5、10、587、1174、2935和5870。
質因數分解，{\displaystyle 2\times 5\times 587}。
- 亏数，真因數和為4714，虧度為1156
- 不尋常數，大於平方根的質因數為587。
- 无平方数因数的数。
  - 楔形数。
- 十进制的奢侈數。

5871
- 合数，正因數有1、3、19、57、103、309、1957和5871。
質因數分解，{\displaystyle 3\times 19\times 103}。
- 亏数，真因數和為2449，虧度為3422
- 不尋常數，大於平方根的質因數為103。
- 无平方数因数的数。
  - 楔形数。
- 十进制的奢侈數。

5872
- 合数，正因數有1、2、4、8、16、367、734、1468、2936和5872。
質因數分解，{\displaystyle 2^{4}\times 367}。
- 亏数，真因數和為5536，虧度為336
- 不尋常數，大於平方根的質因數為367。
- 十进制的奢侈數。

5873
- 合数，正因數有1、7、839和5873。
質因數分解，{\displaystyle 7\times 839}。
- 亏数，真因數和為847，虧度為5026
- 不尋常數，大於平方根的質因數為839。
- 半素数。
- 无平方数因数的数。
- 十进制的等數位數。

5874
- 合数，正因數有1、2、3、6、11、22、33、66、89、178、267、534、979、1958、2937和5874。
質因數分解，{\displaystyle 2\times 3\times 11\times 89}。
- 过剩数，真因數和為7086，盈度為1212
- 不尋常數，大於平方根的質因數為89。
- 无平方数因数的数。
- 十进制的奢侈數。

5875
- 合数，正因數有1、5、25、47、125、235、1175和5875。
質因數分解，{\displaystyle 5^{3}\times 47}。
- 亏数，真因數和為1613，虧度為4262
- 十进制的等數位數。

5876
- 合数，正因數有1、2、4、13、26、52、113、226、452、1469、2938和5876。
質因數分解，{\displaystyle 2^{2}\times 13\times 113}。
- 亏数，真因數和為5296，虧度為580
- 不尋常數，大於平方根的質因數為113。
- 十进制的奢侈數。

5877
- 合数，正因數有1、3、9、653、1959和5877。
質因數分解，{\displaystyle 3^{2}\times 653}。
- 亏数，真因數和為2625，虧度為3252
- 不尋常數，大於平方根的質因數為653。
- 十进制的奢侈數。

5878
- 合数，正因數有1、2、2939和5878。
質因數分解，{\displaystyle 2\times 2939}。
- 亏数，真因數和為2942，虧度為2936
- 不尋常數，大於平方根的質因數為2939。
- 半素数。
- 无平方数因数的数。
- 十进制的奢侈數。

5879
- 第774個質數。
  - 孪生素数，為（5879、 5881）

5880
- 合数，正因數有1、2、3、4、5、6、7、8、10、12、14、15、20、21、24、28、30、35、40、42、49、56、60、70、84、98、105、120、140、147、168、196、210、245、280、294、392、420、490、588、735、840、980、1176、1470、1960、2940和5880。
質因數分解，{\displaystyle 2^{3}\times 3\times 5\times 7^{2}}。
- 过剩数，真因數和為14640，盈度為8760
- 十进制的奢侈數。

5881
- 第775個質數。
  - 孪生素数，為（5879、 5881）

5882
- 合数，正因數有1、2、17、34、173、346、2941和5882。
質因數分解，{\displaystyle 2\times 17\times 173}。
- 亏数，真因數和為3514，虧度為2368
- 不尋常數，大於平方根的質因數為173。
- 无平方数因数的数。
  - 楔形数。
- 十进制的奢侈數。

5883
- 合数，正因數有1、3、37、53、111、159、1961和5883。
質因數分解，{\displaystyle 3\times 37\times 53}。
- 亏数，真因數和為2325，虧度為3558
- 无平方数因数的数。
  - 楔形数。
- 十进制的奢侈數。

5884
- 合数，正因數有1、2、4、1471、2942和5884。
質因數分解，{\displaystyle 2^{2}\times 1471}。
- 亏数，真因數和為4420，虧度為1464
- 不尋常數，大於平方根的質因數為1471。
- 十进制的奢侈數。

5885
- 合数，正因數有1、5、11、55、107、535、1177和5885。
質因數分解，{\displaystyle 5\times 11\times 107}。
- 亏数，真因數和為1891，虧度為3994
- 不尋常數，大於平方根的質因數為107。
- 无平方数因数的数。
  - 楔形数。
- 十进制的奢侈數。

5886
- 合数，正因數有1、2、3、6、9、18、27、54、109、218、327、654、981、1962、2943和5886。
質因數分解，{\displaystyle 2\times 3^{3}\times 109}。
- 过剩数，真因數和為7314，盈度為1428
- 不尋常數，大於平方根的質因數為109。
- 十进制的奢侈數。

5887
- 合数，正因數有1、7、29、203、841和5887。
質因數分解，{\displaystyle 7\times 29^{2}}。
- 亏数，真因數和為1081，虧度為4806
- 十进制的等數位數。

5888
- 合数，正因數有1、2、4、8、16、23、32、46、64、92、128、184、256、368、736、1472、2944和5888。
質因數分解，{\displaystyle 2^{8}\times 23}。
- 过剩数，真因數和為6376，盈度為488
- 十进制的等數位數。

5889
- 合数，正因數有1、3、13、39、151、453、1963和5889。
質因數分解，{\displaystyle 3\times 13\times 151}。
- 亏数，真因數和為2623，虧度為3266
- 不尋常數，大於平方根的質因數為151。
- 无平方数因数的数。
  - 楔形数。
- 十进制的奢侈數。

5890
- 合数，正因數有1、2、5、10、19、31、38、62、95、155、190、310、589、1178、2945和5890。
質因數分解，{\displaystyle 2\times 5\times 19\times 31}。
- 亏数，真因數和為5630，虧度為260
- 无平方数因数的数。
- 十进制的奢侈數。

5891
- 合数，正因數有1、43、137和5891。
質因數分解，{\displaystyle 43\times 137}。
- 亏数，真因數和為181，虧度為5710
- 不尋常數，大於平方根的質因數為137。
- 半素数。
- 无平方数因数的数。
- 十进制的奢侈數。

5892
- 合数，正因數有1、2、3、4、6、12、491、982、1473、1964、2946和5892。
質因數分解，{\displaystyle 2^{2}\times 3\times 491}。
- 过剩数，真因數和為7884，盈度為1992
  - 半完全数，和為本身的其中一組因數為491、 982、 1473、 2946。
- 不尋常數，大於平方根的質因數為491。
- 十进制的奢侈數。

5893
- 合数，正因數有1、71、83和5893。
質因數分解，{\displaystyle 71\times 83}。
- 亏数，真因數和為155，虧度為5738
- 不尋常數，大於平方根的質因數為83。
- 半素数。
- 无平方数因数的数。
- 十进制的等數位數。

5894
- 合数，正因數有1、2、7、14、421、842、2947和5894。
質因數分解，{\displaystyle 2\times 7\times 421}。
- 亏数，真因數和為4234，虧度為1660
- 不尋常數，大於平方根的質因數為421。
- 无平方数因数的数。
  - 楔形数。
- 十进制的奢侈數。

5895
- 合数，正因數有1、3、5、9、15、45、131、393、655、1179、1965和5895。
質因數分解，{\displaystyle 3^{2}\times 5\times 131}。
- 亏数，真因數和為4401，虧度為1494
- 不尋常數，大於平方根的質因數為131。
- 十进制的奢侈數。

5896
- 合数，正因數有1、2、4、8、11、22、44、67、88、134、268、536、737、1474、2948和5896。
質因數分解，{\displaystyle 2^{3}\times 11\times 67}。
- 过剩数，真因數和為6344，盈度為448
- 十进制的奢侈數。

5897
- 第776個質數。

5898
- 合数，正因數有1、2、3、6、983、1966、2949和5898。
質因數分解，{\displaystyle 2\times 3\times 983}。
- 过剩数，真因數和為5910，盈度為12
  - 半完全数，和為本身的其中一組因數為983、 1966、 2949。
- 不尋常數，大於平方根的質因數為983。
- 佩服數，佩服因數為6。
- 无平方数因数的数。
  - 楔形数。
- 十进制的奢侈數。

5899
- 合数，正因數有1、17、347和5899。
質因數分解，{\displaystyle 17\times 347}。
- 亏数，真因數和為365，虧度為5534
- 不尋常數，大於平方根的質因數為347。
- 半素数。
- 无平方数因数的数。
- 十进制的奢侈數。

5900
- 合数，正因數有1、2、4、5、10、20、25、50、59、100、118、236、295、590、1180、1475、2950和5900。
質因數分解，{\displaystyle 2^{2}\times 5^{2}\times 59}。
- 过剩数，真因數和為7120，盈度為1220
- 十进制的奢侈數。

5901
- 合数，正因數有1、3、7、21、281、843、1967和5901。
質因數分解，{\displaystyle 3\times 7\times 281}。
- 亏数，真因數和為3123，虧度為2778
- 不尋常數，大於平方根的質因數為281。
- 无平方数因数的数。
  - 楔形数。
- 十进制的奢侈數。

5902
- 合数，正因數有1、2、13、26、227、454、2951和5902。
質因數分解，{\displaystyle 2\times 13\times 227}。
- 亏数，真因數和為3674，虧度為2228
- 不尋常數，大於平方根的質因數為227。
- 无平方数因数的数。
  - 楔形数。
- 十进制的奢侈數。

5903
- 第777個質數。

5904
- 合数，正因數有1、2、3、4、6、8、9、12、16、18、24、36、41、48、72、82、123、144、164、246、328、369、492、656、738、984、1476、1968、2952和5904。
質因數分解，{\displaystyle 2^{4}\times 3^{2}\times 41}。
- 过剩数，真因數和為11022，盈度為5118
- 十进制的奢侈數。

5905
- 合数，正因數有1、5、1181和5905。
質因數分解，{\displaystyle 5\times 1181}。
- 亏数，真因數和為1187，虧度為4718
- 不尋常數，大於平方根的質因數為1181。
- 半素数。
- 无平方数因数的数。
- 十进制的奢侈數。

5906
- 合数，正因數有1、2、2953和5906。
質因數分解，{\displaystyle 2\times 2953}。
- 亏数，真因數和為2956，虧度為2950
- 不尋常數，大於平方根的質因數為2953。
- 半素数。
- 无平方数因数的数。
- 十进制的奢侈數。

5907
- 合数，正因數有1、3、11、33、179、537、1969和5907。
質因數分解，{\displaystyle 3\times 11\times 179}。
- 亏数，真因數和為2733，虧度為3174
- 不尋常數，大於平方根的質因數為179。
- 无平方数因数的数。
  - 楔形数。
- 十进制的奢侈數。

5908
- 合数，正因數有1、2、4、7、14、28、211、422、844、1477、2954和5908。
質因數分解，{\displaystyle 2^{2}\times 7\times 211}。
- 过剩数，真因數和為5964，盈度為56
  - 半完全数，和為本身的其中一組因數為211、 422、 844、 1477、 2954。
- 不尋常數，大於平方根的質因數為211。
- 佩服數，佩服因數為28。
- 十进制的奢侈數。

5909
- 合数，正因數有1、19、311和5909。
質因數分解，{\displaystyle 19\times 311}。
- 亏数，真因數和為331，虧度為5578
- 不尋常數，大於平方根的質因數為311。
- 半素数。
- 无平方数因数的数。
- 十进制的奢侈數。

5910
- 合数，正因數有1、2、3、5、6、10、15、30、197、394、591、985、1182、1970、2955和5910。
質因數分解，{\displaystyle 2\times 3\times 5\times 197}。
- 过剩数，真因數和為8346，盈度為2436
- 不尋常數，大於平方根的質因數為197。
- 无平方数因数的数。
- 十进制的奢侈數。

5911
- 合数，正因數有1、23、257和5911。
質因數分解，{\displaystyle 23\times 257}。
- 亏数，真因數和為281，虧度為5630
- 不尋常數，大於平方根的質因數為257。
- 半素数。
- 无平方数因数的数。
- 十进制的奢侈數。

5912
- 合数，正因數有1、2、4、8、739、1478、2956和5912。
質因數分解，{\displaystyle 2^{3}\times 739}。
- 亏数，真因數和為5188，虧度為724
- 不尋常數，大於平方根的質因數為739。
- 十进制的奢侈數。

5913
- 合数，正因數有1、3、9、27、73、81、219、657、1971和5913。
質因數分解，{\displaystyle 3^{4}\times 73}。
- 亏数，真因數和為3041，虧度為2872
- 十进制的等數位數。

5914
- 合数，正因數有1、2、2957和5914。
質因數分解，{\displaystyle 2\times 2957}。
- 亏数，真因數和為2960，虧度為2954
- 不尋常數，大於平方根的質因數為2957。
- 半素数。
- 无平方数因数的数。
- 十进制的奢侈數。

5915
- 合数，正因數有1、5、7、13、35、65、91、169、455、845、1183和5915。
質因數分解，{\displaystyle 5\times 7\times 13^{2}}。
- 亏数，真因數和為2869，虧度為3046
- 十进制的奢侈數。

5916
- 合数，正因數有1、2、3、4、6、12、17、29、34、51、58、68、87、102、116、174、204、348、493、986、1479、1972、2958和5916。
質因數分解，{\displaystyle 2^{2}\times 3\times 17\times 29}。
- 过剩数，真因數和為9204，盈度為3288
- 十进制的奢侈數。

5917
- 合数，正因數有1、61、97和5917。
質因數分解，{\displaystyle 61\times 97}。
- 亏数，真因數和為159，虧度為5758
- 不尋常數，大於平方根的質因數為97。
- 半素数。
- 无平方数因数的数。
- 十进制的等數位數。

5918
- 合数，正因數有1、2、11、22、269、538、2959和5918。
質因數分解，{\displaystyle 2\times 11\times 269}。
- 亏数，真因數和為3802，虧度為2116
- 不尋常數，大於平方根的質因數為269。
- 无平方数因数的数。
  - 楔形数。
- 十进制的奢侈數。

5919
- 合数，正因數有1、3、1973和5919。
質因數分解，{\displaystyle 3\times 1973}。
- 亏数，真因數和為1977，虧度為3942
- 不尋常數，大於平方根的質因數為1973。
- 半素数。
- 无平方数因数的数。
- 十进制的奢侈數。

5920
- 合数，正因數有1、2、4、5、8、10、16、20、32、37、40、74、80、148、160、185、296、370、592、740、1184、1480、2960和5920。
質因數分解，{\displaystyle 2^{5}\times 5\times 37}。
- 过剩数，真因數和為8444，盈度為2524
- 十进制的奢侈數。

5921
- 合数，正因數有1、31、191和5921。
質因數分解，{\displaystyle 31\times 191}。
- 亏数，真因數和為223，虧度為5698
- 不尋常數，大於平方根的質因數為191。
- 半素数。
- 无平方数因数的数。
- 十进制的奢侈數。

5922
- 合数，正因數有1、2、3、6、7、9、14、18、21、42、47、63、94、126、141、282、329、423、658、846、987、1974、2961和5922。
質因數分解，{\displaystyle 2\times 3^{2}\times 7\times 47}。
- 过剩数，真因數和為9054，盈度為3132
- 十进制的奢侈數。

5923
- 第778個質數。

5924
- 合数，正因數有1、2、4、1481、2962和5924。
質因數分解，{\displaystyle 2^{2}\times 1481}。
- 亏数，真因數和為4450，虧度為1474
- 不尋常數，大於平方根的質因數為1481。
- 十进制的奢侈數。

5925
- 合数，正因數有1、3、5、15、25、75、79、237、395、1185、1975和5925。
質因數分解，{\displaystyle 3\times 5^{2}\times 79}。
- 亏数，真因數和為3995，虧度為1930
- 不尋常數，大於平方根的質因數為79。
- 十进制的奢侈數。

5926
- 合数，正因數有1、2、2963和5926。
質因數分解，{\displaystyle 2\times 2963}。
- 亏数，真因數和為2966，虧度為2960
- 不尋常數，大於平方根的質因數為2963。
- 半素数。
- 无平方数因数的数。
- 十进制的奢侈數。

5927
- 第779個質數。

5928
- 合数，正因數有1、2、3、4、6、8、12、13、19、24、26、38、39、52、57、76、78、104、114、152、156、228、247、312、456、494、741、988、1482、1976、2964和5928。
質因數分解，{\displaystyle 2^{3}\times 3\times 13\times 19}。
- 过剩数，真因數和為10872，盈度為4944
- 十进制的奢侈數。

5929
- 合数，正因數有1、7、11、49、77、121、539、847和5929。
質因數分解，{\displaystyle 7^{2}\times 11^{2}}。
- 亏数，真因數和為1652，虧度為4277
- 平方数，為77的平方。
- 十进制的奢侈數。

5930
- 合数，正因數有1、2、5、10、593、1186、2965和5930。
質因數分解，{\displaystyle 2\times 5\times 593}。
- 亏数，真因數和為4762，虧度為1168
- 不尋常數，大於平方根的質因數為593。
- 无平方数因数的数。
  - 楔形数。
- 十进制的奢侈數。

5931
- 合数，正因數有1、3、9、659、1977和5931。
質因數分解，{\displaystyle 3^{2}\times 659}。
- 亏数，真因數和為2649，虧度為3282
- 不尋常數，大於平方根的質因數為659。
- 十进制的奢侈數。

5932
- 合数，正因數有1、2、4、1483、2966和5932。
質因數分解，{\displaystyle 2^{2}\times 1483}。
- 亏数，真因數和為4456，虧度為1476
- 不尋常數，大於平方根的質因數為1483。
- 十进制的奢侈數。

5933
- 合数，正因數有1、17、349和5933。
質因數分解，{\displaystyle 17\times 349}。
- 亏数，真因數和為367，虧度為5566
- 不尋常數，大於平方根的質因數為349。
- 半素数。
- 无平方数因数的数。
- 十进制的奢侈數。

5934
- 合数，正因數有1、2、3、6、23、43、46、69、86、129、138、258、989、1978、2967和5934。
質因數分解，{\displaystyle 2\times 3\times 23\times 43}。
- 过剩数，真因數和為6738，盈度為804
- 无平方数因数的数。
- 十进制的奢侈數。

5935
- 合数，正因數有1、5、1187和5935。
質因數分解，{\displaystyle 5\times 1187}。
- 亏数，真因數和為1193，虧度為4742
- 不尋常數，大於平方根的質因數為1187。
- 半素数。
- 无平方数因数的数。
- 十进制的奢侈數。

5936
- 合数，正因數有1、2、4、7、8、14、16、28、53、56、106、112、212、371、424、742、848、1484、2968和5936。
質因數分解，{\displaystyle 2^{4}\times 7\times 53}。
- 过剩数，真因數和為7456，盈度為1520
- 十进制的奢侈數。

5937
- 合数，正因數有1、3、1979和5937。
質因數分解，{\displaystyle 3\times 1979}。
- 亏数，真因數和為1983，虧度為3954
- 不尋常數，大於平方根的質因數為1979。
- 半素数。
- 无平方数因数的数。
- 十进制的奢侈數。

5938
- 合数，正因數有1、2、2969和5938。
質因數分解，{\displaystyle 2\times 2969}。
- 亏数，真因數和為2972，虧度為2966
- 不尋常數，大於平方根的質因數為2969。
- 半素数。
- 无平方数因数的数。
- 十进制的奢侈數。

5939
- 第780個質數。

5940
- 合数，正因數有1、2、3、4、5、6、9、10、11、12、15、18、20、22、27、30、33、36、44、45、54、55、60、66、90、99、108、110、132、135、165、180、198、220、270、297、330、396、495、540、594、660、990、1188、1485、1980、2970和5940。
質因數分解，{\displaystyle 2^{2}\times 3^{3}\times 5\times 11}。
- 过剩数，真因數和為14220，盈度為8280
- 十进制的奢侈數。

5941
- 合数，正因數有1、13、457和5941。
質因數分解，{\displaystyle 13\times 457}。
- 亏数，真因數和為471，虧度為5470
- 不尋常數，大於平方根的質因數為457。
- 半素数。
- 无平方数因数的数。
- 十进制的奢侈數。

5942
- 合数，正因數有1、2、2971和5942。
質因數分解，{\displaystyle 2\times 2971}。
- 亏数，真因數和為2974，虧度為2968
- 不尋常數，大於平方根的質因數為2971。
- 半素数。
- 无平方数因数的数。
- 十进制的奢侈數。

5943
- 合数，正因數有1、3、7、21、283、849、1981和5943。
質因數分解，{\displaystyle 3\times 7\times 283}。
- 亏数，真因數和為3145，虧度為2798
- 不尋常數，大於平方根的質因數為283。
- 无平方数因数的数。
  - 楔形数。
- 十进制的奢侈數。

5944
- 合数，正因數有1、2、4、8、743、1486、2972和5944。
質因數分解，{\displaystyle 2^{3}\times 743}。
- 亏数，真因數和為5216，虧度為728
- 不尋常數，大於平方根的質因數為743。
- 十进制的奢侈數。

5945
- 合数，正因數有1、5、29、41、145、205、1189和5945。
質因數分解，{\displaystyle 5\times 29\times 41}。
- 亏数，真因數和為1615，虧度為4330
- 无平方数因数的数。
  - 楔形数。
- 十进制的奢侈數。

5946
- 合数，正因數有1、2、3、6、991、1982、2973和5946。
質因數分解，{\displaystyle 2\times 3\times 991}。
- 过剩数，真因數和為5958，盈度為12
  - 半完全数，和為本身的其中一組因數為991、 1982、 2973。
- 不尋常數，大於平方根的質因數為991。
- 佩服數，佩服因數為6。
- 无平方数因数的数。
  - 楔形数。
- 十进制的奢侈數。

5947
- 合数，正因數有1、19、313和5947。
質因數分解，{\displaystyle 19\times 313}。
- 亏数，真因數和為333，虧度為5614
- 不尋常數，大於平方根的質因數為313。
- 半素数。
- 无平方数因数的数。
- 十进制的奢侈數。

5948
- 合数，正因數有1、2、4、1487、2974和5948。
質因數分解，{\displaystyle 2^{2}\times 1487}。
- 亏数，真因數和為4468，虧度為1480
- 不尋常數，大於平方根的質因數為1487。
- 十进制的奢侈數。

5949
- 合数，正因數有1、3、9、661、1983和5949。
質因數分解，{\displaystyle 3^{2}\times 661}。
- 亏数，真因數和為2657，虧度為3292
- 不尋常數，大於平方根的質因數為661。
- 十进制的奢侈數。

5950
- 合数，正因數有1、2、5、7、10、14、17、25、34、35、50、70、85、119、170、175、238、350、425、595、850、1190、2975和5950。
質因數分解，{\displaystyle 2\times 5^{2}\times 7\times 17}。
- 过剩数，真因數和為7442，盈度為1492
- 十进制的奢侈數。

5951
- 合数，正因數有1、11、541和5951。
質因數分解，{\displaystyle 11\times 541}。
- 亏数，真因數和為553，虧度為5398
- 不尋常數，大於平方根的質因數為541。
- 半素数。
- 无平方数因数的数。
- 十进制的奢侈數。

5952
- 合数，正因數有1、2、3、4、6、8、12、16、24、31、32、48、62、64、93、96、124、186、192、248、372、496、744、992、1488、1984、2976和5952。
質因數分解，{\displaystyle 2^{6}\times 3\times 31}。
- 过剩数，真因數和為10304，盈度為4352
- 十进制的奢侈數。

5953
- 第781個質數。

5954
- 合数，正因數有1、2、13、26、229、458、2977和5954。
質因數分解，{\displaystyle 2\times 13\times 229}。
- 亏数，真因數和為3706，虧度為2248
- 不尋常數，大於平方根的質因數為229。
- 无平方数因数的数。
  - 楔形数。
- 十进制的奢侈數。

5955
- 合数，正因數有1、3、5、15、397、1191、1985和5955。
質因數分解，{\displaystyle 3\times 5\times 397}。
- 亏数，真因數和為3597，虧度為2358
- 不尋常數，大於平方根的質因數為397。
- 无平方数因数的数。
  - 楔形数。
- 十进制的奢侈數。

5956
- 合数，正因數有1、2、4、1489、2978和5956。
質因數分解，{\displaystyle 2^{2}\times 1489}。
- 亏数，真因數和為4474，虧度為1482
- 不尋常數，大於平方根的質因數為1489。
- 十进制的奢侈數。

5957
- 合数，正因數有1、7、23、37、161、259、851和5957。
質因數分解，{\displaystyle 7\times 23\times 37}。
- 亏数，真因數和為1339，虧度為4618
- 无平方数因数的数。
  - 楔形数。
- 十进制的奢侈數。

5958
- 合数，正因數有1、2、3、6、9、18、331、662、993、1986、2979和5958。
質因數分解，{\displaystyle 2\times 3^{2}\times 331}。
- 过剩数，真因數和為6990，盈度為1032
  - 半完全数，和為本身的其中一組因數為331、 662、 1986、 2979。
- 不尋常數，大於平方根的質因數為331。
- 十进制的奢侈數。

5959
- 合数，正因數有1、59、101和5959。
質因數分解，{\displaystyle 59\times 101}。
- 亏数，真因數和為161，虧度為5798
- 不尋常數，大於平方根的質因數為101。
- 半素数。
- 无平方数因数的数。
- 十进制的奢侈數。

5960
- 合数，正因數有1、2、4、5、8、10、20、40、149、298、596、745、1192、1490、2980和5960。
質因數分解，{\displaystyle 2^{3}\times 5\times 149}。
- 过剩数，真因數和為7540，盈度為1580
- 不尋常數，大於平方根的質因數為149。
- 十进制的奢侈數。

5961
- 合数，正因數有1、3、1987和5961。
質因數分解，{\displaystyle 3\times 1987}。
- 亏数，真因數和為1991，虧度為3970
- 不尋常數，大於平方根的質因數為1987。
- 半素数。
- 无平方数因数的数。
- 十进制的奢侈數。

5962
- 合数，正因數有1、2、11、22、271、542、2981和5962。
質因數分解，{\displaystyle 2\times 11\times 271}。
- 亏数，真因數和為3830，虧度為2132
- 不尋常數，大於平方根的質因數為271。
- 无平方数因数的数。
  - 楔形数。
- 十进制的奢侈數。

5963
- 合数，正因數有1、67、89和5963。
質因數分解，{\displaystyle 67\times 89}。
- 亏数，真因數和為157，虧度為5806
- 不尋常數，大於平方根的質因數為89。
- 半素数。
- 无平方数因数的数。
- 十进制的等數位數。

5964
- 合数，正因數有1、2、3、4、6、7、12、14、21、28、42、71、84、142、213、284、426、497、852、994、1491、1988、2982和5964。
質因數分解，{\displaystyle 2^{2}\times 3\times 7\times 71}。
- 过剩数，真因數和為10164，盈度為4200
- 十进制的奢侈數。

5965
- 合数，正因數有1、5、1193和5965。
質因數分解，{\displaystyle 5\times 1193}。
- 亏数，真因數和為1199，虧度為4766
- 不尋常數，大於平方根的質因數為1193。
- 半素数。
- 无平方数因数的数。
- 十进制的奢侈數。

5966
- 合数，正因數有1、2、19、38、157、314、2983和5966。
質因數分解，{\displaystyle 2\times 19\times 157}。
- 亏数，真因數和為3514，虧度為2452
- 不尋常數，大於平方根的質因數為157。
- 无平方数因数的数。
  - 楔形数。
- 十进制的奢侈數。

5967
- 合数，正因數有1、3、9、13、17、27、39、51、117、153、221、351、459、663、1989和5967。
質因數分解，{\displaystyle 3^{3}\times 13\times 17}。
- 亏数，真因數和為4113，虧度為1854
- 十进制的奢侈數。

5968
- 合数，正因數有1、2、4、8、16、373、746、1492、2984和5968。
質因數分解，{\displaystyle 2^{4}\times 373}。
- 亏数，真因數和為5626，虧度為342
- 不尋常數，大於平方根的質因數為373。
- 十进制的奢侈數。

5969
- 合数，正因數有1、47、127和5969。
質因數分解，{\displaystyle 47\times 127}。
- 亏数，真因數和為175，虧度為5794
- 不尋常數，大於平方根的質因數為127。
- 半素数。
- 无平方数因数的数。
- 十进制的奢侈數。

5970
- 合数，正因數有1、2、3、5、6、10、15、30、199、398、597、995、1194、1990、2985和5970。
質因數分解，{\displaystyle 2\times 3\times 5\times 199}。
- 过剩数，真因數和為8430，盈度為2460
- 不尋常數，大於平方根的質因數為199。
- 无平方数因数的数。
- 十进制的奢侈數。

5971
- 合数，正因數有1、7、853和5971。
質因數分解，{\displaystyle 7\times 853}。
- 亏数，真因數和為861，虧度為5110
- 不尋常數，大於平方根的質因數為853。
- 半素数。
- 无平方数因数的数。
- 十进制的等數位數。

5972
- 合数，正因數有1、2、4、1493、2986和5972。
質因數分解，{\displaystyle 2^{2}\times 1493}。
- 亏数，真因數和為4486，虧度為1486
- 不尋常數，大於平方根的質因數為1493。
- 十进制的奢侈數。

5973
- 合数，正因數有1、3、11、33、181、543、1991和5973。
質因數分解，{\displaystyle 3\times 11\times 181}。
- 亏数，真因數和為2763，虧度為3210
- 不尋常數，大於平方根的質因數為181。
- 无平方数因数的数。
  - 楔形数。
- 十进制的奢侈數。

5974
- 合数，正因數有1、2、29、58、103、206、2987和5974。
質因數分解，{\displaystyle 2\times 29\times 103}。
- 亏数，真因數和為3386，虧度為2588
- 不尋常數，大於平方根的質因數為103。
- 无平方数因数的数。
  - 楔形数。
- 十进制的奢侈數。

5975
- 合数，正因數有1、5、25、239、1195和5975。
質因數分解，{\displaystyle 5^{2}\times 239}。
- 亏数，真因數和為1465，虧度為4510
- 不尋常數，大於平方根的質因數為239。
- 十进制的奢侈數。

5976
- 合数，正因數有1、2、3、4、6、8、9、12、18、24、36、72、83、166、249、332、498、664、747、996、1494、1992、2988和5976。
質因數分解，{\displaystyle 2^{3}\times 3^{2}\times 83}。
- 过剩数，真因數和為10404，盈度為4428
- 不尋常數，大於平方根的質因數為83。
- 十进制的奢侈數。

5977
- 合数，正因數有1、43、139和5977。
質因數分解，{\displaystyle 43\times 139}。
- 亏数，真因數和為183，虧度為5794
- 不尋常數，大於平方根的質因數為139。
- 半素数。
- 无平方数因数的数。
- 十进制的奢侈數。

5978
- 合数，正因數有1、2、7、14、49、61、98、122、427、854、2989和5978。
質因數分解，{\displaystyle 2\times 7^{2}\times 61}。
- 亏数，真因數和為4624，虧度為1354
- 十进制的奢侈數。

5979
- 合数，正因數有1、3、1993和5979。
質因數分解，{\displaystyle 3\times 1993}。
- 亏数，真因數和為1997，虧度為3982
- 不尋常數，大於平方根的質因數為1993。
- 半素数。
- 无平方数因数的数。
- 十进制的奢侈數。

5980
- 合数，正因數有1、2、4、5、10、13、20、23、26、46、52、65、92、115、130、230、260、299、460、598、1196、1495、2990和5980。
質因數分解，{\displaystyle 2^{2}\times 5\times 13\times 23}。
- 过剩数，真因數和為8132，盈度為2152
- 十进制的奢侈數。

5981
- 第782個質數。

5982
- 合数，正因數有1、2、3、6、997、1994、2991和5982。
質因數分解，{\displaystyle 2\times 3\times 997}。
- 过剩数，真因數和為5994，盈度為12
  - 半完全数，和為本身的其中一組因數為997、 1994、 2991。
- 不尋常數，大於平方根的質因數為997。
- 佩服數，佩服因數為6。
- 无平方数因数的数。
  - 楔形数。
- 十进制的奢侈數。

5983
- 合数，正因數有1、31、193和5983。
質因數分解，{\displaystyle 31\times 193}。
- 亏数，真因數和為225，虧度為5758
- 不尋常數，大於平方根的質因數為193。
- 半素数。
- 无平方数因数的数。
- 十进制的奢侈數。

5984
- 合数，正因數有1、2、4、8、11、16、17、22、32、34、44、68、88、136、176、187、272、352、374、544、748、1496、2992和5984。
質因數分解，{\displaystyle 2^{5}\times 11\times 17}。
- 过剩数，真因數和為7624，盈度為1640
- 十进制的奢侈數。

5985
- 合数，正因數有1、3、5、7、9、15、19、21、35、45、57、63、95、105、133、171、285、315、399、665、855、1197、1995和5985。
質因數分解，{\displaystyle 3^{2}\times 5\times 7\times 19}。
- 过剩数，真因數和為6495，盈度為510
- 十进制的奢侈數。

5986
- 合数，正因數有1、2、41、73、82、146、2993和5986。
質因數分解，{\displaystyle 2\times 41\times 73}。
- 亏数，真因數和為3338，虧度為2648
- 无平方数因数的数。
  - 楔形数。
- 十进制的奢侈數。

5987
- 第783個質數。

5988
- 合数，正因數有1、2、3、4、6、12、499、998、1497、1996、2994和5988。
質因數分解，{\displaystyle 2^{2}\times 3\times 499}。
- 过剩数，真因數和為8012，盈度為2024
  - 半完全数，和為本身的其中一組因數為499、 998、 1497、 2994。
- 不尋常數，大於平方根的質因數為499。
- 十进制的奢侈數。

5989
- 合数，正因數有1、53、113和5989。
質因數分解，{\displaystyle 53\times 113}。
- 亏数，真因數和為167，虧度為5822
- 不尋常數，大於平方根的質因數為113。
- 半素数。
- 无平方数因数的数。
- 十进制的奢侈數。

5990
- 合数，正因數有1、2、5、10、599、1198、2995和5990。
質因數分解，{\displaystyle 2\times 5\times 599}。
- 亏数，真因數和為4810，虧度為1180
- 不尋常數，大於平方根的質因數為599。
- 无平方数因数的数。
  - 楔形数。
- 十进制的奢侈數。

5991
- 合数，正因數有1、3、1997和5991。
質因數分解，{\displaystyle 3\times 1997}。
- 亏数，真因數和為2001，虧度為3990
- 不尋常數，大於平方根的質因數為1997。
- 半素数。
- 无平方数因数的数。
- 十进制的奢侈數。

5992
- 合数，正因數有1、2、4、7、8、14、28、56、107、214、428、749、856、1498、2996和5992。
質因數分解，{\displaystyle 2^{3}\times 7\times 107}。
- 过剩数，真因數和為6968，盈度為976
- 不尋常數，大於平方根的質因數為107。
- 十进制的奢侈數。

5993
- 合数，正因數有1、13、461和5993。
質因數分解，{\displaystyle 13\times 461}。
- 亏数，真因數和為475，虧度為5518
- 不尋常數，大於平方根的質因數為461。
- 半素数。
- 无平方数因数的数。
- 十进制的奢侈數。

5994
- 合数，正因數有1、2、3、6、9、18、27、37、54、74、81、111、162、222、333、666、999、1998、2997和5994。
質因數分解，{\displaystyle 2\times 3^{4}\times 37}。
- 过剩数，真因數和為7800，盈度為1806
- 十进制的奢侈數。

5995
- 合数，正因數有1、5、11、55、109、545、1199和5995。
質因數分解，{\displaystyle 5\times 11\times 109}。
- 亏数，真因數和為1925，虧度為4070
- 不尋常數，大於平方根的質因數為109。
- 无平方数因数的数。
  - 楔形数。
- 十进制的奢侈數。

5996
- 合数，正因數有1、2、4、1499、2998和5996。
質因數分解，{\displaystyle 2^{2}\times 1499}。
- 亏数，真因數和為4504，虧度為1492
- 不尋常數，大於平方根的質因數為1499。
- 十进制的奢侈數。

5997
- 合数，正因數有1、3、1999和5997。
質因數分解，{\displaystyle 3\times 1999}。
- 亏数，真因數和為2003，虧度為3994
- 不尋常數，大於平方根的質因數為1999。
- 半素数。
- 无平方数因数的数。
- 十进制的奢侈數。

5998
- 合数，正因數有1、2、2999和5998。
質因數分解，{\displaystyle 2\times 2999}。
- 亏数，真因數和為3002，虧度為2996
- 不尋常數，大於平方根的質因數為2999。
- 半素数。
- 无平方数因数的数。
- 十进制的奢侈數。

5999
- 合数，正因數有1、7、857和5999。
質因數分解，{\displaystyle 7\times 857}。
- 亏数，真因數和為865，虧度為5134
- 不尋常數，大於平方根的質因數為857。
- 半素数。
- 无平方数因数的数。
- 十进制的等數位數。